# ابن جني
أبو الفتح عثمانُ بن جِنِّيْ المشهور بـ «ابْنِ جِنِّيْ» (322- 392 هـ / 941- 1002 م) عالم نحوي كبير وأحد أئمَّة العربية، لُقِّب بفيلسوف النحو، واشتَهَر بكتابيه "الخصائص" و"سر صناعة الإعراب". ولد بالمَوصِل عام 322 هـ، ونشأ وتعلَّم النحو فيها على يد أحمد بن محمد الموصلي الأخفش،(1) ويذكر ابن خلكان أن ابن جني قرأ الأدب في صباه على يد أبي علي الفارسي وتوثقت الصلة بينهما، حتى نبغ ابن جني بسبب صحبته، حتى إن أستاذه أبا علي، كان يسأله في بعض المسائل، ويرجع إلى رأيه فيها. ومع أن ابن جني كان يتبع المذهب البصري في اللغة كان كثير النقل عن أناس ليسوا بصريين في النحو واللغة، وقد يرى في النحو ما هو بغدادي أو كوفي، فيثبته.
التقى ابن جني المتنبي بحلب عند سيف الدولة الحَمْداني كما التقاه في شيراز، عند عَضُد الدولة وكان المتنبي يحترمه ويقول فيه: «هذا رجل لا يعرف قدره كثير من الناس، وكان إذا سئل عن شيء من دقائق النحو والتصريف في شعره يقول: سلوا صاحبنا أبا الفتح». ويعد ابن جني أولَ من شرح أشعار ديوان المتنبي، وقد شرحه شرحين الشرح الكبير والشرح الصغير، ولم يصل إلينا في العصر الحديث سوى الشرح الصغير. كان ابن جني يثني دومًا على المتنبي ويصفه بشاعرنا فيقول: «وحدثني المتنبي شاعرنا، وما عرَفته إلا صادقًا». وكان كثير الاستشهاد بشعره، وإذا سُئل المتنبي عن تفسير بعض أبياته كان يقول: «أسالوا ابن جنِّي فإنه أدرى بشِعْري مني». بلغ ابن جني في علوم اللغة العربية من الجلالة ما لم يبلغه إلا القليل، ويبدو ذلك واضحًا في كتبه وبحوثه التي يظهر عليها الاستقصاء والتعمق في التحليل، واستنباط المبادئ والأصول من الجزئيات. اشتَهَر ببلاغته وحُسن تصريف الكلام والإبانة عن المعاني بوجوه الأداء، ووضع أصولا في الاشتقاق ومناسبة الألفاظ للمعاني.
عاش ابن جني في عصر ضعف الدولة العباسية ومع ذلك فقد وصل ابن جني إلى مرتبة علمية لم يصل إليها إلا القليل، وكانت وفاته سنة 392 هـ.

## سيرته

### نسبه
هو أَبُو الفَتْح عُثمانُ بن جِنِّيْ، اسمُهُ «عثمان»، وكنيته «أبو الفتح»، ويُنسَب أحيانًا إلى المَوصِل فيُقال «ابن جنِّيْ المَوصِلي»، إلا أنَّه يُسمَّى غالبًا «ابن جنِّي» فقط. ولا يسجِّل المؤرخون العرب نَسَبَه ما بعد أبيه، نظراً لأنَّه لم يكن عربي النسب، فأبوه جنِّيْ، بكسر الجيم وتشديد النون المكسورة وسكون الياء، هو مملوك رومي يوناني لسليمان بن فهد بن أحمد الأزدي، وهو من أعيان المَوصِل. وفي صدر إحدى مخطوطات «التصريف المملوكي» وَرَدَ أنَّ اسمه هو عثمان بن عبد الله بن جني، وهو يخالف الكثير من المصادر التي تنصُّ على أنَّ والده هو «جِنِّيْ»، ونُشِرَ اسمه على هذه الصورة في الطبعة اللاتينية من ترجمة المستشرق هوبرغ في ليبزيج سنة 1885، وذكر كمال مصطفى أيضًا اسمه بالصورة الخاطئة في مقدمِّته لتحقيق كتاب «الحور العين».
والأخبار الواردة عن أبيه المسمى جِنِّيْ ليست بالكثيرة، وكذا عن والدته التي تظل مجهولة الاسم، ولا نعلم أن كان له إخوة أم أنَّه الابن الوحيد. ولا نجد أحداً يؤرخ لأبيه قبل مجيئه إلى الموصل، أو حتى إذا كان مولوداً فيها أم أنَّه انتقل إليها في فترة من حياته اللاحقة. ووِفقَ أحد الروايات كان أبيه جُندِياً «شتيم الوجه وحشي الصورة لا عِلم عنده ولا فهم»، ويُقال أنَّه كان جُندِياً في جيش سيف الدولة الحمداني. ويذكر ابن جنِّي في أحد أبيات الشعر المنسوبة إليه أنَّه يؤول إلى سلالة القياصرة، ويعني بذلك أنَّه ينتمي إلى الروم[ ؟ ] عامَّة وليس قياصرة الروم بالتحديد. ويجمع المؤرخون أنَّ اسم «جِنِّي» هو في الأصل تعريبٌ لاسم علم رومي، وتذكر المصادر التقليدية أنَّ اسم أبيه الأصلي بالرومية هو «كني»، بينما يقترح محمد النَّجار أنَّ اسم أبيه الأصلي هو «جينايوس» (باللاتينية: Gennaius، باليونانية: Γενναιος)، وهو الأصل الإيتمولوجي للإنجليزية الحديثة «genius»، بمعنى كريم أو فاضل، ويستند في ذلك إلى ما رواه ابن ماكولا في كتابه «المؤتلف والمختلف» عن إسماعيل بن المؤمَّل قوله أنَّ: «أبا الفتح كان يذكر أنَّ أباه كان فاضلاً بالرومية». وأخذ برأيه الكثير من الكتاب والباحثين المعاصرين. وينقل محمد أسعد طلس عن المستشرق الفرنسي لويس ماسينيون قوله أنَّ «جِنِّي» هو تعريب «جانواريوس» (باللاتينية: Januarius)، وهو الشهر الأوَّل من التقويم اليولياني ويقابل يناير من التقويم الغريغوري. ويقترح أحمد أمين أن يكون «جِنِّي» تعريب لاسم «جونا» (باللاتينية: Jonah). ويُخطِئ الكثير في قراءة اسمه بالياء المُشدَّدة، على اعتبار أنَّها ياء النسب، وهذا خطأ شائع.
وكذلك لا يُعرَف الكثير عن سيِّد أبيه سليمان بن فهد الأزدي، سوى أنَّه كان من أعيان الموصل وسادتها وأشرافها، ويشتبه محمد النجار أنَّ يكون هو سليمان بن فهد المتوفى في 411 الذي ذكره ابن الأثير في «الكامل»، ويذكر ابن الأثير أنَّ سليمان بن فهد هذا كان كاتباً عند أبي إسحاق الصابي في بغداد، ثُمَّ انتقل إلى الموصل واقتنى فيها ضياعاً وتوطَّدت علاقته مع حاكم المدينة، لكنَّه ما لبث أن وقع في مشكلة مع أمير الموصل أبي المنيع قراوش بن المقلد فقتله أبو المنيع في سنة 411. وتبرز مشكلة العمر عند افتراض كونه مولى جني، فهو تُوفِّي بعد ابن جني بتسعة عشر عاماً، وابن جني توفي بعد عمر التسعين، وإذا كان هو مولى أبيه فهذا يعني أنَّه تُوفِّي بعد عمر المائة على أقلِّ تقدير، ومن المستبعد بعد هذا العمر أن يظل في السلطة ويخاصم أمير الموصل مُسبِّباً وفاته. غير أنَّ محمد النجار يُرجِّح كونه مولى جني نظراً لأنَّ ابن الزمكدم الذي هجا ابن جني وكانت بينهما خصومة، هجا أيضًا سليمان بن فهد صاحب قراوش، مِمَّا يرجح أنَّه كان لا يزال في السلطة في فترة حياة ابن جني وشهرته.
يتَّفِقُ المُترجِمُون لابن جني أنَّه كان فخوراً بانتسابه للروم، ونظَمَ أبياتاً تدلُّ على افتخاره بنسبه، إلا أنَّ افتخاره بعرقه لم تغلب عليه النزعة الشعوبية المتعصبة ضدَّ العرب، التي انتشرت نسبياً في زمنه بين غير العرب من المسلمين، على النقيض من هذا فقد رُويَ عن ابن جني مدحه لأخلاقيات العرب في الجاهلية، كما أنَّه يُفضِّل اللغة العربية على سواها من اللغات، وهي عنده ذات مكانة خاصَّة، وهو يصرح بهذا في أكثر من موضع من مؤلفاته. وابن جني الرومي الأصل ترعرع وعاش بين قبيلة أزد العربية في الموصل، وعلى الرغم من انتسابه العرقي المختلف عن هذه القبيلة فقد كان أيضًا أزدي الانتماء، وهو يُصرِّح بانتمائه لأزد في مؤلفاته، ويُنسَب إلى أزد فيُقال ابن جنِّي الأزدي. فهو رومي العرق عربي النشأة. وشعر ابن جنِّي بقدر من الانتقاص في مجتمع ثقافي يضع للنسب مكانةً، فنراه يدافع عن نسبه في أشعاره فيقول:[ملاحظة:1]

### النشأة
ولِدَ عثمان بن جني في مدينة الموصل زمن الخلافة العباسية، وتحديداً في فترة حكم الخليفة أبو الفضل المقتدر بالله، وتاريخ ولادته مختلف عليه، والثابت والمتَّفق عليه أنَّ ولادته كانت قبل سنة 330 من التقويم الهجري، وعند هذا الحد تقِفُ أغلبيَّة المصادر، غير أنَّ أبا الفداء في كتابه «المختصر» يذكر أنَّ ولادته كانت في سنة 302، ويذكر ابن القاضي في «طبقات النحاة» أنَّ ابن جني تُوفِّي عن عمر السبعين، ومن الثابت أنَّ وفاته في 392 فتكون ولادته طبقاً لرواية ابن القاضي في سنة 322 أو 321. ويُرَجِّح محمد النجار في تقديمه لكتاب «الخصائص» أنَّ ولادة ابن جني في 302 طبقاً لمقولة أبي الفداء، ويضع احتمال السهو فيما نُسِبَ إلى ابن القاضي، ويعتقدُ أنَّه تُوفِّي عن عمر التسعين لا السبعين، لأنَّ ابن جني كان يُدرِّس في جامع الموصل سنة 337، وإذا صحَّ ما ذهب إليه ابن القاضي سيكون عمره حينها خمسة عشر عاماً، وهو ما يرفضه النجار. ويذكر واضعو «دائرة المعارف الإسلامية» أنَّ ولادته كانت في سنة 320، ويُرجِّح فاضل السامرائي أن تكون ولادته في تلك السنة حسب تقديره، واعتمد في ذلك أنَّه المذهب الوسط - حسب قوله - بين من يجعل ولادته قرب الثلاثين ومن يجعلها في بداية القرن، وهكذا سيكون عمر ابن جني وقت لقائه بالفارسي في السابعة عشر أو الثامنة عشر، وهو يلائم عمر ابن جني حسب وقائع الحادثة، ويتابعه في استنتاجه حسام النعيمي. ويأتي كارل بروكلمان في «تاريخ الأدب العربي» برأي آخر، وهو أنَّه ولِدَ قبل سنة 300 من الهجرة.

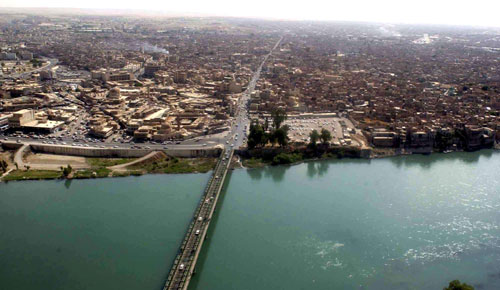
مدينة الموصل - حديثاً - التي ولِدَ فيها ابن جني وعاش سنواته الأولى

وفي الموصل نشأ ابن جنِّي وترعرع وعاش طفولته وأخذ العلم عن شيوخ مدينته، وتفاصيل صِباه وحياته الأوليَّة لا زالت مجهولة. وقد عاشت الدولة العباسية في هذا القرن حالةً من الاضطراب السياسي قابلها نشاط ثقافي وفكري ضخم، وفي هذا القرن فاق عدد العلماء والأدباء عددهم في غيره من القرون بنسبة ملحوظة، ولم تكن الموصل استثناءً من هذه الموجة الفكريَّة، فقد كانت تَؤُمُّ بالعلماء في شتَّى المجالات، وانتشرت دُوَر العلم في الموصل كان أشهرها المُسَمَّى «دار علم الموصل» الذي أنشأه أبو القاسم الموصِلِي في سنة 323، وأودع فيه خزانة كتبٍ من جميع العلوم، وجعله وقفاً على طُلاب العلم لا يُمنَع من دخوله أحد ويُفتَح كُلَّ يوم. وفي ظُلِّ هذه البيئة المُشجِّعة على العِلم والتعلُّم نشأ ابن جنِّي في مجالس الشيوخ والعلماء، وازدادت معرفته يوماً بعد يوم، وشُغِف خاصةً باللغة العربية وعلومها، وتعمَّق ابن جني في دراسة اللغة العربية ونحوها وصرفها إلى أن اشتغل بتدريسها وهو لا يزال شاباً في مساجد الموصل. وتاريخ النحو في الموصل يعود إلى زمن نشأة هذا العلم، وأوَّل نحوي في الموصل هو مسلمة بن عبد الله الفهري الذي تتلمذ على يد عبد الله بن أبي إسحاق الحضرمي، وهو من رجال الطبقة الأولى من نحاة البصرة الأوائل. وصادفَ أن زار أبو علي الفارسي الموصل ودخل على المسجد الجامع في المدينة وابن جني يُقرِئ الناسَ علوم اللغة العربيَّة، ويُقال أنَّ المسألة التي كان يُناقشها هي قلب الواو ألفاً في نحو قال وقام، فلَفَتَ انتباهه هذا الشاب الذي تصدَّر للتدريس وهو ما يزال يافعاً، فيسأله سؤالاً في التصريف، يحاول ابن جنِّي قدر استطاعته أن يجيب عنه، فيقول له أبو علي: «ما زِلتَ حصرماً وتُرِيدُ أن تجعل من نَفسِكَ زبيباً»، في إشارةً إلى أنَّه تعجَّل في التدريس، ويعرِف ابن جنِّي لاحقاً أنَّ هذا الرجل هو أبو علي الفارسي من أشهر علماء اللغة في زمانه، فيتركُ التدريس في الموصِل ويلحق بأبي علي إلى بغداد ويصاحبه سنوات عديدة.

### التعليم
صاحَبَ ابن جنِّي أكثر من عالم وشيخ، وعلى عادة طلاب العربية في تلك الفترة كان يأخذ عن جميعهم مشافهةً، ويتجنَّب الأخذ من الكتب والصحف، وقد أخذ بسلسلة سندٍ من شيوخه عن كبار النحاة المتقدِّمين عليه. بدأ ابن جني تعليمه في سنٍّ صغيرة في مسقط رأسه، وأخذ عن جماعة من المَوَاصِلَة، ولا تُسَمِّي كتب التراجم سوى شيخ واحد تتلمذ على يده في الموصل، وهو أحمد بن محمد المُوصِلي الشافعي، ويُلَقَّب بالأخفش، وليست له شهرة كافية ليُعنى المؤرخون بترجمته ولا نعرف عنه شيئاً. ويُحتَمل أنَّ ابن جني تتلمذ في الموصل عند أبي بكر محمد بن هارون الروياني، وسمع منه روايات عن أبي حاتم السجستاني، ويُحتمل كذلك أنَّه سمع منه في بغداد. وفي الموصل كان ابن جِنِّي يُخالط الأعراب المُحافظين على أصالة لغتهم، وهو كثيراً ما يروي عنهم في مؤلفاته، ولا يأخذ من الأعرابي إلا بعد امتحانه والتأكُّد من خلو لغته من اللحن وتأثير الحضر، ومِمَّن يثق في لغته من أهل الموصل أبو عبد الله محمد بن العسَّاف العقيلي، يقول عنه ابن جني: «وعلى نحو ذلك فحضرني قديماً بالموصل أعرابي عُقَيلي جوبي تميمي محمد بن العسَّاف الشرجي، قَلَّما تجد بدوياً أفصح منه».
| ”                                             | ولله هو، وعليه رحمته، فما كان أقوى قياسه، وأشد بهذا العلم اللطيف الشريف أُنسه، فكأنه إنما كان مخلوقاً له، وكيف كان لا يكون كذلك، وقد أقام على هذه الطريقة مع جلة أصحابها وأعيان شيوخها سبعين سنة زائحة علله، ساقطة عنه كلفه، وجعله همه وسدمه، لا يعتاقه عنه ولد، ولا يعارضه فيه متجر، ولا يسوم به مطلباً، ولا يخدم به رئيساً إلا بأخرة وقد حط من أثقاله وألقى عصا ترحاله! | “ |
| —يمدح أستاذه أبا علي الفارسي‏،‏ الخصائص (276/1) | |   |

ثُمَّ صَحَبَ أبا علي الفارسي بعد لقائه في الموصل، وتجدر الإشارة إلى أنَّ ابن خلكان يزعم أنَّ ابن جني التقى بالفارسي في بغداد قبل مجيئه إلى الموصل، وتدعم خديجة الحديثي هذا القول بنصوص من مؤلفات ابن جني يذكر فيها تلاميذ المبرد وثعلب في بغداد. والفارسي هو أكثر الشيوخ والعلماء تأثيراً عليه، ولا نكاد نجد كتاباً لابن جني لا يذكره فيه أو يعرض بعضاً من آرائه ويقتبس منها ويثني عليها، ويعود هذا الاهتمام إلى العناية التي تلقاها ابن جني من قِبَلِه، وإلى المُدَّة الزمنية الطويلة التي قضاها ابن جني في صحبته، وتُقَدَّر بحوالي 40 عاماً منذ لقائه في الموصل سنة 337 حتى وفاة الفارسي في 377. ويُرجِّح مهدي المخزومي أنَّ ابن جني لم يصحب بعد لقائه بالفارسي أيَّ أستاذٍ آخر. وفي هذه الأربعين عاماً لم يفارقه إلا قليلاً، وكان يلازمه في جميع أسفاره، فغادر معه إلى الشام ودخل حلب في صحبته سنة 346، وصاحبه إلى بغداد واستقرَّ معه في البيت البويهي. وخلال هذه الفترة قرأ عليه الفارسي كتاب «التصريف» للمازني، وأخذ عنه «كتاب سيبويه»، وكتاب «الهمز» و«النوادر» لأبي زيد، و«القَلب والإبدال» ليعقوب، وكتاب «التصريف» للأخفش، وأخذ عنه كذلك القراءات القرآنية. وقام ابن جني بتأليف جميع مصنفاته في صحبة الفارسي، وفي المرات القليلة التي لا يرافقه فيها كان يكاتبه حول المسائل اللغوية والنحوية المستعصية، ومع هذه الألفة والصحبة والتقدير الذي يكنّه ابن جني لأستاذه فهو لا يتوانى عن تخطئته متى ما رآه مُجانِباً للصواب، أو يكتفي بتبنِّي آراء مخالفةً لأستاذه. وأكثرَ ابن جني من نقل آراء أستاذه الفارسي، ولم ينقل آراءه فحسب، بل نقل عنه أيضًا مروياته عن العلماء المُتَقَدِّمين، وفي أغلب الأحيان يقتصر فقط على إسنادها إليه وفي بعض الأحيان يذكر السند كاملاً.
وأخذ ابن جني عن كثيرٍ من رواة اللغة والأدب، ويأخذ الروايات بسندٍ من الراوي حتى يصل إلى القائل ويُدوِّن ذلك في مؤلفاته، وتتلمذ ابن جني لدى محمد بن الحسن المعروف بابن مقسم، وعلى الأرجح التقى به ابن جني في بغداد، وكثيراً ما يذكره في مؤلفاته خاصةً كتابي «الخصائص» و«سر صناعة الإعراب»، ولم يكن ابن مقسم نحوياً مشهوراً كأبي علي، ولكنَّه يحفظ الكثير من مؤلفات كبار النحاة، فأخذ منه ابن جني الكثير من المرويات عن أحمد بن يحيى الشيباني المُلَقَّب بثعلب، وعن أبي عثمان المازني والكسائي من طريق ابن مقسم عن ثعلب، وأكثر أيضًا من الأخذ عن ابن الإعرابي وعن أبي عمرو الشيباني بسند ابن مقسم مباشرةً إليهما. وبطريقة مماثلة للتي أخذ بها المرويات عن ابن مقسم أخذ أيضًا عن رواةٍ آخرين، فأخذ عن عبد الملك الأصمعي وأبي عثمان المازني من طريق أبي بكر محمد بن علي القاسم، وأخذ عن عبد الملك الأصمعي ومحمد بن سلام ويونس بن حبيب وأبي عمرو بن العلاء من طريق أبي بكر جعفر بن محمد بن الحاج، وأخذ عن المبرد من طريق محمد بن سلمة، وعن اليزيدي ومحمد بن حبيب من طريق أبي الفرج الأصفهاني، وأخذ عن الأصفهاني في بغداد، وعن أبي حاتم السجستاني من طريق أبي إسحاق الفرمسيني، وعن المبرد وثعلب والسكري من طريق أبي سهل أحمد بن محمد القطان، وعن قطرب من طريق علي بن محمد، وعن الفراء[ ؟ ] من طريق محمد بن محمد، وأخذ كتاباً في شواذ القراءات القرآنية من تأليف قطرب من طريق محمد بن علي بن وكيع. وبهذه الطريقة اكتسب ابن جني ثقافته النحويَّة والأدبيَّة، وكان ابن جِنِّي مُطّلعاً على آراء جميع هؤلاء النحاة المتقدمين.
التزم ابن جني الدِقَّة والأمانة العلمية عند نقله عن شيوخه، فهو لا يذكر آرائهم في مؤلفاته بدون نسبتها إليهم، وحَرَصَ قدر الإمكان على نقل كلامهم بالنص، فيقول عندما يستحضر أقوال شيوخه كما سمعها: «هذا لفظه لي البتَّة»، وإذا نقل قولهم بالمعنى أو المفهوم يقول: «هذا محصول معنى أبي علي، فأما نفس لفظه فلا يحضرني الآن حقيقة صورته».
قائمة أساتذة وشيوخ ابن جني
- أحمد بن محمد المُوصِلي الشافعي
- أبو علي الحسن بن أحمد بن عبد الغفار الفارسي
- أبو صالح السليل بن أحمد بن عيسى بن الشيخ
- أبو إسحاق إبراهيم بن أحمد القرميسيني
- أبو الحسن علي بن عمر بن عمرو
- ابن دريد أبو بكر محمد بن الحسن
- أبو بكر جعفر بن محمد بن الحاج
- أبو سهل أحمد بن زياد القفطان
- أبو الفرج علي بن حسن الأصفهاني
- أبو العباس محمد بن سلمة
- ابن المقسم أبو بكر محمد بن الحسن
- أبو بكر محمد بن علي القاسم
- محمد بن علي بن وكيع
- أبو الطيب أحمد بن الحسين المتنبي

### الرحلات العلمية
| ”                         | جميع رواياتي مِمَّا سمِعته من شيوخي - رحمهم الله - وقرأته عليهم بالعراق والشام والموصل ، وغير هذه البلاد التي أتيتُها وأقمتُ بها | “ |
| —ابن جني‏،‏ الخصائص (276/1) | |   |

بعد أن غادر ابن جنِّي الموصل لم يستقر في مدينة واحدة، وظلَّ يتنقَّل بصحبة أستاذه أبي علي الفارسي بين المُدن والأمصار، وفي البداية دخل بغداد عاصمة الخلافة وظلَّ فيها فترةً طويلة، أخذ عن علمائها وشيوخها، ومن جملة من أخذ عنهم في بغداد أبي علي وابن مقسم. ثُمَّ غادر بغداد وانتقل إلى الشام بصحبة أستاذه، ودخل مدينة حلب وواسط، وتواصل مع الحمدانيين، وتعرَّف على أدباء وشعراء البلاط الحمداني، وتوثَّقت صلته بسيف الدولة في حلب، وبدأت صداقته مع المتنبي هناك. ودخل مدينة واسط، ونزل في دار الشريف أبي علي الجواني، نقيب العلويين، وظلَّ فيها فترةً من الزمن درَّس فيها اللغة والنحو. ثُمَّ غادر إلى دار مملكة البوهيين، واختُلِفَ حول ما إذا كانت دار الملك هذه تلك التي في شيراز، أو دار مملكة البوهيين إلى جهة الشرق من بغداد، ومن الثابت أنَّ ابن جني زار شيراز، ومن الثابت أيضًا أنَّه استقرَّ بعد ترحاله الطويل في البيت البويهي شرقي بغداد، ومن هناك خدَمَ عضد الدولة ومن بعده صمصام الدولة ومن بعده شرف الدولة ثُمَّ بهاء الدولة، وفي فترة حكم بهاء الدولة كانت وفاته، وكان ابن جني يُقِيم في منزلهم في بغداد يشاورهم ويلازمهم ويؤدِّب أولادهم.

### لقاؤه بالمتنبي
تعرَّف ابن جني خلال رحلاته على أبي الطيِّب المتنبي، الشاعر المعروف، ونشأت بينهما علاقة صداقة أدبيَّة دامت حتى وفاة الشاعر. والتقى ابن جني بالمتنبي لأوَّل مرَّة في بلاط سيف الدولة الحمداني في حلب، وظلَّ في صحبته هناك مُدَّةً طويلة، ثُمَّ التقى به مرَّةً أخرى في بلاط عضد الدولة في شيراز. وكان المتنبِّي يكنُّ له الاحترام والتقدير، ويقول في ابن جني: «هذا رجلٌ لا يعرِفُ قدرَه كثيرٌ من النَّاس»، وإذا سُئِلَ المتنبَّي عن مسألةٍ لغويَّة في شعره أو تفسير أحد أبياته يقول: «عليكم بالشيخ الأعور ابن جنِّي، فسلوه، فإنَّه يقول ما أردتُ وما لم أرد». وكان ابن جني يقابله بنفس الدرجة من الاحترام والتقدير، ودافع عنه ضُدَّ نُقَّاده، ولم يؤثِّر في نظرته إلى المتنبي أستاذه أبو علي الذي امتلك آراءً سلبيَّة بخصوص المتنبِّي.[ملاحظة:2] ويُعدُّ أبو الطيب أحد أساتذة ابن جني وشيوخه، وجلس ابن جني في مجلسه، وقرأ عليه ديوانه، وكان لدى ابن جني اهتمام بشعره، وكثيراً ما يسأله عن معاني أبياته. وابن جني هو أوَّل من شرح ديوان المتنبي، وله شرحان على ديوانه، الشرح الكبير والشرح الصغير. وكان ابن جني يمدح المتنبي في مؤلفاته، ويُكثِر من الاستشهاد بأشعاره، وغالباً ما يُسمِّيه «شاعرنا» كقوله في «الخصائص»: «وحدَّثنِي المُتَنَبِّي شاعرنا وما عرفته إلا صادقاً [...]». غير أنَّ المستشرق كارل بركلمان يذكر وقوع مناقضات بين ابن جني والمتنبي. وكان ابن جني يُتابع أخبار المتنبي من علي بن حمزة البصري الذي كان مُقرَّباً من الشاعر. وعندما بلغ ابن جني خبر وفاة المتنبي في سنة 354هـ رثاه بقصيدة طويلة منها:
هناك اعتقادٌ لدى كُتَّاب قُدامى وباحثين مُعاصرين أنَّ ابن جني لم يلتقِ بالمُتنبِّي في شيراز، وقال بهذا أحمد بن علي بن معقل الأزدي في كتابه «المآخذ على شُرَّاح ديوان أبي الطيب المتنبي». ويعرض عباس هلني الجراخ عدَّة أسباب تدعم هذا القول، من ذلك أنَّ ابن جني كان يسأل علي بن حمزة البصري عن المتنبي، وعلي البصري خرج مع المتنبي في رحلته إلى بلاد فارس، ما يُرجِّح أنَّه لم يكن حاضراً معهما، وكذلك جواب المتنبي عندما سُئِل في شيراز عن تفسير أحد أبياته، فقال: «لو كان صديقنا أبو الفتح حاضراً لفسَّره»، ويُضاف إلى ذلك شهادة تلميذه الثمانيني أنَّ إحدى قصائد المتنبي من الفارسيات لم يقرأها عليه ولكن نقلها من خطِّه.
ويتجاوز عبد الغني الملاح هذا إلى القول أنَّ ابن جني لم يلتقِ مُطلقاً بالمتنبِّي، ويذكر عدة حجج تدعم قوله ضمَّنها في دراسة له منشورة على مجلَّة «المورد» في عددها الثالث سنة 1977، منها أنَّ دخول المتنبي حلب وجلوسه عند سيف الدولة كان في سنة 437، وهي السنة ذاتها التي لقي فيها ابن جني الفارسي وهو لا يزال يافعاً، مِمَّا يستبعد لقائهما عند سيف الدولة، ويستدلُّ كذلك بالعلاقة الوطيدة التي جمعت ابن جني بالبويهيين، مِمَّا يرجِّح عدم جلوسه عند أعدائهم الحمدانيين في حلب. ويُشكِّك عبد الغني ملاح في الروايات التي تجمعهما معاً، ويُرجِعُ جميعها إلى أبي الحسن الطرائفي، ويُشكِّك في وجود هذه الشخصيَّة، ويعتقد أنَّها مُصطنعة لإثبات العلاقة بين المتنبي وابن جني، كما يُحاول إثبات فوارق زمانيَّة ومكانيَّة بين سيرة كُل منهما، فيقول مثلاً أنَّ المتنبي كان في الكوفة وقتما كان ابن جني في بغداد، ويخالف بهذا إحدى الروايات التي تنصُّ على أنَّ المتنبي اجتمع في بغداد بابن جني. وردَّ عليه محسن غياض، الذي قام بتحقيق كتاب «الفتح الوهبي على مشكلات المتنبي» لابن جني، في دراسة هي الأخرى منشورة في مجلة «المورد» في عدد يوليو 1981، وبدأ محسن عياض دراسته بتفنيد أدلّة الملاح، وإثبات الروايات حول اجتماع المتنبي بابن جني، وإثبات وجود الطرائفي من مصادر عدة، غير أنَّ دليله الأهم على لقاء المتنبي بابن جنِّي هو إشارة ابن جني نفسه على لقائه بالمتنبي، وأحصى محسن عياض أربعاً وستين موضعاً يشير فيه ابن جني صراحةً أنَّه التقى بالمتنبي، فيقول: «لقيت أبا الطيِّب»، «حدَّثني»، «سألته»، «قلت له»، «سمعت أبا الطيِّب»، «قرأت عليه». ويردُّ عليه الملاح أنَّ هذه النصوص من مؤلفات ابن جني مدسوسة من قبل النساخ، وأنَّها من قبيل المزاعم التي دفعته في الأساس إلى نفي اللقاء بينهما.
وينقل ياقوت الحموي في «معجم الأدباء» عن أبي الحسن الطرائفي قوله أنَّ ابن جني لم يأخذ شيئاً من قصائد المتنبي مُباشرةً منه، وهو قول يعتقد حسام النعيمي بطلانه، لأنَّ ابن جني يُصرِّح في مؤلفاته خلاف ذلك، فيقول: «هذا حصلتُهُ من المتنبِّي وقت القراءة عليه»، ويقول أيضًا: «وسألته وقت القراءة»، ويُصرِّح بمثل هذا في مواضع أخرى غيرها. ويضع محسن غياض احتمال أن الطرائفي كان يُشير إلى بداية العلاقة بين ابن جني والمتنبي قبل أن تتوثق صلاتهما.

### تلامذته
بدأ ابن جني التدريس منذ شبابه في مساجد الموصل، وفي سنٍّ أصغر من المعتاد، وكانت علوم اللغة العربية مجال تدريسه، لكنَّه منذ لقائه بأبي علي في 337 توقَّف عن التدريس ولحق به وتتلمذ لديه وتابع تعليمه. وعندما تعمق ابن جني في علوم اللغة، وبلغ سناً مناسبة، تفرَّغ للتدريس في بغداد والموصل متى ما فارق أستاذه الفارسي، ودرَّس علوم اللغة والنحو عندما نزل في مدينة واسط، غير أنَّه لم يتفرَّغ تماماً للتدريس ويواضب عليه إلا بعد وفاة أستاذه في سنة 377، حيث استقرَّ في بغداد، وتصدَّر للتدريس، وشغل موقع شيخه أبي علي، واستمرَّ في عمله واجتمع حوله عدد من الطلاب منذ تصدُّره للدراسة في 377 حتى وفاته في 392. وفي ظلِّ هذه الخمسة عشر سنةً تخرَّج على يديه عدد من الطلاب، اشتهر منهم الكثير. وكان ابن جني يُدرِّس علوم اللغة والنحو والصرف والأدب والقراءات القرآنيَّة والخط العربي، ومن أشهر تلامذته عمر بن ثابت الثمانيني، اللغوي المشهور، وهو الوحيد من طلابه من خلَّف مصنفات محفوظة حتى الزمن المعاصر، والثمانيني قام بشرح كتابي «اللمع» و«التصريف المملوكي» لابن جني، وتُوفِّي في 442. وتتلمذ لديه عبد السلام بن الحسين البصري، وهو لغوي وعالم قراءات قرآنية، أخذ عن ابن جني القراءات، وتوفِّي في 405. وأخذ عنه أبو عبد الله الحسين بن أحمد بن نصر مؤلفاته حفظاً، وأذِنَ له ابن جني روايتها بإجازة مكتوبة بخطه. وتتلمذ لديه اللغوي أبو الحسن السمسمي، الذي تتلمذ أيضًا لدى الفارسي والسيرافي، وتوفِّي في سنة 415، وليست له مصنفات مذكورة. وكان علي بن زيد القاشاني من أصحاب ابن جني، وأخذ عنه طريقته المميزة في الخط، ويقول عنه ياقوت الحموي: «وهو [علي بن زيد] صاحب الخط الكثير الضبط المعقَّد، سلك فيه طريقة شيخه أبي الفتح». ومن تلامذته ثابت بن محمد الجرجاني، وهو لغويٌ ونحويٌ أخذ عن ابن جني وعن تلميذه عبد السلام بن الحسين البصري في بغداد، قُتِل في الأندلس سنة 431. وتتلمذ لديه الذاكر النحوي المصري، وأشار القفطي أنَّه أخذ علماً غزيراً عن ابن جني. وعلي بن هلال بن البوَّاب أخذ عن ابن جني في بغداد، وهو خطَّاط مشهور أخذ عنه الأدب وعلوم اللغة. وأخذ عنه محمد بن عبد الله بن شاهويه علوم اللغة، وقرأ عليه كُتباً في النحو والأدب. وأخذ عنه علي بن عمر القزويني، وأشار إلى ذلك جمال الدين الأسنوي. وأخذ عنه أيضًا ابن سنان الخفاجي. ومن تلامذته أبناء عضد الدولة، ووكِّل إليه تربيتهم وتعليمهم أثناء إقامته في دار مملكة البويهيين، كما درَّس أبناءه الثلاثة، وعلَّمهم الأدب والخط.
ومن تلامذته المعروفين الشريف الرضي، الشاعر المشهور مؤلِّف «نهج البلاغة»، وأخذ عنه علوم اللغة في بغداد، ويُذكَر ابن جني من جملة شيوخه، ويشير هو إلى تتلمذه عنده في قصيدة خصصها في مدح ابن جني، حيث يقول:
ويبدو أنَّ علاقة ابن جني بالشريف الرضي كانت علاقة مودة وصداقة إلى جانب علاقة التلميذ بمعلِّمه، وقرأ الشريف على ابن جني مدةً طويلة، توطدت علاقته به كما يظهر من ثنائه عليه في أشعاره ومؤلفاته، وبعد وفاة ابن جني رثاه الشريف الرضي بقصيدتين، وكان هو الإمام في صلاة جنازته.
قائمة تلاميذ ابن جني
- عمر بن ثابت الثمانيني
- عبد السلام بن الحسين البصري
- أبو عبد الله الحسين بن أحمد بن نصر
- أبو الحسن السمسمي
- علي بن زيد القاشاني
- ثابت بن محمد الجرجاني
- الذاكر النحوي المصري
- علي بن هلال بن البوَّاب
- محمد بن عبد الله بن شاهويه
- علي بن عمر القزويني
- ابن سنان الخفاجي
- صمصام الدولة
- بهاء الدولة
- شرف الدولة
- تاج الدولة
- علي بن عثمان بن جني
- علاء بن عثمان بن جني
- عالٍ بن عثمان بن جني
- ضياء الدولة

### شخصيته
اتَّسمت شخصيَّة ابن جني بالرصانة والجديَّة، وكان لا يمزح، ولا يتقبَّل المزاح كما روي عنه، وابتعد ابن جني عن اللهو والشرب والمجون الذي ساد في زمنه بين رجال الأدب والفن، ومرد هذا عند المحدثين إلى اشتغاله بالعلوم والآداب لدرجة الانعكاف منذ صغره. وكان ابن جني لا يُحسن المديح والثناء بغيَّة تحقيق منفعة أو مصلحة شخصيَّة، كما كان يفعل الشعراء في بلاط الحكام، ويتَّفق من عاصره على صدقه وأمانته وإخلاصه، وليس هناك من يقدح في أخلاقه، وتظهر أمانته العلميَّة جلياً في مؤلفاته ومروياته عن شيوخه، حيث حرص أيم الحرص على نقل أقوالهم بالنص، وإن نقل آرائهم بكلام من عنده نوَّه على ذلك. غير أنَّ هناك اتجاه لدى باحثين معاصرين أنَّ ابن جنِّي كان يُصانع البويهيين في عقيدته، ويظهر لهم بمظهر الشيعي زيفاً، بينما هو باقٍ على سُنِّيته وليس بشيعي.
ومن عادات ابن جني في الحديث أن يميل بشفتيه ويُكثِر من تحريك يديه، ويُفسِّر محمد النجار هذه العادة بطبيعة ابن جني المألوفة في كتبه حيث يسعى حثيثاً لايصال المعنى وتوكيده بشتى السبل، فهو يستعمل الإشارة بيديه ويُحرِّك شفتيه في إطناب وتكرار حتى يلفت انتباه السامع إلى حديثه. ويحتمل النجار أيضًا أنَّ ابن جني عانى لُكنة في لسانه أخذها من أعجميَّة أبيه.
كان ابن جني فخوراً بنفسه، شديد الإعجاب بمنجزاته ومؤلفاته، ويتحدث بإسهاب عن حسنات كتبه وتميزها عن غيرها، فيقول عند حديثه عن كتابه «الخصائص»: «واعتقادي فيه أنه من أشرف ما صُنِّف في علم العرب، وأذهبه في طريق القياس والنظر، وأعوده عليه بالحيطة والصون، وآخذه له من حصة التوقير والأون، وأجمعه للأدلة»، وكثيراً ما يردِّد في كتبه أنَّها تناقش وتفتح أبواباً لم يتحدث فيها أحد من العلماء السابقين، فيقول في باب ترافع الأحكام: «لم أر لأحد من أصحابنا فيه رسماً، ولا نقلوا إلينا فيه ذكراً»، ويقول في موضعٍ آخر: «ولم أر أحداً من أصحابنا أشبع القول فيها هكذا»، ويقول: «فقلَّما أفصح أصحابنا هذا الإفصاح». ويرى حسام النعيمي أنَّ اعجاب ابن جني بما يكتب ليس دليلاً على الزهو والتبجح ولكنَّه يُحاط بالروح العلميَّة التي عُرِفَ بها، فهو يضع عبارة «فيما أعلم» بعد كُلِّ ادعاء بأسبقيته في التأليف حول موضوع ما، ويظهر تواضعه في اعترافه بتأثير شيوخه ومعلميه فيما يُقدِّمه من آراء وأطروحات جديدة عندما قال: «فإن أصحابنا لم يشبعوا القول فيه على ما أوردته الآن، وإن كُنَّا بحمد الله بهم نقتدي، وعلى أمثلتهم نحتذي».
في بعض الأحيان يقسو ابن جني عند ردِّه آراءً مخالفةً يعتقد ببطلانها، فيعمد إلى أسلوب تهكمي فيه قدر من السخرية والاستهزاء، فيقول عند رده لما ذهب إليه ثعلب من أنَّ حرف الباء في كلمة «زغدب» زائدٌ وأصل الكلمة «زغد»: «ومن طريف ما يحكى من أمر الباء، أن أحمد بن يحيى قال في قول العجاج: يمد زأرا وهديرا زغدبا، أنَّ الباء فيه زائدة، وذلك أنه لما رآهم يقولون هدير زغد وزغدب اعتقد زيادة الباء في زغدب، وهذا تعجرف منه وسوء اعتقاد، ويلزم من هذا أن تكون الراء في سبطر ودمثر زائدة لقولهم سبط ودمث، وسبيل ما كانت هذه حاله ألا يحفل به ولا يتشاغل بإفساده». ويعلِّق حول بعض الآراء المنادية بجواز الابتداء بحرف ساكن: «وليس لقول من جوّز الابتداء بالساكن من القدر ما يُتشاغل بإفساده، وإنما سبيله في هذا سبيل من شك في المشاهدات من السوفسطية ومن ليس بكامل العقل».

### هيئته
لا يُعرَفُ عن سمات ابن جنِّي الخِلقية كثيراً، ولا تنقل لنا كتب التراجم صورةً واضحةً عنه، ولا نعلم سوى أنَّه أخذ عن أبيه الرومي شعره الأشقر، ويغلب الظن كونه قوقازي أبيض اللون، ويصف أبو بكر المصحفي ابن جِنِّي بقوله أنَّ فيه بعضاً من التركيَّة يُرجِّح فاضل السامرائي أن تكون الروميَّة، ومن الثابت أنَّ ابن جني فقد إحدى عينيه، ويتكرَّر ذكر عَورِه في أكثر من مصدر ورواية، حتى أنَّه يذكر ذلك بنفسه في شعره، فيقول:
ويُختَلف حول نسبة هذا البيت إلى ابن جني، فهناك من ينسبه إلى أبي منصور الديلمي، وهو ما دفع عبد الله أمين إلى التشكيك في كونه أعوراً. ويرُدُّ محمد النجار وفاضل السامرائي عليه بالتذكير أنَّ هذه القصيدة ليست وحدها التي تنصُّ على فقدانه لإحدى عينيه، حيث ذكر شهاب الدين العمري في «مسالك الأبصار» عن ابن جني: «وناهيك به من أعور عينه نضَّاخة، وأرضه مِمَّا تنبت سوَّاخة»، وترجم له صلاح الدين الصفدي في كتابه «الشعور بالعُور»، وعندما حصل خلافٌ بين ابن جني وأبي نصر بشر بن هارون حول معنى كلمة شيطان، هجاه بشر وعَيَّره بعوره، فقال في ابن جني:

### عقيدته الدينية
عقيدة ابن جنِّي وآراؤه الدينية يشوبها الغموض، وظلَّت موضع خلاف بين المؤرِّخين القدامى وكذلك الباحثين المعاصرين، ومِمَّا لا شكَّ فيه أنَّه كان مسلماً، ويزعم كُلٌّ من المؤرِّخين السُنَّة والشيعة انتماء ابن جني إلى طائفتهم، وهناك دلائل تؤيد زعمَ كُلاً من الطرفين.

#### شيعيته
يعتقد عددٌ من المؤرِّخون الشيعة أنَّ ابن جني كان شيعياً، ومِمَّن يذهب إلى أنَّ ابن جني كان متشيعاً محسن الأمين العاملي، حيث ترجم له في كتابه «أعيان الشيعة»، وكذلك آغا بزرك الطهراني الذي ذكر «الخصائص» لابن جني في كتابه «الذريعة إلى تصانيف الشيعة»، والسيد حسن الصدر في كتابه «تأسيس الشيعة لعلوم الإسلام».
وهناك دلائل كثيرة تؤيِّد حقيقة كونه متشيعاً، منها إلحاقه صيغة الصلاة بعد ذكر علي بن أبي طالب، وهو أمر معهود في الأدبيات الشيعية، فيقول: «ومنه قول علي - صلوات الله عليه - إلى الله أشكو عجزي وبجري»، وكذلك يُلحقُه بالتسليم عليه، فيقول: «ومن كلام ابن عباس في صفة أمير المؤمنين عليهما السلام [...]»، والتسليم على علي من عادات الشيعة أيضًا، ويُصلِّي كذلك على الحسن، فيقول: «قال الحسن - صلوات الله عليه - لرجل [...]»، ويُصلِّي كذلك على كامل أهل البيت، فيقول: «وصلى الله على صفوته محمد وآله المنتجبين عليه وعليهم السلام أجمعين»، والصلاة المعهودة عند الشيعة على أهل البيت تكون بعطف كلمة «آل» على محمد بحرف الواو، وهو الأسلوب المتَّبع في صلاة ابن جني، بينما يميل السنة إلى إدخال حرف الجر «على» قبل «آل». ومن الأدلة على تشيعه صِلاته الوثيقة وعلاقاته الوطيدة بأعلام الشيعة ورجالها في زمنه، فعندما دخل ابن جني مدينة واسط نزل في دار الشريف أبي علي الجواني، وهو من أئمة الشيعة في زمنه ونقيب العلويين في واسط، وربطته علاقة صداقة قوية بالشريف الرضي، وهو من أهم علماء الشيعة وأدبائهم ونقيب العلويين حتى وفاته، وتقرَّب ابن جني من البويهيين، وهم سلالة ملكية شيعية عملت على نشر التشيع في العراق، وظلَّ في صحبتهم حتى وفاته. وهناك رواية عنه قد يُفهم منها تشيعه، وهي «أنَّ علي بن عيسى الربعي كان على شاطئ دجلة في يومٍ شديد الحر، فاجتاز عليه الشريف المرتضى ومعه ابن جني، وعليهما مظلَّة تظلُّهما من الشمس. فهتف الربعي بالمرتضى، وقال له: ما أحسن هذا التشيُّع! علي [يُشِير إلى نفسه] تتقلَّى كبده في الشمس من شِدَّة الحرِّ، وعثمان [يشير إلى ابن جني] عندك في الظلِّ لئلا تصيبه الشمس. فقال المرتضى للملَّاح: أسرع قبل أن يسبَّنا». ويرى عبد الفتاح الشلبي أنَّ هذه الرواية دليلاً على تشيُّع ابن جني، وكذلك يفعل محمد النجار، بينما يستنتج محققو «سر صناعة الإعراب» من هذه الرواية أنَّ ابن جني لم يكن شيعياً، استناداً على تصرُّفات الربعي تجاه ابن جني بخصوص عدم أهليَّته بمصاحبة رجل دين شيعي، وأنَّه هو الأحق بهذه الصحبة.

#### سُنِّيته
في مقابل الآراء التي تذهب إلى تشيّعه هناك من يؤكِّد أنَّه كان سُنِّياً، ويسعى القائلون بسُنِّيته إلى تفنيد الأدلَّة على تشيُّعه، فابن جني عندما يُلحق الصلاة على علي والحسن بطريقة الشيعة فهو أيضًا يترضَّى عنهما بطريقة أهل السُنَّة، فيقول: «يُعلَمُ أنَّ أمير المؤنين علياً - رضي الله عنه - هو البادئه والمُنَبِّه عليه»، ويقول: «ومنه قراءة الحسن رضي الله عنه». ومن الأدلَّة على سُنِّيته الصلاة على الصحابة - جميعهم - مع النبي، فيقول: «والحمد لله ربِّ العالمين، وصلَّى الله على سيدنا محمد وآله وصحبه وسلَّم تسليماً»، وترحُّمه على عمر بن الخطاب، فيقول: «وقرأ عمر بن الخطاب رحمة الله عليه ورضوانه»، وترضِّيه على معاوية، فيقول: «وحُكِيَ عن معاوية - رضي الله عنه - أنَّه قال لرجلٍ [...]»، ويترحَّم على أبي حنيفة[ ؟ ] وهو أحد أئمة المذاهب السُنِّية الأربعة في الفقه، فيقول: «هذا موضع كان أبو حنيفة - رحمه الله - يراه ويأخذ به»، ويترحَّم على تلامذته وأتباعه، فيقول: «وقُلتُ مرةً لأبي بكر أحمد بن علي الرازي - رحمه الله - [...]»، ويقول: «وكُتُب محمد بن الحسن - رحمه الله - إنَّما ينتزع أصحابنا منها العلل»، ويقصد علل الفقه، وهذان الاثنان عُرِفا بالتزامهما بمذهب أبي حنيفة، ولابن جني مخطوط في مكتبة الفاتيكان بعنوان «مسألتان من كتاب الإيمان لمحمد بن الحسن الشيباني الفقيه الحنفي»، ويفصُلُ ابن جني في بعض الأحيان بين الصلاة على النبي وعلى آله بحرف جر على عادة أهل السنة، فيقول: «وصلَّى الله على سيدنا محمد وعلى آله وصحبه وسلَّم»، ويذكر وجوب غسل الرجلين أثناء الوضوء وهو مذهب أهل السنة بينما يذهب الشيعة إلى مسحها فقط.
ويذهب أغلب من قال بسنِّيته إلى أنَّه على مذهب أبي حنيفة، والأدلة على ميوله نحو هذا المذهب كثيرة سبق ذكرها، ويلاحِظ محمد النجار أنَّ ابن جنِّي يقتبس من كتب الفقه الحنفي وأصوله في تعامله مع المسائل اللغوية والنحوية، ويسجِّل أمثلةً ينتصر فيها ابن جني للمذهب الحنفي على الشافعي في مسائل لغوية، يقول ابن جني: «وأمَّا ما يحكيه أصحاب الشافعي عنه من أنَّ الباء للتبعيض شيء لا يعرفه أصحابنا، ولا ورد به ثُبُت». ويعتقد النجار أنَّ ابن جني كان سُنِّياً، وفي محاولةٍ لتفسير تقاربه مع الشيعة وأخذه من أساليبهم وآرائهم تصوَّر أنَّه كان يُصانع الشيعة في تلك المسائل، من باب حُسن المعاملة ليتقرَّب إليهم ويُوطِّد علاقته بالبوهيين، وتابعه في هذا الاعتقاد فاضل السامرائي، وينتقد حسام النعيمي ما ذهب إليه النجار والسامرائي، ويعتقد أنَّه كان سُنِّياً بلا مُصانعة، ويسوق عدد من النصوص التي تؤكِّد سُنِّيته، ويُشدِّد أنَّ حُبَّ علي وأبنائه من شأن كُلِّ مسلم وليس دليلاً على تشيُّعه.

#### اعتزاله
وسواء كان ابن جني سنياً أو شيعياً فمن المتفق عليه أنَّه كان معتزلياً، وأوَّل إشارة إلى اعتزاله عند جلال الدين السيوطي في «المُزهِر»: «ابن جني كان معتزلياً، كشيخه أبي علي». وهناك عدد من الأدلَّة تؤيد حقيقة اعتزاله، ويذكر محمد النجار عدد من الأدلَّة على اعتزاله، ومنها اعتقاد ابن جني بمبدأ المعتزلة في خلق الإنسان لأفعاله، فيقول في «الخصائص»: «نحو خلق الله السماء والأرض وما كان مثله، ألا ترى أنَّه - عزَّ اسمه - لم يكن منه بذلك خلق أفعالنا؟ ولو كان حقيقةً، لا مجازاً، لكان خالقاً للكفر والعدوان وغيرها من أفعالنا عزَّ وعلا». ويذهب إلى أنَّ الله خالق لكلامه، وهو قولٌ معتزليٌ مشهور، وعلى هذا المبدأ المعتزلي يُفسِّر الآية من سورة النساء: «وَكَلَّمَ اللَّهُ مُوسَى تَكلِيماً». ويضيف عبده الراجحي دليلاً أخراً على اعتزاله من «المُحتَسب» حيث يُفَضِّل ابن جنِّي القراءة الشاذَّة للآية من سورة الأعراف: «قَالَ عَذَابِي أُصِيبُ بِهِ مَنْ أَسَاءَ»، على القراءة المشهور للآية التي تقول: «قَالَ عَذَابِي أُصِيبُ بِهِ مَنْ أَشَاءُ»، لأنَّ القراءة الشاذَّة تُظهِرُ العدالة الإلهية أكثر من المشهورة، ومفهوم العدل هو من أصول المعتزلة. وتأثَّر ابن جني بالاعتزال في صناعته النحوية واللغوية، فيستعير مصطلحات من المعتزلة ويوظِّفها في دراساته، ومن ذلك أنَّه وضع باباً في «الحُكم يقف بين الحكمين» يكثر فيه من تكرير عبارة «المنزلة بين المنزلتين»، والمنزلة بين المنزلتين هو واحد من أصول المعتزلة، وهو منزلة الفاسق بين المؤمن والكافر، وهذه القضيَّة هي سبب اعتزال واصل بن عطاء عن مجلس أبي الحسن البصري ومن ثمَّ نشوء فرقة المعتزلة. ويجعل فاضل السامرائي من اعتزال ابن جني مؤشِّراً على تشيُّعه الذي يجده مصطنعاً، نظراً للعلاقة التاريخية السياسية بين الاعتزال والتشيُّع. ومحمد النجار لا يجزم أنَّ ابن جني كان معتزلياً، ويضع احتمال أنَّه اقتبس منهم ما رآه صواباً، ولكنَّه لم يُلزم نفسه بالتقيُّد في كُلِّ آرائهم.

### أسرته
له من الأولاد ثلاثة، وهم علي وعلاء وعالي، وجميعهم أدباء فضلاء، صحيحي الضبط وحسني الخط، وقد أشرف ابن جني نفسه على تعليمهم. وتزوَّج ابن جني في الموصل، وفيها أنجب أولاده الثلاثة. وأكثرهم شهرةً عالي، الذي سار على خطى أبيه وصار أديباً ونحوياً، ونقلَ المرويات عن أبيه وعن غيره، وأخذ عنه أبو نصر بن ماكولا وجماعةٌ، تُوفِّي عالي في سنة 147 أو 148. وروى العلاء أيضًا عن أبيه، وأخذ عنه محمد بن البركات كُتبَ ابن جنِّي، وبدوره أخذ ابن بري مؤلفات ابن جني عن محمد عن علاء. وعلى الرغم من أنَّ ابن جني يُكنَّى بأبي الفتح، لم يُسَمَّى أحدٌ من أولاده بهذ الاسم، ويُرجِّح البعض أنَّ هذه الكنية مصطنعة وكان يُكنِّى بها قبل أن يحظى بأولاده.

### وفاته
تذهب الأغلبية العظمى من المصادر إلى أنَّ وفاة ابن جني كانت في يوم الخميس السابع والعشرين من شهر صفر سنة 392 من التقويم الهجري، ما يوافق الخامس عشر من يناير سنة 1002 من التقويم الميلادي، وذلك في خلافة القادر بالله، وخالفَ هذا الإجماع ابن الأثير وذهب إلى أنَّ وفاته كانت في سنة 393، وتُوفِّي ابن جني في بغداد ودُفِنَ في مقبرة الشونيزي في بغداد، وهي مقبرة للصوفيَّة تُسَمَّى مقبرة الجنيد حالياً، وقُبِر بجانب أستاذه ورفيق عمره أبي علي الفارسي. ويتردَّدُ أبو بكر البغدادي حول مكان وفاة ابن جني، فيقول: «تُوفِّي في بغداد، وقِيل بالموصل». وبعد وفاة ابن جني رثاه الشريف الرضي بقصيدة طويلة من تسعين بيتاً، منها:

## مؤلفاته
ألَّف ابن جِنِّي عدداً كبيراً من الكُتُب والرسالات، كان لها أثرٌ بارزٌ في الدراسات اللغوية بعده، وامتدَّت مؤلَّفاته لُتَغطِّي مجالات متعدِّدة، وأفصحت عن عقليته الفذَّة ومكانته الرفيعة بين علماء التراث اللغوي العربي، فكتبَ في علوم اللغة والصرف والنحو والقراءات والتفسير والنقد الأدبي، واهتمَّ العلماء بَعْدَه بالعناية بكُتُبه ووضع الشروح عليها، فوصل منها عدد لا بأس به ولا زال عدد كبير منها مفقوداً. ويبلغ عدد مؤلفات ابن جنِّي التي وصلت إلينا بالإضافة إلى الكُتُب التي أشارت إليها المصادر التراثيَّة ما يقارب السبعين كتاباً، وصل إلينا منها تسعة وعشرون مخطوطاً، طُبِعَ منها عشرين كتاباً، وبقيَّة المؤلفات مفقودة أو لم يصل منها سوى نُقُول بسيطة أو اقتباسات ذُكِرَت في مؤلفات أخرى. ويقول الخطيب البغدادي الذي عاش بعد ابن جني بقرن من الزمن عن مؤلفاته: «له كُتُبٌ مصنَّفة في علوم النَّحو، أبدع فيها وأحسن منها»، ويقول الفيروزآبادي عن ابن جني: «ذو التصانيف المشهورة الجليلة، والاختراعات العجيبة»، ويثني ابن كثير على مؤلفاته: «صاحب التَّصانيف الفائقة المتداولة في النَّحو واللغة».
مؤلفاته:
مُصنَّفاته المطبوعة:
| - «الألفاظ المهموزة» (في الصرف، 1923م). - «التصريف الملوكي» (في الصرف، 1885م). - «تفسير أرجوزة أبي نواس» (في الأدب، 1966م). - «التّمام في تفسير أشعار هذيل» (في الأدب، 1962م). - «الخصائص» (في اللغة، 1952-1956). - «سر صناعة الإعراب» (في الصرف، 1954). - «عقود اللمع» (في النحو، 1978). - «عقود الهمز وخواص أمثلة الفعل» (في الصرف، 1923). - «علل التثنية» (في النحو، 1965). - «الفتح الوهبي على مشكلات المتنبي» (في الأدب، 1973م). | - «الفَسر» (في الأدب، 1969-977م). - «اللمع في العربية» (). - «المُبهج في تفسير أسماء شعراء الحماسة» (في الأدب، 1348هـ). - «مختصر العروض» (في الأدب، 1972م). - «مختصر القوافي» (في الأدب، 1975). - «المذكر والمؤنَّث» (في اللغة، 1914). - «المحتسب في تبيين وجوه شواذ القراءات والإفصاح عنها» (في القراءات القرآنية، 1966-1969). - «المقتضب في اسم المفعول من الثلاثي المعتل العين» (في الصرف، 1904). - «المسائل الخاطريات» (في اللغة، 1988). - «المُنصف شرح التصريف للمازني» (في الصرف، 1904). |

مُصنَّفاته المخطوطة:
| - «التنبيه على شرح مشكلات الحماسة». - «تعليقات لغوية على كتاب إيضاح الشعر». - «شرح المعلقات». - «شرح مقصورة ابن دريد». | - «مسألة في إعراب إذا». - «مسألة من كلام ابن جني». - «منتخبات شعرية». - «المسائل الخاطريات». |

مُصنَّفاته المفقودة:
| - «أجوبة المسائل الدمشقية». - «أجوبة المسائل الواسطية». - «أسمماء الذهب والفضة». - «البُشرى والظَّفر». - «التذكرة الأصبهانيَّة». - «التبصرة». - «التعاقب في العربيَّة». - «تفسير العلويات». - «التلقين». - «الخطيب في شرح المذكَّر والمؤَنَّث». - «رسالة في شواذ القراءات». - «سرُّ السرور». - «شرح اصلاح المنطق». - «شرح الإيضاح». - «شرح الجمل». - «شرح فصيح ثعلب». - «شرح كتاب الألفاظ». - «شرح المقصور والممدود للفارسي». - «الكافي في شرح القوافي». - «كتاب الأراجيز». - «كتاب الفَرق». | - «كتاب الفَرق بين الكلام الخالص والعام». - «كتاب اللُّصُوص». - «كتاب في الحقيقة والمجاز». - «كتاب القَدُّ». - «كتاب النَّقض على ابن وكيع». - «كتاب المنتصف». - «مجموع لابن جني». - «محاسن العربية». - «مختار تذكرة أبي علي وتهذيبها». - «مَدُّ الأصوات». - «مسائل نحويَّة». - «المعاني المُجَرَّدة». - «المعتلَّات في كلام العرب». - «المُعرِب في شرح قوافي أبي الحسن الأخفش». - «مُقدِّمَات أبواب التصريف». - «المقصور والممدود». - «المُهذَّب في النحو» (). - «النَّوادر المُمتعة في العربيَّة». - «الهِجاء». - «الوقف والابتداء». |

### الخصائص
كتاب الخصائص هو أشهر كُتُب ابن جني على الإطلاق، ووفقاً لعددٍ من الباحثين والمؤرِّخين فهو أفضل كُتب علم اللغة وفقه اللغة في التراث العربي، والكتاب جامع شامل لكثير من قضايا اللغة والتصريف والنحو، بثَّ فيه ابن جنِّي فِكره اللغوي وفلسفته اللغوية، وتحدَّث فيه عن خصائص اللغة ومشتقاتها وتصاريفها ولهجاتها وأصواتها ونشوئها بأسلوب علمي يُشابه إلى درجةٍ ما الأسلوب المتبع في الدراسات اللغوية الحديثة، وضمَّنه عدداً كبيراً من الآراءِ التي استنتجها وانفرد بها. ألَّف ابن جني كتابه هذا بعد وفاة أستاذه أبي علي، وأهداه إلى بهاء الدولة البويهي الذي حكم بغداد تحت لواء الخليفة العباسي، ويذكر إهداءه إيَّاه في ديباجة الكتاب. ويوجد اليومَ خمس مخطوطات من هذا العمل، متناثرة بين مكتبات عدة، وتمَّ طباعة الكتاب مرات عديدة. وكان له أثر واضح في الدراسات اللغوية من بعده، وقد اختصره ابن الحاج الأندلسي. ويذكر ابن الطيِّب أنَّه وضع حاشية عليه، وكذلك شرحه موفق الدين عبد اللطيف بن يوسف البغدادي كما جاء في «كشف الظنون»، واعتمد عليه جلال الدين السيوطي في تأليف «الاقتراح في علم أصول النحو»، ونقل عنه واقتبس منه عددٌ كبير من الكُتَّاب واللغويين منهم سعيد بن الدهان وابن هشام الأنصاري وعبد القادر البغدادي. ويقف فاضل السامرائي حائراً حول ما إذا كتب ابن جني «الخصائص» قبل كتابته «سر صناعة الإعراب» أم بعده، حيث ورد ذكر «الخصائص» في «سر صناعة الإعراب»، كما ذُكِرَ «سر صناعة الإعراب» في «الخصائص»، ويُرجِّح السامرائي أنَّه كتبهما في الوقت ذاته، أو أنه كان ينقح ويضيف إليهما بعد الانتهاء من التأليف.
فتح ابن جني في كتابه «الخصائص» أبواباً غير معهودةٍ في مؤلفات سابقيه، وتناول مباحث جديدة تناقش قضايا في فقه وعلم اللغة، ويبحث الكتاب في بنية اللغة العربية ونظامها العام برؤيةٍ علمية وصفية وظيفية، ويزداد المبحث التواصلي الوظيفي البراغماتي عُمْقاً في نصوص الخصائص، إذْ يؤكد ابن جني بدايةً على أنَّ هدف اللغة هو التواصل وتحقيق الغايات، وما يُميِّز الخصائص هو رؤيته العميقة حول العمليَّة التواصليَّة، حيث تبرز أهميَّة السياق التواصلي الذي يعكس السياق الاجتماعي ككل من مبدأ أنَّ التفاعل اللغوي هو نوع من التفاعل الاجتماعي، ومن هذه المباحث على سبيل المثال عنايته في الخصائص بدراسة اختلاف الأساليب اللغوية بين الطبقات الاجتماعية. يتناول الكتاب قضايا دلاليَّة عدة، ويضع ابن جني تركيزه بالأخص على علاقة اللفظ بالمعنى، وعلاقة اللفظ باللفظ الآخر المماثل دلالياً، وعلاقة الحروف ببعضها. ويطرح نظريَّةً تفترض وجود علاقةِ أصلٍ بفرعٍ فيما بين الألفاظ المتشابهة دلالياً، على سبيل المثال كلمة «هزَّ» هي أصلٌ لكلمة «أزَّ» المشابهة لها في المعنى، وفيما يتصل بعلم الدلالة يناقش الكتاب مسألة المجاز والحقيقة في اللغة، ويضع بدقَّةٍ تفريعاً دلالياً للكلمة. ويدرس ابن جني في الخصائص كذلك علم الأصوات، ويتحدَّث عن تأثير النغمة على المعنى، ويتحدث عن الحركات أو الصوائت، وعلاقة الحركات بالحروف، كما يناقش ظواهر صوتية كالإدغام، ويُلاحظ أنَّ عناية ابن جني بالصوتيات في «الخصائص» قليلة، ويعود ذلك إلى اهتمامه بهذا الجانب في «سر صناعة الإعراب» ما يغنيه عن تكراره في «الخصائص». وفي المباحث النحويَّة في الكتاب يُركِّز ابن جني على أصول النحو كالسماع والقياس والإجماع، ويتناول قضيَّة العامل والتعليل النحوي والضرورة الشعرية، ويذكر أنَّ الغرض الرئيسي لتصنيفه «الخصائص» هو دراسة أصول النحو، وتشغل المباحث النحوية التركيبية الأغلبية العظمى من أبوابِ الكتابِ وصفحاته. كما يناقش كذلك مباحث صرفيَّة، ويلاحظ أنَّ اهتمام ابن جني بالصرف أقلُّ من اهتمامه بالنحو في الكتاب فعلى الرغم من شهرته باهتمامه البالغ بالصرف قبل النحو إلا أنَّ المباحث الصرفية فيه جاءت مختلطة بالمباحث النحوية حيناً ومنفصلة في مواضع أخرى. ولايقتصر الكتاب على الدراسة الوصفية للغة بمختلف مستوياتها، الدلالية والصوتية والتركيبية والصرفية، بل يعرض فيه ابن جنِّي آراءه الفلسفيَّة والمنطقيَّة في اللغة، فيعرج على موضوع أصل اللغة، وكيفيَّة نشأتها، ويعرض النظريات التي افترضها اللغويون قبله، ويختار منها ما يراه صواباً.

### سر صناعة الإعراب
يذكر ابن جني سبب تصنيفه هذا الكتاب في مُقدِّمته حيث يقول: «أنْ أضع كتاباً يشتمل على جميع أحكام حروف المعجم، وأحوال كُلّ حرف منها، وكيف مواقعه في كلام العرب، وأن أتقصَّى في ذلك وأُشبِعَه وأُؤَكِّده»، ويذكر ابن جني «سر صناعة الإعراب» في مؤلفاته وفي إجازته لأحد تلاميذه، ويتميَّز الكتاب - على عكس «الخصائص» - بتقسيم أبوابه المُرتَّب والمنطقي، وهو ذو صلة وثيقه بكتابه الآخر «المُنصِف» الذي يشرح فيه تصريف المازني. خصَّص ابن جني «سر صناعة الإعراب» في دراسة علمي الصرف والصوتيات، وهو يُعَدُّ أوَّل كتاب مُستقلّ في علم الأصوات، ومن أوائل كُتب العربية المعنيَّة بدراسة التصريف، وابن جني هو أوَّل من يُسمِّي دراسة الأصوات علماً مُستقلاً عن الصرف وبقيَّة فروع اللغويات، حيث يذكر في «سر صناعة الإعراب»: «ولكن هذا القبيل من هذا العلم، أعني علم الأصوات والحروف، له تعلق ومشاركة للموسيقى بما فيها من صِنعة الأصوات والنغم [...]». وابتدع فيه عدد من المصطلحات الصوتيَّة: كالمخارج، والهمس، والجهر، والشدة، والرخاوة، والصحة، والاعتلال، والإطباق، والانفتاح، والسكون، والحركة، والاستعلاء، والانخفاض. استفاد ابن جني في تأليفه للكتاب من آراء النُّحاة واللغويين قبله، وعلى وجه الخصوص آراء الخليل بن أحمد وتلميذه سيبويه، وهو يُعدُّ من أبرز المؤلفات العربية في الصوتيات، ويعتبره عبد الغفار حامد محمد هلال «أعظم حديث صوتي عربي». يمكن وصف الكتاب ككُل باعتباره دراسة صوتيَّة صرفيَّة لحروف المعجم، ويتكوَّن الكتاب من مقدِّمة، يتبعها ثمانية وعشرون باباً بعدد حروف المعجم، ثُمَّ ينتهي بثلاثة فُصول. وفي المُقَدِّمة الطويلة يتحدَّث عن مجموعة من المواضيع الصوتيَّة، فيتحدَّث عن ماهيَّة الأصوات والحروف واختلاف جرسها، والفرق بين الصوت والحرف، ثُمَّ يتحدَّث عن مخارج الحروف واختلاف صفاتها، ثُمَّ يستنتج في آخر المقدِّمة أنَّ الحروف كُلَّما تباعدت أصواتها ومخارجها وصفاتها كان أحسن، وكلما تشابه حرفان في ذلك قبح اجتماعهما وأصبح النطق بهما معاً بعيداً عن الفصاحة. ثُمَّ يفرد لكلِّ حرفٍ من حروف العربيَّة باباً مستقلاً يتحدَّث عن صفاته وزيادته وإبداله وما يصاحبه من تغيرات صرفية في بنية الكلمة كالإعلال والإبدال والحذف والنقل وظواهر صوتيَّة كالإدغام. ثُمَّ في الفصول الثلاثة الأخيرة يذكر تصريف الحروف واشتقاقها وجمعها في الفصل الأوَّل، وفي الفصل الثاني يتحدَّث عن اجتماع الحروف وما يحكم العلاقة بينها من استحسان واستقباح، وفي الفصل الأخير يتحدَّث عن استعمال الحروف منفردة لغاية الأمر، مثل: «بِ» بمعنى «افخَر».
ومما يلاحظ على هذا الكتاب أن مؤلفه لم يركز على المقارنة بين الألسنة العربية وغيرها من الألسنة غير العربية إلا في مواضع قليلة، وذلك لسببين:
- لأن اللغة العربية كانت لسان الحضارة الغالبة وكانت اللسان الرسمي للإسلام، وكانت اللغة العربية موضع بحث علماء النحو العرب وغير العرب.
- لعل السبب يرجع إلى عدم شيوع مبدأ المقارنة في ذلك العصر على الرغم من قدرة علماء النحو على إجراء المقارنة من جهة، ومن جهة أخرى عدم وجود الوقت الكافي لعمل المقارنة؛ لتفرغهم لكتابة النحو بشكل تفصيلي.[115]

### المحتسب
كتاب «المحتسب» هو من مؤلفات ابن جني المتأخِّرة، كَتَبَه في أواخر سنينه عندما تصدَّر للتدريس في بغداد، والكتاب يختصُّ بجمع ودراسة وتوجيه القراءات القرآنيَّة الشاذَّة، وهو أوَّل مُصَنَّفٍ يُعنى بالاحتجاج لتلكم القراءات، حيث اقتصرت مؤلفات سابقيه على القراءات السبع المتواترة المشهورة، و«الشاذ» عند ابن جني هو كُلُّ القراءات صحيحة السند عدا القراءات السبعة، ويعتقد ابن جني بحِجِّيتها، ويسعى من خلال هذا الكتاب إلى الاحتجاج بها، حيث يقول في المقدِّمة عند حديثه عن سبب وضع الكتاب: «غرضنا منه أن نُرِي وجه قُوَّة ما يُسَمَّى الآن شاذَّاً، وأنَّه ضارب في صحَّةِ الرواية بجرانه، آخذ من سَمت العربية مهلة ميدانه، لئلَّا يرى مرئٌ أنَّ العدول عنه إنَّما هو غضٌّ منه أو تهمةٌ له»، ويعتقد ابن جني بوجوب العمل بمقتضى القراءات الشاذَّة، حيث يقول: «فإنَّا نعتقد قُوَّة هذا المُسَمَّى شاذاً، وأنَّه مِمَّا أمرَ الله بتقبُّلَه، وأراد منَّا العمل بموجبه، وأنَّه حبيبٌ إليه، مرضيٌّ من القول لديه»، وابن جني لا يحتجُّ لكلِّ القراءات الشاذة بغير تمييز، فتلك مقطوعة السند أو المردودة قطعاً لا يُضمِّنها في كتابه، فيقول: «ضربٌ شَذَّ عن القراءة، عارياً من الصنع، ليس فيه إلا ما يتناوله الظاهر، مِمَّا هذا سبيله لا وجه للتشاغل به، وذلك لأنَّ كتابنا هذا ليس موضوعاً على جميع كافَّة القراءات الشاذة عن قراءة السبعة، وإنَّما الغرض منه إبانة ما لطفت صفته، وأغربت طريقته». وطريقة ابن جني في عرض القراءات هي تقسيم الكتاب وفقاً لسور القرآن الكريم على ترتيب المصحف العثماني، فيبدأ بعرض القراءات الشاذَّة لسورة الفاتحة وينتهي بسورة الناس، ويستهلُّ الكتاب قبل عرضه للقراءات بتمهيدٍ يُبيِّن فيه جهود سابقيه والمصادر التي اعتمد عليها في توثيق القراءات. وتأثَّر ابن جني في تأليف هذا الكتاب بمنهج أستاذه الفارسي في «الحِجَّة في القراءات السَّبعة»، حيث اتبع أسلوبه في عرض القراءة، ثُمَّ نسبتها إلى من قرأ بها، وبيان العلماء السابقين فيها، ويبدأ بعدها بالاحتجاج للقراءة وتوجيهها حسبما يقتضيه السياق، فيورد شواهد من اللُّغة تُفسِّر وجه القراءة، أو يقوم بتأويلها، أو يحيلها إلى اختلاف اللهجات، ولا يمتنع إن لم يجد للقراءة وجها أن يرفضها ويردُّها. غير أنَّ ابن جني ينتقد أسلوب أستاذه في الإطالة بالاحتجاج لغير داعٍ، حتى يتخبَّط القارئ وتتناثر أفكاره، «فتجاوز فيه قدر حاجة القراء إلى ما يجفو عنه كثيرٌ من العلماء»، ولهذا وضع ابن جني كتابه «المحتسب» موجز، بسيط العبارة، شواهده حسب الحاجة لا يسرف فيها. واستعان ابن جني أثناء تأليف «المحتسب» بمؤلفات سابقيه في علم القراءات، وعلى وجه الخصوص تأثَّر بكتاب ابن مجاهد الذي وضعه لتوثيق القراءات الشاذَّة، وكذلك كتابا أبي حاتم السجستاني وقطرب، وكتاب «المعاني» للزجاج، و«معاني القرآن» للفراء.
على الرغم من أنَّ الكتاب يعالج قضيَّة القراءات في جميع أجزائه، إلا أنَّ ابن جني يعرج فيه على مسائل لغويَّة عديدة، تتصل في أغلبها باحتجاجه للقراءات الشاذة وتبيين أوجه القوَّة فيها. والكتاب يضمُّ بين دفتيه قضايا لغوية على المستوى الصوتي والدلالي والصرفي والتركيبي. فمن ناحية الصوتيات يُفَسِّر ابن جني اختلاف الحركات عند بعض القراءات بالإشباع أو كراهية نطق الحركة في موضع معيَّن، ويتعرَّض لقضيَّة الوقف والسكت من منظور علم الأصوات، كما يتحدَّث عن التتنغيم ودوره في إيصال المعنى في القراءات. ويدرس ابن جني القراءات من الناحية الصرفية، ويعرض الاختلافات الصرفية لبنية الكلمة في القراءات المختلفة، فيُعَدِّدُ - على سبيل المثال - للآية: «وَعَبَدَ الطاغوت» عشرة قراءات لكلمة «عَبَدَ» تختلف في بنيتها الصرفية، يُبيِّن ابن جني وجه كُل قراءةٍ منها، ويُناقش كذلك التغيرات الصرفية للفعل عند بنائه للمجهول في بعض القراءات. ويُوجِّه بعض القراءات توجيها نحوياً تركيبياً، ويتناول قضايا نحوية في بنية النص القرآني في القراءات المختلفة، فيسجِّل ويناقش ويوجِّه ظواهر نحوية كالحذف، بمختلف أنواعه، والحمل على المعنى أو الحمل على الوهم، ويُقصد به مخالفة القواعد النحويَّة التركيبية مع قرينة توضِّح هذه المخالفة، وهو أسلوب معروف في اللغة مع ندرته، ومن هذا الدلالة على الجمع بلفظ مُفرد أو مُثَنَّى، واختلاف علامة إعراب المعطوف على المعطوف عليه، ومن أمثلة الحمل على المعنى قراءة: «وَمَا يُخدَعُون إِلَّا أنفُسَهُم» ببناء الفعل إلى المجهول. ويتناول الكتاب مباحث دلاليَّة عدة، جميعها تتعلَّق باختلاف القراءات، من ذلك تفضيله لقراءة «أُعَذِّبُ مَن أسَاءَ» على القراءة المشهورة «أُعَذِّبُ مَن أشَاءُ».

### أسلوبه في الكتابة
تميَّز أسلوب ابن جني في النثر بالسلاسة والسهولة ووضوح المعنى وفصاحة العبارة، ويُحسِن ابن جني اختيار الكلمات المعبِّرة بدقَّة، وصياغته أدبيَّة فنيَّة جماليَّة حتى في المواضيع العلميَّة الجافَّة، فكانت عبارته مُشَبَّعةٌ بالوضوح العلمي والجمال الفنِّي في الوقت ذاته، يقول محمد أسعد أطلس: «فأنا لا أعرف نحوياً أو صرفياً أو بلاغياً، كتبَ في النحو والصرف والبلاغة، بلغة كُلُّها سلاسة وعذوبة، وكُلُّها جمال ولذَّة بأسلوب فنِّي رائع، إلا الإمام أبا الفتح بن جنِّي، وإلا الإمام عبد القادر الجرجاني»، ويقول محقِّقو «سر صناعة الإعراب»: «فهي [عبارته] تكاد تخلو من الغريب والتعقيد، مُرتبطٌ بعضها ببعض، متسلسلة تسلسلاً منطقياً». وتميَّزت مؤلفات ابن جني عموماً بالبساطة والإيجاز، وينتقد أسلوب أستاذه الفارسي في «الحِجَّة في القراءات السَّبعة» لإطالته الاستشهاد والاحتجاج لغير داعٍ. ويستعين ابن جني بمعرفته المتشعبة بين العلوم المختلفة، فيمزج بين مجالات متنوِّعة ويستدلُّ ببعضها متى ما اقتضت الحاجة، فعندما يعرض لمسألةٍ ما في الصرف قد يستعين بخبرته في العروض. واستحدث ابن جني مصطلحات ومفردات لم تُستعمل من قبل قياساً على أوجه صرفيَّة، فكان أسلوبه البليغ يتميَّز بالفصاحة والفراهة، وكلماته المنمَّقة والمُزخرَفة، ومن ذلك استعماله لفظة «أصليَّة» بمعنى التأصُّل، وهو مصدر صناعي من «أصل» لم يُستعمل قبله، وجاء ذكر هذا في «لسان العرب» في مادَّة أصل: «واستعمل ابن جنِّي الأصليَّة موضع التأصُّل، فقال [ابن جني]: الألف وإن كانت في أكثر أحوالها بدلاً أو زائداً، فإنَّها إذا كانت بدلاً من أصل «جرت» في الأصليَّة «مجراه». وهذا لم تنطق به العرب، وإنَّما هو شيء استعملته الأوائل في بعض كلامها». ويبدو أنَّ ابن جني اشتهر بفصاحته بين سواه من العلماء واللغويين، حتى صار مثلاً يُضرب في البلاغة والفصاحة، يقول الأبيوردي عند حديثه عن أبي علي أحمد بن محمد المرزوقي: «وهو يتفاصح في تصانيفه كابن جني».
عند تناول ابن جني موضوعاً ما فهو لا يُغادره حتى يبحثه ويُحلِّله من كُلِّ جانب ويُفصِّله تفصيلاً وافياً، فعقليَّة ابن جني من خلال مؤلفاته تظهر في غاية التنظيم، إلا أنَّه في بعض الأحيان يطرح الموضوع بأسلوب مضطرب مُبعثَر يلخبط القارئ، فإذا أراد الحديث عن مسألةٍ ما يبدأ بموضوع مختلف كُلياً وينتهي إلى مراده بعد سلسلة من الاستنتاجات قد تطول أحياناً حتى تصل إلى تسعة صفحات، وهذه الطريقة في طرح المعلومات مُشوِّشة تلخبط حتى الباحثين والأكاديميين. وأسلوب ابن جني في التعامل مع المسائل اللغوية قياسيٌ إلى حدٍّ كبير، فهو يحاول دوماً أن ينسج قواعدَ كُليَّة استناداً على الملاحظات والقواعد الفرعيَّة، وعنده أنَّ «مسألة واحدة من القياس، أنبل وأنبه من كتاب لغة». ولم يكن ابن جني مُقلِّداً في بحوثه، بل حاول أن يصنع آراءه الخاصَّة ويبتعد عن التقليد قدر الإمكان، ومن دلائل استقلاليَّته إنكاره لحجِّيَّة الإجماع. ومن خصائص نثر ابن جني التعليل والإسراف فيه، وهو يُصِرُّ على تعليل كُل الظواهر التي تقابله، حتى وإن كانت العلَّة واهية ضعيفة فيها كثيرٌ من التكلُّف، ومن ذلك افتراضه أنَّ «الكلام» أصله المصدر الثلاثي «ك-ل-م»، وعِلَّته في ذلك - حسب نظريته في الاشتقاق - أنَّ الكلام هو سببٌ للشر والشِدَّة، وكذلك «كلم» تأتي بمعنى الجرح والشدَّة، وهذا التماثل في المعنى دليلاً سائغاً عنده أنَّ «الكلام» أصله «كلم».

## النحو عند ابن جني
ابن جني من نحاة القرن الرابع الهجري، وفي هذا القرن برز عددٌ من النُّحاة البغداديين، فكانت بغداد مركز الدراسات النحوية ومسرح المناظرات بين النُّحاة، ومِمَّن عاصرهم ابن جني في بغداد أبو علي الفارسي وأبو سعيد السيرافي وأبو الحسن الرماني وأبو الحسن الربعي وأبو القاسم الثمانيني، وكان لأبي علي الأثر الأكبر على توجُّهاته النحوية. معظم آراء ابن جني ومساهماته في النحو ضمَّنها في «الخصائص» و«عقود اللمع» و«علل التثنية»، وتتمحور مساهماته حول أصول النحو والنحو التطبيقي، وآراؤه الاستثنائية التي انفرد بها تناقلتها كتب النحو حتى العصر الحديث، حيث رآها بعض المجدِّدين تمرداً على النحو التقليدي، وكثيراً ما يُقارن ابن جني بابن مضاء الأندلسي من هذه الناحية، رغم أنَّ هناك من يعده كغيره من النحاة وتمرُّده على التقليد النحوي فيه خلاف شديد.

### مذهبه النحوي
المذهب النحوي عند ابن جني مُختَلف عليه، حيث رأت طائفة أنَّه ينتمي إلى المدرسة البصريَّة التي أسَّس قواعدها الخليل بن أحمد وتلميذه سيبويه، بينما ذهبت طائفة أخرى إلى أنَّه من نحاة المدرسة البغداديَّة التي مزجت بين آراء البصريين والكوفيين وتهدف للموازنة بينهما. وابن النديم يذكر ابن جني في «الفهرست» ضمن «جماعة من علماء النحويين واللغويين مِمَّن خلط المذهبين»، وعلى هذا فهو يَعُدُّه من نحاة المدرسة البغداديَّة، وذهب عبد الحميد حسن في «القواعد النحوية» إلى أنَّه من النحاة البغداديين، وكذلك يفعل محمد الطنطاوي في «نشأة النحو»، وعبد الكريم الأسعد في «الوسيط في تاريخ النحو العربي»، وشوقي ضيف في «المدارس النحوية»، وطه الراوي في «تاريخ علوم اللغة العربية»، وعبد الحميد يونس في «دائرة المعارف الإسلاميَّة» الذي صرَّح أنَّ ابن جنِّي «كان يتَّخذ لنفسه مذهباً وسطاً مدرستي الكوفة والبصرة»، ويضع كارل بروكلمان ابن جني ضمن نحاة المدرسة البغداديَّة رغم قوله «أنَّه يَعُدُّ نفسه من البصريين لا من البغداديين»، ويرى عبد العال مكرم سالم أن لدى الفارسي وتلميذه ابن جني تمثَّل المذهب البغدادي في أنقى صوره. وفي مقابل هذه الآراء تذهب جماعة من الكُتَّاب المعاصرين إلى أنَّه كان بصرياً يوافق البصريين في آرائهم ومناهجهم، ومن هؤلاء محمد النَّجار في تقديمه لكتاب «الخصائص»، ومحقِّقو «سر صناعة الإعراب» حيث جاء ذكر كونه بصرياَ في مقدِّمة الكتاب، وفؤاد البستاني في «دائرة المعارف»، وخديجة الحديثي، وحسام النعيمي، وغنيم الينبعاوي، ومهدي المخزومي، ويرى عبده الراجحي أنَّه كان أميل إلى نحاة البصرة، ويخلص فاضل السامرائي بعد دراسة منهجه مناقشة الآراء حول مذهبه إلى أنَّه كان بصري المذهب.
هناك إجماع بين أغلبية الدارسين على توجُّه مًعيَّن لدى ابن جني، فهم مع اختلافهم يتَّفِقون على أنَّه كان متقارباً مع البصريين، ولتتلمذه لدى الفارسي تأثير على هذا التوجُّه، ولا يزعم أحد أنَّه كان كوفياً، ومع ميوله البصرية لم يكن متزمتاً في اتباعه لمنهج نحاة البصرة، فلا يتردَّد في الخروج عنه، ثُمَّ يختلف الباحثون حول مدى التصاقه بالبصريين، وهل كانت ميوله قويَّة بما فيه الكافية لضمِّه إليهم، أم أنَّه كان متحرراً من الانتماء المذهبي وصادف أنَّه استحسن آراء نحاة البصرة.

#### بصريته
يستند من يقول ببصريته إلى موافقته لمنهج نحاة البصرة عموماً، ومن أصول المدرسة البصرية القياس على المشهور الشائع، والامتناع عن القياس استناداً على مرويات قليلة، ووصمها بالشذوذ عوضاً عن ذلك، وتخطئة من يقول بها، وهذا هو مذهب ابن جني، فهو لا يقبل القياس بناءً على مرويات قليلة، وحتى إن استفاضت المرويات حول مسألة أو تركيب لغوي يخالف القياس الشائع فهو يجيز استعماله كما ورد، وحجته في ذلك السَّماع، ولكنَّه لا يجيز القياس عليه لأنَّه شاذ قياسياً وليس من الأصول. وابن جني يوافق النزعة البصرية في التشُّدد عند الأخذ من الأعراب، فهو لا يأخذ من أهل البادية إلا بعد امتحانهم والتأكُّد من سلامة سليقتهم اللغوية. ومن الأدلَّة على بصريته استعماله للمصطلحات البصريَّة في مقابل المصطلحات الكوفية، فابن جني يستعمل مصطلح «اسم الفاعل» في مقابل «الفعل الدائم»، و«الضمير» في مقابل «الكناية»، و«الجر» في مقابل «الخفض»، و«العطف» في مقابل «النسق»، و«البدل» في مقابل «الترجمة»، ويصنع باباً حول «اسم الفعل» بينما نحاة الكوفة لا يُسَمُّونه وهو عندهم لا يختلف عن بقيَّة الأفعال، وكذلك يُفرِّق بين المفعول به والمفاعيل كالمفعول معه وهذا من أبرز مواضع الخلاف بين البصرة والكوفة. ويحصي فاضل السامرائي خمسة وخمسين مسألةً خلافيَّة بين البصريين والكوفيين يوافق فيها ابن جني نحاة البصرة، ومنها مسائل خلافيَّة شهيرة كقوله أنَّ الفعل يُشتَق من المصدر، أي أنَّ المصدر أصل والفعل فرع منه، على عكس مذهب الكوفيين في أنَّ الفعل هو الأصل، ومنها منعه تقديم الفاعل على عامله، وكذلك قوله أنَّ العامل في المبتدأ هو معنى الابتداء، بينما يختلف الكوفيون وأشهر أقوالهم أنَّ المبتدأ والخبر يترافعان، ومن مخالفته الكوفيين قوله أنَّ «أنَّ» لا تُهمَل مثل «مَا». وابن جني نفسه يُصرِّح بميوله نحو المذهب البصري، ويعتبر نفسه بصرياً في مؤلفاته، فيقول: «ولم يثبت أصحابنا «قنيت»، وإن كان البغداديون قد حكوها»، ومن لا يثبت «قنيت» هم البصريون، وابن جني يُخرِج نفسه من البغداديين في النص السابق، ويؤكِّد انتماءه إلى البصريين بقوله «أصحابنا»، ويقول كذلك: «[...] فأبدلوا من الثاء الوسطى حاء، فمردود عندنا، وإنَّما ذهب إلى هذا البغداديون»، ويقول: «وهذا ما قاسَهُ الكوفيون، وإن كُنَّا لا نراه قياساً». ورغم أنَّ كارل بروكلمان لا ينكر أنَّ ابن جني اعتبر نفسه بصرياً، ولكنَّه مع ذلك يعُدُّه من نحاة المدرسة البغداديَّة، وشوقي ضيف لا ينفي ميوله إلى البصريين، ولكنَّه وفقاً لرأيه لم يُقِيِّد نفسه بآرائهم ولا يتردَّد في انتقاء آراءٍ مخالفة.

#### بغداديته
يحاول من يثبت بغداديته إثبات أنَّ ابن جني لم يكن متشدِّداً في موافقته البصريين، فهو مع ميوله إلى نحاة البصرة يناقضهم حتى في الأصول التي تقوم عليها مدرستهم، فعلى الرغم من أنَّ ابن جني يُغلِّط المرويات المخالفة للشائع والمشهور في عدَّة مواضع، موافقاً بذلك واحداً من أهمِّ أصول المدرسة البصرية، فهو يناقض هذا المبدأ ويقبل مثل هذه المرويات في موضعٍ آخر، بل ويقيس عليها كتجويزه النسبة إلى «قتوبة» بـ«قتبي» قياساً على الروايات القليلة التي تصحِّح النسبة إلى «شنؤة» بـ«شنئي»، ويرى من يقول ببغداديته أنَّه لم يلتزم بمبدأ نحاة البصرة في القياس، وظلَّ يتأرجح بين القياس البصري والكوفي ويحاول التوفيق بينهما. ومن أمثلة خروجه عن المنهج البصري أخذه عن أهل الحضر من حافظ منهم على لغةٍ سليمةٍ، وخالفَ بذلك البصريين في أخذهم عن الأعراب فقط. وابن جني يعتبر جميع لهجات اللغة العربية حجَّة يصحُّ بناء القواعد عليها والتحدُّث بها، وهو يخالف بذلك البصريين الذين اقتصروا في احتجاجهم على لهجات قبائل مُعيَّنة، وتركوا الأخذ عن غيرها بحجَّة كونها محرَّفة أو غير صحيحة. وهو يحتجُّ بالقراءات الشاذَّة والحديث النبوي، بينما نحاة البصرة عموماً امتنعوا عن الاحتجاج بهما. ويذكر محمود حسني محمود عدداً من المسائل وافق فيها ابن جني نحاة الكوفة وخالف فيها نحاة البصرة. ومن مخالفته لنحاة البصرة وتقاربه مع الكوفيين انتصاره للفراء في مناظرته الشهيرة مع المازني، وانتصاره للكسائي عندما خطَّأه يونس بن حبيب في قوله أنَّ وزن «أَوْلَقَ» هو «أَفْعَلَ»، وثناؤه على أئمة الكوفيين كالكسائي والفراء وثعلب، وأخذه المرويات في اللغة والنحو عنهم، كأخذه عن ابن السكيت وثعلب، ويُخالف بذلك جمهور البصريين في رفض قبول رواياتهم وعدم الاحتجاج بها.

#### صاحب مذهب مستقل
| ”                               | ابن جنِّي تلميذ أبي علي، ومُوسِّع مبادئه النحويَّة والصرفيَّة، وإذا عبَّرنا في النحو والصرف تعبيرنا في الفقه قلنا: إنَّه مجتهد فيهما، له آراء مُبتَكرة، واتجاهات انفرد بها | “ |
| —أحمد أمين‏،‏ ظُهر الإسلام (185/1) | |   |

يرى محمد أسعد طلس أنَّ ابن جني لم يتقيَّد بأي مدرسة من المدارس النحوية، فهو لم يكن بصرياً ولا بغدادياً ولكن نحوياً مستَقِلاً، وعند تناوله بالبحث والدراسة آراء سابقيه من النحاة يعمد إلى المقارنة بينها ثُمَّ يختار ما يناسبه منها، وإذا لم يجد ما يرضيه يرفضها جميعها ويصنع مذهبه الخاص، ويستند في قوله أولاً على رفض ابن جني حجيَّة الإجماع، فلا قيمة عنده لإجماع أئمة النحو واللغة، ولا يُغيِّر ذلك من صواب أو خطأ ما أجمعوا عليه، لأنَّه «لم يَرُد مِمَّن يُطاع أمرُهُ في قرآنٍ ولا سُنَّةٍ أنَّهم لا يجتمعُون على خطأ» كما يقول ابن جني. ويستدلُّ كذلك على توجيهه الانتقادات لُكلٍّ من البصريين والكوفيين والبغداديين على سواء، وهو دليلٌ على أنَّه لا يَعُدُّ نفسه منهم، كقوله: «إنَّ تعربد كُلّ من الفريقين البصريين والكوفيين عنه وتحاميهم طريق الإلمام به [...]». ومن أدلَّة استقلاليته عن المذهبيَّة كثرة الآراء التي ابتدعها وانفرد بها ولم يتبع فيها أيَّ مذهب. ومحمد سعد طلس يعترف أنَّ ابن جني كان يميل إلى المذهب البصري، غير أنَّ ميوله نحو المذهب البصري لا يجعله بصرياً خالصاً كما يقول.
وكذلك يرى محمد أمين في كتابه «ظُهرُ الإسلام» أنَّ ابن جني وأستاذه الفارسي كانا مُجَدِّدَين في اللغة، ولم يُقلِّدوا أياً من المذاهب النحوية المعروفة، وأصحاب مدرسة مُتميَّزة تقوم على توسيع اللغة عن طريق القياس.

### آراؤه الاستثنائية
خالف ابن جني جمهور النحاة كثيراً، واجتهد بوضع آراء جديدة في عِدَّة مواضع من مؤلفاته. ومن مخالفته جمهور النحاة قوله أنَّ الضمير يعود على مُتَأخِّرٍ رُتبةً ولفظاً، ويُخالف ابن جني الجمهور في إجازته تعريف اسم وخبر «لا» العاملة عمل «لَيس»، وتابع الأخفش في مخالفته الجمهور عندما جعل تكرار معنى المبتدأ في الجملة الخبريَّة رابطاً بينه والخبر، مثل: «عَبدُ اللَّهِ قَابَلتُهُ صَاحِبَ الشَّرِكَةِ»، وأجاز حذف عامل الفاعل متابعةً للجرمي، وينفرد ابن جني في إجازته تقديم المعطوف على المعطوف عليه استناداً إلى قول الشاعر: «عليك ورحمة الله السلام»، وذهب إلى أنَّ «إذا» في «إذا وقعت الواقعة» مبتدأ بينما أنكر هذا جمهور النحويين. ويتابع الأصمعي في إجازته مجيء «إلَّا» زائدةً، وذهب إلى أنَّ نون المثنَّى ونون جمع المذكر السالم زائدتان كذلك، ويجيز ابن جني حذف نون المثنى إطلاقاً بدون الإضافة، فيُقال: «اسَجوَبَنِي شُرطِيَّا». وأجاز نعت فاعل «نِعمَ» و«بِئسَ» واستدلَّ بقول الشاعر: «لَبِئسَ الفتى المدعو بالليل حاتم»، وأجاز إظهار المُتعلِّق بالخبر عندما يكون ظرفاً، فيُقال: «الرَّجُلُ مَوجُودٌ أَمَامَ البَيتِ». وأجاز ابن حني إعراب المعطوف بمحلِّ المعطوف عليه لا إعرابه الظاهر متابعةً للفارسي، فيُقال: «مَا جَاءَ مِن رَجُلٍ وَاِمرَأَةً»، وتابَعَهُ في تقديره ظرف زمان مُضاف إلى الجملة بعد «بينما» و«بينا»، مُخالفاً جمهور النحاة في إضافتهما إلى الجملة بعدهما. ويجيز ابن جني حذف المضاف مع إبقاء المُضاف إليه مُطلقاً بدون الحاجة إلى دليل، فيُقال: «غَطَستُ سَمَكَةً»، على تقدير: «غطستُ غُطُوسَ سمكةٍ». ومن آرائه الانفراديَّة أنَّه يجعل «رجلاً» صفةً في نحو: «ادخلوا رجلاً رجلاً»، ويذهب إلى أنَّ الجملة يصحُّ إبدالها من مفرد، ويستدلُّ بقول الفرزدق: «إلى الله أشكو بالمدينة حاجةً وبالشام أخرى كيف يلتقيان»، وأجاز دخول نون التوكيد على الفعل المنفي بـ«لَا»، واستند في ذلك على الآية: «اتقوا فتنةً لا تصيبنَّ الذين ظلموا»، وذهب إلى أنَّ المصدر المنصوب بغير فعل ظاهر هو منصوب على التفصيل، مثل: «مشي الهلوك عليها الخيعل الفضل». والمفعول معه عند ابن جني يجوز تقديمه على صاحبه، في حين ينكر ذلك جمهور النحاة، ويستدلُّ بثلاث أبيات شعريَّة منها: «جَمَعتُ وفُحشاً غَيبَة وَنَمِيمَة». ويُنقل عن ابن جني إنكاره لباب الجر بالمجاورة، وتأويله للشاهد «هذا جِحْرُ ضبٍّ خربٍ» باعتبار «خربٍ» صفة لـ«ضبٍّ» على تقدير «خَرِبٍ حِجره»، ولكن يُنقل عنه في موضعٍ آخر قوله بالجر بالمجاورة، بل ويضيف إليه تجاور الأحوال والأحيان من اختراعه. ويخالف ابن جني الجمهور في إنكاره لنائب الفاعل، ولا فرق بين الفاعل ونائبه في رأيه.

### أصول النحو عند ابن جني
مساهمات ابن جني التأصيلية في النحو جعلته المؤسِّس الحقيقي لعلم أصول النحو، وأسهب ابن جني في الحديث عن أصول النحو في كتابه «الخصائص»، خاصَّةً ما يتعلَّق بالقياس والتعليل، وابن جني هو أوَّل من يفكِّر في وضع هذا العلم على غرار أصول الفقه، ووَضَعَهُ بالاستناد على أصول الفقه الحنفي على وجه التحديد، بالإضافة إلى أصول علم الكلام والمنطق ومصطلح الحديث، وجاءت المباحث الأصوليَّة مُبعثرة في كتاب «الخصائص»، وهو ما يعكس قِلَّة التنظيم المعرفي المُصاحبة لنشأة علم الأصول، وقد حاول بعض النحويين قبله الخوض في هذا العلم، وأشهرهم أبو بكر بن السراج في «أصول النَّحو» والأخفش الأوسط في «المقاييس»، ورغم أنَّ ابن السراج سمَّى كتابه أصول النحو إلا أنَّه كان بعيداً عن الأصول بمفهومها الصحيح المقابل لأصول الفقه، وكان في أكثره يُعنى بالقواعد العامَّة الكليَّة، ولم يشمل من أصول النحو سوى القليل، وهذا القليل ينتقده ابن جني ويرفضه سواه من النحويين، وقد استفاد ابن جني من «المقاييس» للأخفش فائدة كبيرة، وأكمل أبوابه الناقصة وأضاف إليه الكثير. ويؤكِّد ابن جني نفسه أنَّه هو الذي وضع هذا العلم عندما يقول: «وذلك أنَّا لم نرَ أحداً من علماء البلدين تعرَّض لعمل أصول النحو على مذهب أصول الكلام والفقه»، ويقول عن مساهمات ابن السراج: «فأمَّا كتاب أصول أبي بكر فلم يَلُمُّ فيه بما نحن عليه إلا بحرف أو حرفين في أوَّله، وقد تُعلُّقَ عليه وسنقول في معناه»، وابن جني مع تأكيده أنَّه هو الواضع لعلم الأصول فهو لا ينكر مساهمات الأقدمين، فيقول: «واعلم أنَّ هذه المواضع التي ضممتُها، وعَقَدتُ العلَّة على مجموعها، قد أرادها أصحابنا وعَنَوها، وإن لم يكونوا جاءوا بها مُقدَّمة محروسة فإنَّهم لها أرادوا وإيَّاها نوَوا». وقد كانت مساهمات ابن جني في أصول النحو على دِقَّة عالية، على الرغم من كونها البادئة في هذا المجال، بل وهناك من يُفضِّل «خصائص» ابن جني على «لمع الأدلَّة» لأبي البركات الأنباري الذي جاء بعده بقرنين من الزمن، من ناحية المنهجيَّة في التعامل مع المسائل الأصوليَّة، ولكن يبقى كتاب «لمع الأدلَّة» أدقُّ من «الخصائص» من ناحية التقسيم والتفريع وعرض المسائل بصورة مُنظَّمة مُهذَّبة.

#### السماع
السَّماع هو الأصل الأوَّل من أصول النَّحو العربي، وهو الكلام المنقول عمَّن يُوثَق في فصاحته، وقد فصَّل فيه ابن جني، ومذهبه في السماع أنَّه يعتدُّ بالكلام المنقول عن الفرد المُحافِظ على عربيَّة صحيحة وسليقة لغوية خالية من التأثيرات الخارجيَّة، ولا قيمة عنده للمعيار الزماني أو المكاني، فهو يأخذ المرويات من عصر الجاهليَّة وكذلك يخالط الأعراب في زمنه، كما أنَّه يقبل الاحتجاج من أهل البادية وأهل الحضر على حدٍّ سواء طالما تحقَّقت فيهم شروط الفصاحة والمحافظة على الموروث اللغوي. وكان ابن جني يقبل جميع المرويات عن فصحاء العرب، ولا يضع أهميَّة حول المذهب النحوي للراوي أو الناقل، فكان يقبل المرويات من أهل البصرة ومن أهل الكوفة كليهما، وأخذ عن رواة الأدب بسندٍ مباشر من طريق أساتذته، ويُخصِّص ابن جني باباً في «الخصائص» لإثبات ثِقة النَقَلَة والرواة المشهورين وصدقهم. وكان ابن جني يخالط معاصريه من الأعراب، ويستفسرهم عن مسائل لغويَّة بالاعتماد على سليقتهم، وهو بهذا يُخالف النُّحاة الذين جعلوا منتصف القرن الرابع الهجري نهاية عصر الاحتجاج بأهل البادية، عندما كان ابن جني لا يزال طفلاً، وكان يكثر من سؤال أبي عبد الله الشجري الذي يثق بفصاحته، ويذكره في تسع مواضع من مؤلفاته يسأله عن قضايا في النحو واللغة والصوتيات، وأخذ أيضًا عن فصحاء عقيل الذين سكنوا مدينة الكوفة. إلا أنَّ حسام النعيمي يلاحظ أنَّ ابن جني لا يذكر الأعراب المعاصرين له بقصد الاحتجاج، وإنَّما يفعل ذلك بقصد الاستئناس بأقوالهم والتأكيد على مصداقيَّة وجه ما، ولكنَّه لا يورد أقوالهم لبناء أو هدم قاعدة لغويَّة، وما يدعم هذه الرؤية من أقوال ابن جني: «وعلى ذلك العمل في وقتنا هذا لأنَّا لا نكاد نرى بدوياً فصيحاً، ونحن إن آنسنا منه فصاحة في كلامه لم نكد نعدم ما يفسد ذلك ويقدح فيه»، ويُستثنى من ذلك مسألة صوتية واحدة استشهد فيها ابن جني بالشجري وأخرج نفسه من مذهب البصرة إلى قول آخر. ويرى البعض أنَّ ابن جني أجاز الأخذ من الأعراب خارج الحدود الزمانيَّة والمكانيَّة التي وضعها النحاة بشرط امتحانهم والتأكُّد من فصاحتهم، وإلَّا رُدَّت أقوالهم، فيقول: «ينبغي أن يستوحش من الأخذ عن كُلِّ أحد إلا أن تقوى لغته وتشيع فصاحته». وابن جني لا يقبل الأخذ عن الشعراء المُولَّدين، إلا أنَّه يورد أشعارهم استئناساً بالمعاني لا الألفاظ، ومن هؤلاء المتنبِّي وابن الرومي.
ويخالف ابن جني مذهب البصريين في رفضهم لبعض لهجات العرب، واقتصارهم في السماع من قبائل مُعيَّنة، وهو يرى أنَّ جميع لهجات العرب حجَّة في ذاتها، لا يبطل أحدها الآخر، ويصحُّ التحدُّث بها وقبول المرويات منها والقياس وبناء القواعد عليها، فهو يرفض تخطئة من يتحدَّث بلهجة من لهجات اللغة العربية التراثية، إلا أنَّه يسمح بالمفاضلة بين اللهجات، فيصف بعضها بالضعف أو القوَّة ويُعبِّر عن ذلك بـ«الأولى» للهجة القويَّة و«خلاف الأولى» للهجة الضعيفة. ومن ذلك أنَّه يجيز إعمال «ما» في لغة التميميين، ويمتنع عن إعمالها في لغة الحجازيين، بدون تخطئة أحدهما.
جميع النُّحاة على اختلاف مذاهبهم يتفقون على حجيَّة القرآن، بل ويضعونه المصدر السماعي الأوَّل لاستنباط القواعد اللغوية، ويوافقهم ابن جني في هذا، غير أنَّهم يختلفون حول القراءات القرآنية، خاصَّةً الشاذَّة منها، وابن جني لا يمنع الاحتجاج بالقراءات سواءً الشاذَّة أو المتواترة، إلا أنَّه يُفرِّق بين نوعين من الشاذ؛ فالقراءات الشاذَّة ناقصة السند الموضوعة قطعاً لا يحتَجُّ بها، أمَّا الشاذ الذي اتَّصل سنده بالنبي فيجيز الاحتجاج به مُطلقاً. وابن جني يُكثِر من الاستشهاد بالقرآن في مؤلَّفاته، وتجاوز عدد الشواهد القرآنية في مؤلفاته غير المفقودة أكثر من ثلاثمائة وثلاثين آية، وفي «الخصائص» وحده استشهد بآيات قرآنيَّة في أكثر من مائتين وخمسين موضعاً. ويظهر جلياً من كلام ابن جني أنَّه يعتدُّ بالقرآن مصدراً فصيحاً لاستنباط القواعد اللغوية، فيقول: «حتى أن في القرآن - وهو أفصح الكلام - منه أكثر من مائة موضع». غير أنَّه لا يمتنع عن تخطئة بعض القراءات التي لا يجد لها وجهاً في اللغة، ولا يُفرِّق في ذلك بين المتواتر والشاذ.
يختلف النُّحاة حول الاستشهاد بالحديث النبوي، وهم لا يختلفون حول فصاحة النبي، إلا أنَّهم يأخذون في الاعتبار أنَّ الحديث يُروَى بالمعنى، فهذا يُعرِّض لفظه إلى التغيُّر والتحريف مع مرور الزمن، ولهم في الاستشهاد بالحديث مذاهب مُتعدِّدة، ولم يقف ابن جني موقفاً صريحاً من الاستشهاد بالحديث النبوي، وهو يورد الأحاديث في مؤلفاته، وفي «الخصائص» ذكر أكثر من عشرين حديثاً، لكنَّ أغلبيَّتها تتعلَّق بمباحث بلاغيَّة، ونادراً ما يستشهد بالأحاديث لاستنباط قواعد لغويَّة، ومن ذلك ذهابه إلى أنَّ الألف والنون في آخر بعض الأسماء زائدتان استناداً على حديثٍ للنبيِّ عندما جاءه قومٌ من العرب فقال لهم: «من أنتم»، فقالوا: «نحن بنو غيَّان»، فقال: «بل أنتم بنو رشدان». ويرى سعيد الأفغاني أنَّ ابن جني كان من المجيزين للاستشهاد بالحديث.

#### القياس
يُقسِّم ابن جني المسموع أو المنقول من ناحية القياس عليه إلى قسمين؛ مُطَّرد وشاذ، والاطراد والشذوذ قد يكون في الاستعمال أو القياس، وفي الاستعمال يعتمد على كمِّ الأخبار الواردة بصحته وفصاحته، وفي القياس يعتمد على موافقته لمقاييس اللغة ومعاييرها، ومن ثمَّ تأتي المرويات على أربعة ضروب؛ فقد يكون السماع مُطَّرداً في الاستعمال والقياس معاً، ولا خلاف حول صحة هذا الضرب وصحَّة القياس عليه، مثل: «ضربتُ زيداً»، وقد يكون مُطَّرداً في القياس شاذاً في الاستعمال، مثل: «مكان مُبقل»، فمقاييس اللغة والقواعد التي تتبعها تسمح بصناعة اسم الفاعل على ذلك الضرب، لكنَّ استعماله في اللغة شاذ والأكثر في اللغة أن يُقال: «باقِل»، وقد يكون السماع شاذاً في القياس مطَّرداً في الاستعمال، مثل: «استصوب»، فمقاييس اللغة توجب إعلال الفعل ليصير مثل: «استقام»، لكنَّ المرويات عنه بهذه الصورة كثيرة، وقد يكون السماع شاذاً في القياس والاستعمال معاً، مثل إجازة المبرد تتميم صيغة اسم المفعول للأفعال التي يكون عينها واواً، فيُقال: «مَقُووم»، وهذا القول شاذ من جميع الأوجه لا يُبرِّره القياس أو الاستعمال، ولا خلاف حول خطئه. وهكذا يُقسِّم ابن جني السَّماع في كتابه «الخصائص» في باب «القول على الاطراد والشذوذ»، ثُمَّ يختلف الباحثون حول تحديد موقف ابن جني من القياس على الضربين الثاني والثالث، ومن المتفق عليه أنَّ ابن جني يُقدِّم السماع على القياس في حالة تضاربهما، فيرفض تخطئة اللفظ الذي كثر استعماله مُخالفاً لقواعد اللغة، ويختلف الباحثون حول ما إذا كان يجيز القياس على ذلك اللفظ وتطبيق قاعدته على ألفاظ أخرى، ويذهب فاضل السامرائي إلى أنَّ ابن جني يرفض القياس على ذلك اللفظ، حتى وإن كان يراه فصيحاً فلا يجيز بناء قاعدة استناداً عليه فقط تُبرِّر مخالفة القواعد الشائعة للغة، بينما يرى محمود حسني محمود أنَّ ابن جني أجاز القياس على المسموع المخالف للقياس الشائع، ومن ذلك إجازته إلحاق نون التوكيد باسم الفاعل، بل ويرى أنَّه لم يشترط الكثرة للقياس وأجاز القياس على المثال الواحد، مستدلاً برأي الأخفش الأوسط في أنَّ المرويات المطردة في الاستعمال المخالفة للقياس الشائع قد يكون لها قياساً في لهجة مندثرة.

### موقفه من نظرية العامل
موقف ابن جني من نظرية العامل لم يكن إيجابياً كموقف سواه من النحويين، غير أنَّه لم يرفضها مُطلقاً كابن مضاء القرطبي، ويتحدَّث ابن جني عن العوامل النحوية في كتابه «الخصائص» فيقول: «وإنما قال النحويون: عامل لفظي، وعامل معنوي؛ ليروك أن بعض العمل يأتي مسببًا عن لفظٍ يصحبه؛ كمررت بزيد، وليت عمرًا قائم؛ وبعضه يأتي عاريًا من مصاحبة لفظ يتعلق به؛ كرفع المبتدأ بالابتداء، ورفع الفعل لوقوعه موقع الاسم؛ هذا ظاهر الأمر، وعليه صفحة القول. فأما في الحقيقة ومحصول الحديث فالعمل من الرفع والنصب والجر والجزم إنما هو للمتكلم نفسه لا لشيء غيره. وإنما قالوا: لفظي ومعنوي لما ظهرت آثار فعل المتكلم بمضامة اللفظ للفظ، أو باشتمال المعنى على اللفظ»، ويقول في «الخصائص» أيضًا: «». ويفهم أحمد أمين من النصِّ السابق أنَّ ابن جني رفض نظرية العامل مُطلقاً، وبهذا يكون أوَّل نحوي يرفضها، ولم يعترف سوى بالمُتكلِّم عاملاً في اختلاف حركة أواخر الكلمات، والمتكلِّم هنا وفقاً لأحمد أمين يُمثِّل الاصطلاح والوضع المتعارف عليه بين المُتحدِّثين باللغة دون الحاجة إلى مرجعيات منطقيَّة عقلانيَّة، فالفاعل مرفوع لأنَّ العرب تواضعت على رفعه، ولا حاجة إلى تكلُّف حجَّة منطقيَّة لتفسير رفعه. ويوافقه جماعة من الكُتَّاب فيما ذهب إليه من أنَّ ابن جني حاول هدم نظرية العامل، منهم أحمد عبد الستار الجواري الذي يضع ابن جني في خانة وبقيَّة النحاة في خانة أخرى في معرض حديثه عن موقف النحاة من العامل، ومحمود حسني محمود الذي يؤكِّد أنَّ ابن جني رفض العوامل جميعها. وقد أُعجِبَ الرضي الاستراباذي برأي ابن جني، ويوافقه فيما ذهب إليه، ويرى البعض أنَّ موقف ابن جني من العامل كان إلهاماً لابن مضاء في ثورته على التقليد النحوي، خاصَّة أنَّ ابن مضاء أورد رأي ابن جني في أنَّ العامل هو المُتكلِّم، إلا أنَّه خالفه في كون المتكلِّم هو العامل، وجعل العمل لله وحده تأثُّراً بعقيدته الظاهريَّة في تفسير القرآن.
وعلى النقيض يعتقد فاضل السامرائي أنَّ ابن جني تقبَّل فكرة العامل وطبَّقها في مؤلفاته بدون إبداء أي مُعارضة، وكان يستند عليها فيما يقبل ويرفض من القواعد النحوية، ويرى السامرائي أنَّه لا يختلف كثيراً عن سائر النحويين في تعامله مع العامل، ويردُّ على أحمد أمين بنصوص من مؤلفات ابن جني يطبِّق فيها نظرية العامل بوضوح، منها على سبيل المثال في «المُنصِف»: «ألا ترى أنَّك إذا قُلتَ: قامَ بكرٌ، ورأيتُ بكراً، ومررت ببكرٍ؛ فإنَّك إنَّما خالفت بين حركات حروف الإعراب لاختلاف العامل؟». ويوافقه عبده الراجحي في أنَّ ابن جني لم ينكر العامل، وإنَّما فهم فكرة العامل فهما لغوياً صحيحاً باعتباره التأثير الذي ينشأ بين التراكيب اللغوية في جملة واحدة، وذلك عندما وضَّح طبيعة العمل «بمضامة اللفظ للفظ، أو باشتمال المعنى على اللفظ». ويرى خليل عمايرة أنَّ ابن جني نظرياً لم يقتنع اقتناعاً كاملاً بقضيَّة العامل، ولم يتقبَّل التصوُّر التقليدي منذ سيبويه وحتى عصره، إلا أنَّه لم يسعى نحو هدمها أو استبدالها، بل وناقض نفسه عندما اعتمد على العوامل حسب المنهج التقليدي في تعامله مع المسائل النحوية، ويصف خليل عمايرة القول بأنَّ ابن جني رفض نظرية العامل أنَّه «قولٌ تنقصه الدِقَّة العلميَّة». ويذهب عبد الهادي الفضلي إلى أنَّ ابن جني لم يرفض فكرة عمل الألفاظ في بعضها، ولكنَّه رفض أن يُفهَم من ذلك أنَّ بعض الألفاظ تكون مُسبِّباً في نشوء ألفاظ أخرى من الناحية الفلسفية، فالعامل الوحيد في نشوء الأصوات هو المُتكلِّم فقط، أمَّا العلَّة التي تحكم علاقة الألفاظ ببعضها فهي ليست علَّة واقعيَّة وإنَّما علة اعتباريَّة اصطلاحيَّة مُصطنَعة.

### التأثير
كان لآراء ابن جني تأثير على عددٍ من النحاة البارزين في عصور مختلفة، ومنهم تلامذته كالثمانيني، ومن أشهر النحاة المتأثِّرين بتوجُّهاته النحوية أبو البقاء العكبري، وابن الشجري الأندلسي الذي شرح «اللمع» لابن جني، وأبو البركات الأنباري، وابن يعيش، والزمخشري. واستعان ابن سيده بكتاب «الخصائص» في تأليف لـ«المحكم»، وغفل ابن سيده عن نسبة بعض الآراء التي اقتبسها من الخصائص إلى ابن جني، ما جعل بعض الكُتَّاب والمؤرخين بعده ينسبونها إليه. وكذلك فعل ابن الأثير نصر الله بن محمد، حيث اقتبس من «الخصائص» في تأليفه لـ«المثل السائر»، ومثل ابن سيده لم ينسب ابن الأثير ما اقتبسه من «الخصائص» إلى ابن جني، وأشار محمد النجار إلى أنَّ هناك فصلاً كاملاً نقله ابن الأثير من «الخصائص» بغير عزوٍ. وتأثَّر بمنهج ابن جني أبو إسحاق الشيرازي، ومن الملاحظ أنَّه أخذ عن ابن جني بعض عناوين مؤلفاته. وحاول أبو الكرم البغدادي في القرن الخامس الهجري إحياء منهج ابن جني والفارسي.

## إسهامه في الفروع اللغوية الأخرى

### التصريف عند ابن جني
يُعدُّ ابن جني واحداً من أعظم الصرفيين في تاريخ علوم اللغة العربية، ولمساهماته دور فعال في دفع عجلة تطوُّر الصرف كعلم منفصل مستقل عن النحو ولكن يتفاعل معه. واهتمام ابن جني بالتصريف فاق اهتمامه بالنحو، وكان لملازمته أبي علي الفارسي، الذي عُرِفَ عنه اهتمامه البالغ بالصرف، دور فعال في دفعه نحو هذا التوجُّه. ويعود اهتمامه بالتصريف إلى ما قبل لقائه بالفارسي، ويقال أنَّ تقصيره في دراسة الصرف في بداية حياته، وعجزه عن الإجابة عن السؤال الذي طرحه عليه الفارسي في الموصل، من العوامل التي جعلته يصبُّ عنايته لاحقاً في مجال التصريف. وبلغ ابن جني في الصرف مرتبةً تفوَّق فيها على أستاذه الفارسي، ولم تغفل كتب التراجم عن دوره ومكانته في هذا العلم، فيقول ياقوت الحموي في ترجمته ابن جني: «اعتنى بالتصريف فما أحد أعلم منه، ولا أقوم بأصوله وفروعه، ولا أحسن أحد إحسانه في تصنيفه»، ويقول أبو البركات الأنباري: «لم يكن في شيءٍ من علومه أكمل منه في التصريف، فإنَّه لم يصنِّف أحد في التصريف، ولا تكلَّم فيه، أحسن ولا أدقُّ كلاماً منه».
ألَّف ابن جني عدداً من الكتب والرسالات في علم الصرف، بعضاً منها ما زال محفوظاً حتى اليوم بينما فُقِد عدد آخر منها، ومن مؤلفات ابن جني المشهورة في الصرف كتاب «المُنصِف»، الذي يشرح فيه «التصريف» من تأليف أبي عثمان المازني، واتبع فيه منهج المازني في التصريف، كما ابتدع أيضًا آراء جديدة. وألَّف ابن جني أيضًا «التصريف المملوكي»، وهذا الكتاب رُبَّما يكون أشعر ما صنَّفه في الصرف، وقد اعتنى عدد من الصرفيين بشرحه والتعليق عليه أشهرهم الثمانيني وابن يعيش. ومن مؤلفاته الصرفيَّة الأخرى المحفوظة: «الألفاظ المهموزة»، و«عقود الهمز وخواص أمثلة الفعل»، و«المُذَكَّر والمُؤَنَّث»، و«المقتضب في اسم المفعول من الثلاثي المعتل العين». وهناك مؤلفات عدا هذه اعتنى فيها ابن جني بالصرف ولكنَّها فُقِدَت، أو لم يصل منها سوى نقول بسيطة، ومنها: «التعاقب في العربية»، و«مُقدِّمات أبواب التصريف»، و«المقصور والممدود»، و«رسالة في الصرف»، و«المعتلات في كلام العرب»، و«شرح المقصور والممدود لأبي علي الفارسي». ولم يقتصر ابن جني في تناوله علم الصرف على المؤلفات السابقة، إذ تطرَّق أيضًا إلى مسائل صرفية في مؤلفاته أخرى، خاصةً في «سر صناعة الإعراب» و«الخصائص» و«المحتسب»، وكان له اهتمام شديد بدراسة النص الأدبي من الناحية الصرفية، فامتلأت كُتُبه الأدبية بمسائل في الصرف.
استسقى ابن جني ثقافته الصرفية من مؤلفات سابقيه من الصرفيين، فقد اطلع على مؤلفات كبار علماء الصرف، فقرأ كتاب «التصريف» للأخفش الأوسط، ونقل عنه في «سر صناعة الإعراب» و«المسائل الخاطريات»، واطلع أيضًا على «المصادر» من تأليف أبي سعيد بن أوس الأنصاري، ونقل عنه في «المُنصِف» و«سر صناعة الإعراب»، وقرأ كتاب «الهمز» من تأليف أبي زيد الأنصاري، ونقل عنه في «المُنصِف» و«سر صناعة الإعراب»، وقرأ كتاب «الإبدال» من تأليف ابن السكيت، ونقل عنه في «سر صناعة الإعراب»، كما اطلع أيضًا على رسالة ابن السراج «الاشتقاق».

### الصوتيات
ابن جني هو أوَّل من عامل المباحث الصوتية كعلم مستقل، كما أنَّه أوَّل من يُسمِّي دراسة الأصوات علماً، وأطلق عليها هذه التسمية في «سر صناعة الإعراب» فيقول: «ولكن هذا القبيل من هذا العلم، أعني علم الأصوات والحروف، له تعلق ومشاركة للموسيقى، لما فيه من صنعة الأصوات والنغم». ويرى كمال بشر أنَّ مفهوم ابن جني عن «علم الأصوات» يقابل تماماً المفهوم الحديث عن علم الصوتيات ممزوجاً بعلم النطقيات، ويظهر ذلك من معالجاته المنهجية للمسائل الصوتية. وخصَّص ابن جني في دراسة الصوتيات كتابه «سر صناعة الإعراب»، الذي تطرَّق فيه أيضًا إلى مسائل صرفية، ولكنَّ الهدف الرئيسي للكتاب ومحور أغلبيَّة أبوابه يظلُّ مُتعلِّقاً بالصوتيات، ولم يسبق ابن جني في التأليف في الأصوات غير العالم الهندي بانيني، الذي عاش في القرن الرابع قبل الميلاد، في كتابه «المثمن»، غير أنَّ تناول بانيني للصوتيات جاء مختلطاً بمسائل النحو السنسكريتي، ويظلُّ ابن جني أوَّل من تشكَّل لديه التوجُّه الناضج في معاملة الصوتيات كعلم منفصل عن بقيَّة الفروع اللغوية. وتناول ابن جني للصوتيات تميَّز بمنهجية علمية فائقة الدقة مقارنةً بزمنه، وأفرغ جهداً كبيراً على المباحث الصوتية، وشدَّد على أهميتها.
بدأت دراسة الأصوات عند العرب مع الخليل بن أحمد الفراهيدي وتلميذه سيبويه، وتطوَّرت الدراسة الصوتية بعد ذلك باطراد، وحرص ابن جني على جمع ما دوَّنه اللغويون العرب قبله، وبالاعتماد على عقليته الفذة وقوَّة ملاحظته وقدرته على نسج القواعد وطرح الافتراضات، نضج الفكر الصوتي لديه على أكمل أوجه، ولم يضِف اللغويون العرب بعده شيئاً يُذكَر، حتى نشوء اللغويات الحديثة، وابن جني يُعدُّ اليوم أبرز من اشتغل بالصوتيات من اللغويين في التراث العربي، ويُوصَف أنَّه المُتمِّم لما بدأه الخليل.
شبَّه ابن جني الحلق بالناي في إصداره الأصوات، ومخارج الحروف بفتحات الناي، التي تُحدِّد حجم ودرجة الصوت وتُمَيِّز صوتاً عن آخر، ويربط ابن جني دراسة الأصوات بدراسة الموسيقى، ومنهجه هذا في دراسة الصوتيات اللغوية باعتبارها نتاج آلة أشبه بالآلة الموسيقية صائب علمياً. ويتحدَّث ابن جني عن الصوت والحرف واشتقاقهما والفرق بينهما، كما يناقش الصفات العامة للحروف وتقسيمها ووصف مخارجها وصفاً دقيقاً، ويعرج على دراسة التغيُّرات الصوتية في بنية الكلمة. ويُعرِّف ابن جني الصوت بقوله: «الصوت عرض يخرج مع النفس مستطيلا متصلا، حتى يعرض له في الحلق والفم والشفتين، مقاطع تثنيه عن امتداده واستطالته»، وهو تعريف دقيق إلى حدٍّ ما، ويتوافق في كثيرٍ من نواحيه مع تعريف اللغويات الحديثة، ويُفرِّق ابن جني بين الصوت والحرف، باعتبار أنَّ الحرف هو أصغر وحدة في البناء الصوتي للغة، ولكنَّه قد يتضمَّن أكثر من صوتٍ واحد مُتعلِّق بمخرجه. ويردُّ ابن جني على أبي العباس المبرِّد في زعمه أنَّ الهمزة والألف هما في الحقيقة حرفاً واحداً، ويؤكِّد اختلاف مخارج كلاً منهما، وبالتالي اختلاف صفاتهما الصوتية، غير أنَّ ابن جني نفسه يخلط في بعض الأحيان بين الهمزة والألف، فيجعل مخرج الألف من أقصى الحلق بينما هذا هو مخرج الهمزة. ويضيف ابن جني إلى الحروف التسعة والعشرين الأصليَّة للغة العربية، ثمانية حروف أو أصوات فرعية مُستَحسنة، واثني عشر مُستقبَحة اقتبستها بعض قبائل العربية من لغات أخرى لكنَّها لم تنسجم مع النظام الصوتي للغة العربية. وينتقد ابن جني ترتيب الخليل بن أحمد للأحرف وفقاً لمخارجها، وذهب إلى أنَّ ترتيب سيبويه هو الصحيح.

### علم الدلالة
اهتمَّ العرب بالألفاظ والمعان الدالة عليها منذ فجر الحضارة الإسلامية، لارتباطها بتفسير القرآن، ونجد بذور علم الدلالة لدى الأصوليين والبلاغيين واللغويين على حدٍّ سواء، ولكنَّ الدراسة العلمية للدلاليات بدأت مع القرن الثالث الهجري، خاصةً بين علماء اللغة، واستمرَّت بعد ذلك المحاولات للخوض في هذا العلم، ويُعدُّ ابن جني من أبرز الباحثين في موضوع علم الدلالة، ويُمثِّل ذروة البحث الدلالي في القرن الرابع الهجري. وتناولَ ابن جني مواضيع عديدة متنوِّعة فيما يتعلَّق بالدلالة، وفتح أبواباً جديدة لم يتناولها أحد قبله، وجزء ضخم من مساهماته في هذا العلم مُضمَّن في «الخصائص»، ومن المسائل الدلالية التي ناقشها ابن جني العلاقة بين اللفظ والمعنى، ومسألة الحقيقة والمجاز، وأنواع الدلالات.
ناقش ابن جني في «الخصائص» بالتفصيل العلاقة بين اللفظ والمعنى، والعلاقة بين اللفظ واللفظ الآخر من الناحية الصوتية، وارتباط ذلك بدلالة كُلٍّ منهما. ويعتقد ابن جني أنَّ الألفاظ المتشابهة صوتياً هي أيضًا متقاربة دلالياً، وهي نظرية وضعها من نفسه وأسماها «تصاقب الألفاظ لتصاقب المعاني»، وتفترض النظرية وجود علاقة مماثلة اشتراطية بين اللفظ والمعنى، فكُلَّما تقاسمت كلمتان مخارج صوتية متقاربة زاد احتمال اشتراكهما في المعنى، ويضرب ابن جني لنظريته مثالاً في الآية: «ألم تر إنَّا أرسلنا الشياطين على الكافرين تؤزهم أزا»، ولاحظ ابن جني أنَّ الفعل «أزَّ» يماثل في دلالته تماماً الفعل الآخر المماثل صوتياً «هزَّ»، لاشتراك الهمزة والهاء في مخارج صوتية متقاربة، ويسوق بعد ذلك أمثلةً أخرى، منها أمثلة لم تشترك فيها الكلمتان في أيِّ حرفٍ، مثل الفعل «جعد» والفعل «شرط»، فدلالة كُل من الفعلين تشترك في بعض المعاني، وأحرفهما متقاربة في المخرج، يقول ابن جني: «فالجيم أخت الشين، والعين أخت الحاء، والدال أخت الطاء». ورغم أنَّ هناك أمثلة عديدة تدعم هذه النظرية، فإنَّها ليس مقبولة علمياً، والتشابه الدلالي بين الكلمات المتشابه صوتياً يُفسَّر علمياً إما بمحضِّ المصادفة أو إلى أنَّ بعض الكلمات حُوِّرت عن مثيلتها، ولكنَّ الفكرة الرئيسية المجرَّدة للنظرية تظلُّ مرفوضة، وسواء صحَّت نظريته أم بطلت، فإنَّ اللغويين المعاصرين أشادوا بها، لأنَّها تُمثِّل طرحاً جريئاً وتُعبِّر عن دقة وعمق رؤية ابن جني لنظام اللغة. وقدَّم ابن جني نظرية أخرى ذات علاقة، تحمل نفس الطابع ولكنَّها أكثر شمولاً، وهو يرى أنَّ الجذور الأصلية الثلاثية أو الرباعية التي تتطابق في الحروف يُشتَقُّ عنها كلمات متشابهة في المعنى، فالأحرف الثلاثة: «ك، ك، ك» يمكن صناعة ستة جذور لغوية بتقليبها: ""، ""، ""، ""، ""، "" ووفقاً لنظرية ابن جني فإنَّ تقليب الأحرف سينتج جذوراً متشابهة في معانيها. وهذه النظرية، كمثيلتها الأولى، مرفوضة علمياً، ولكنَّها أيضًا تُمتَدح لأنَّها تُعبِّر عن سعة علمه باللغة وقوَّة ملاحظته.
اهتمَّ ابن جني بتقسيم الدلالات، وهي وفقاً لرأيه على ثلاثة أقسام: الدلالة اللفظية، الدلالة الصناعية، الدلالة المعنوية. ويُفاضل ابن جني بينها: «فأقواهن الدلالة اللفظية، ثم تليها الصناعية، ثم تليها المعنوية». ويقصد ابن جني بالدلالة اللفظية ما يُعرَف اليوم في اللغويات الحديثة بالدلالة الصوتية أو الدلالة المعجمية، وهو المعنى الخاص بالكلمة المُصطلح عليها، وعدَّها ابن جني أقوى الدلالات، والدلالة الصناعية هي الدلالة المكتسبة من بنية الكلمة الصرفية، وتكون دلالتها في الأغلب على الزمن، وجعلها ابن جني أقوى من الدلالة المعنوية لأنَّها وإن لم تكن ملفوظة «فإنها صورة يحملها اللفظ، ويخرج عليها ويستقر على المثال المعتزم بها، فلما كانت كذلك لحقت بحكمه، وجرت مجرى اللفظ المنطوق به، فدخلا بذلك في باب المعلوم بالمشاهدة»، أمَّا الدلالة المعنوية فلا يقصد بها ابن جني الدلالة المعجمية، وإنَّما سمات وخصائص ما يتعلَّق بالكلمة في المستوى التركيبي في الجملة، فهذا هو النوع من الدلالة الذي يحمله الفعل ويُفهَم منه على سبيل المثال جنس وعدد الفاعل.

## فلسفته في اللغة

### ماهية اللغة
ابن جني هو أوَّل من بحث في ماهية اللغة من اللغويين العرب، ومع ذلك فقد كان تعريفه للغة دقيق إلى حدٍّ كبير، ويشمل معظم جوانب اللغة من منظور علم اللغة الحديث، ويشابه تعريف العلماء المحدِّثين، يقول ابن جني عن اللغة في «باب اللغة وما هي»: «[هي] أصوات يُعبِّر بها كل قوم عن أغراضهم». ويشمل تعريف ابن جني على الكثير من المزايا، فهو أولاً يصف اللغة بدقَّة عندما يعتبرها أصواتاً، وهو أمرٌ يحرص عليه علماء اللغة، ويكتب عبده الراجحي أنَّ هذا التحديد في تعريف اللغة لم يوجد حتى العصر الحديث، ومن المهم معاملة اللغة باعتبارها صوتاً حتى يتسنَّى التفريق بين اللغة كنظام من الرموز الصوتيَّة والدلالات التي ترمز لها، وتتكرر الإشارة إلى رمزيَّة اللغة عند ابن جني في قوله: «وذلك كأن يجتمع حكيمان أو ثلاثة فصاعدا، فيحتاجوا إلى الإبانة عن الأشياء المعلومات، فيصفوا لكل واحد سمة ولفظا، إذا ذكر عرف به ما مسماه ليمتاز من غيره، وليغني بذكره عن إحضاره إلى مرآة العين». وينتقد تمام حسان تعريف ابن جني لأنَّه ركَّز على الجانب الصوتي ولم يُشِر إلى أنَّ اللغة عبارة عن منظومة رمزية من الأصوات، ما يجعل تعريفه أقرب إلى تعريف الكلام منه إلى اللغة. واستعمال ابن جني للفظة «يُعبِّر» كان مُوفَّقاً، لأنَّ التعبير والتوصيل هما الوظيفتان الرئيسيتان للغة، ويتعرَّض ابن جني في هذا التعريف لوظيفة اللغة باعتبارها ظاهرة اجتماعيَّة تخدم أغراض المجتمع وشؤن أفراده الحياتيَّة، ولفظة «القوم» ترادف المجتمع في مصطلح العربية التراثية، وهذا يدلُّ على مستوى الوعي اللغوي الذي وصل إليه ابن جني، وقدرته على خلق نظرة واقعيَّة نحو اللغة باعتبارها شكلاً من أشكال السلوك الاجتماعي. ويرى عبده الراجحي أنَّ ابن جني كان على صواب عندما وصف اللغة أنَّها تعبير عن الأغراض، بدلاً من النظرة التقليدية بأنَّها تعبير عن الأفكار، لأنَّ استعمال اللغة يتعدَّى الأفكار إلى استعمالها في نواح اجتماعيَّة تكاد تخلو من التفكير بمفهومه الدقيق كالصلاة والدعاء والتحية والغناء.

### أصل اللغة
احتدم النقاش بين الفقهاء المسلمين حول أصل اللغة وهل هي من وضع الإنسان أم أنَّها وحي رباني إلى آدم أوَّل البشر، واضطلع بعض اللغويين في هذا النقاش، وتناول ابن جني آراء المتخالفين وفصَّل فيها في «باب القول على أصل اللغة إلهام هي أم اصطلاح»، غير أنَّه لم يتخذ موقفاً صريحاً بهذا الشأن، وبعد عرض آراء المتخالفين يقول ابن جني: «غير أنَّ أكثر أهل النظر على أنَّ أصل اللغة إنَّما هو تواضع واصطلاح، لا وحي وتوقيف»، ويعتمد من يقول أنَّ اللغة وحي وتوقيف على الآية من سورة البقرة: «وَعَلَّمَ آدَمَ الْأَسْمَاءَ كُلَّهَا [...]»، ويفنِّد ابن جني هذا الدليل، قائلاً أنَّه لا يناقض القول بوضع اللغة، فمن الممكن تأويل الآية بأنَّ الله أعطى الإنسان ما يمكِّنه من وضعها. ويستنتج عدد من الكتاب من المواقف السابقة لابن جني أنَّه رفض القول بأنَّ اللغة وحي وتوقيف وذهب إلى أنَّها تواضع واصطلاح. غير أنَّ هناك نصوص أخرى تُظهِر أنَّ ابن جني ظلَّ يتردَّد بين الموقفين، فيقول: «واعلم فيما بعد، أنَّني على تقادم الوقت، دائم التنقير والبحث عن هذا الموضع، فأجد الدواعي والخوالج قوية التجاذب لي، مختلفة جهات الغوُّل على فكري. وذلك أنني إذا تأملت حال هذه اللغة الشريفة الكريمة اللطيفة وجدت فيها من الحكمة والدقة والإرهاف والرقة ما يملك علي جانب الفكر حتى يكاد يطمح به أمام غلوة السحر. فمن ذلك ما نبه عليه أصحابنا رحمهم الله، ومنه ما حذوته على أمثلتهم، فعرفت بتتابعه وانقياده وبُعد مراميه وآماده صحة ما وفقوا لتقديمه منه، ولطف ما أسعدوا به وفرق لهم عنه. وانضاف إلى ذلك وارد الأخبار المأثورة بأنها من عند الله عز وجل، فقوَّى في نفسي اعتقاد كونها توفيقاً من الله سبحانه وأنها وحي»، ثُمَّ يتابع ويقول: «ثُمَّ أقول في ضُدِّ هذا: كما وقع لأصحابنا ولنا، وتنبهوا وتنبَّهنا؛ على تأمُّل هذه الحكمة الباهرة، كذلك لا نُنكِر أن يكون الله تعالى قد خلق من قبلنا - وإن بعد مداه عنا - من كان ألطف منا أذهاناً وأسرع خواطر وأجرأ جناناً. فأقف بين تين الخلتين حسيراً وأكاثرهما فأنكفيء مكثوراً. وإن خطر خاطر فيما بعد يعلق الكف بإحدى الجهتين ويكفها عن صاحبتها قلنا به وبالله التوفيق». ويذكر في موضع آخر أنَّه يجيز الموقفين كليهما، فيقول: «قد تقدَّم في أوَّل الكتاب القول على اللغة أتواضع هي أم اصطلاح وحكينا وجوَّزنا فيها الأمرين جميعاً».
ويذكر جلال الدين السيوطي في «الاقتراح في أصول النحو» أنَّ ابن جني لم يقطع بأصل اللُّغة ووقف حائراً أمام المذهبين. ويرى تمام حسان أنَّ ابن جني لم يتخذ موقفاً من هذه القضية واكتفى بوصف المسألة وطرح آراء المتخالفين وأدلَّتهم. ويرفض فاضل السامرائي القول أنَّ ابن جني اعتقد بوضعيَّة اللغة، ولكنَّه يرى أنَّه مال إلى المذهب الوضعي أكثر. بينما يرى عبده الراجحي أنَّ ابن جني لم يتردَّد بين الموقفين، ويكاد يجزم أنَّه رفض القول بأنَّ اللغة وحي، ويشير إلى منهجه في التعامل مع اللغة في مؤلفاته، من بينها «الخصائص»، باعتبارها نتاج تواضع مجموعة من البشر الحكماء واتفاقهم على رموز صوتيَّة بعينها، وإن كان هذا التصوُّر يخالف المنهج العلمي، فهو يدلُّ بوضوح على أنَّ ابن جني ذهب إلى أنَّ اللغة ليست وحياً وإنَّما مصدرها هو تواضع البشر. ويعدُّ مصطفى صادق الرافعي ابن جني مع أستاذه الفارسي ضمن مناصري المذهب الوضعي. ويكتب إميل بديع يعقوب أنَّ ابن جني، رغم أنَّه لم يصرِّح بوضوح، إلا أنَّه آمن أنَّ اللغة تواضع واصطلاح كما يظهر من مؤلفاته.

### تطوُّر اللغة
رفض ابن فارس مبدأ تغيُّر اللغة مع الزمن وتطوُّرها وتأثُّرها باللغات الأخرى، لكونه يتناقض مع اعتقاده الصارم بكونها وحياً، كما يتناقض مع اعتقاده بأنَّ القرآن لا تدخله ألفاظ غير عربية. أمَّا ابن جني فقد كان أكثر تحرُّراً، وتقبَّل فكرة تطوُّر اللغة عبر الاحتكاك باللغات الأخرى، وأشار إلى كيفيَّة انتقال الألفاظ الأعجمية إلى اللغة العربية، وما يصاحب تعريبها من مظاهر كإعرابها ودخول آل التعريف عليها والاشتقاق منها. ويؤكِّد ابن جني على تطوُّر اللغة وتغيُّر ألفاظها ودلالة ألفاظها مع الزمن، فيذكر أنَّ هناك أدلة كثيرة «تدلُّ على تنقُّل الأحوال بهذه اللغة، واعتراض الأحداث عليها، وكثرة تغوُّلها وتغيُّرها»، كما يقول أنَّ اللغة: «تلاحِق تابع منها بفارط»، ويرى ابن جني أنَّ ظهور لفظ ما إنَّما يكون قياساً على ألفاظٍ أخرى بائدة: «لا بد أن يكون قد وقع في أوَّل الأمر بعضها، ثُمَّ احتيج فيما بعد إلى الزيادة عليه، لحضور داعي إليه، فزيد فيها شيئاً فشيئاً، إلا أنَّه على قياس ما كان سبق منها في حروفه، وتأليفه، وإعرابه المُبِين عن معانيه». ويضع ابن جني عدداً من الأسباب لتطوُّر اللغة وتغيُّرها، فبالإضافة إلى الاحتكاك باللغات الأخرى كما سبق، فقد أشار أيضًا إلى أنَّ اللُّغة تجنح في تطوُّرها إلى الخفيف والابتعاد عن الثقيل من الكلام، ويتكرَّر هذا الحديث في مؤلفاته تحت مُسمَّى الاستثقال والاستخفاف، فيقول: «ومنه إسكانهم نحو: رُسل، وعجز، وعضد، وظرف، وكرم، وعلم، وكتف، وكبد، وعصر. واستمرار ذلك في المضموم والمكسور دون المفتوح، أدُّ دليلٍ، بفصلهم بين الفتحة وأختيها، على ذوقهم في الحركات واستثقالهم بعضاً واسنخفافهم الآخر». وأشار ابن جني كذلك إلى إمكانيَّة ظهور ألفاظ جديدة نتيجة أخطاء لغوية سمحت ظروف معيَّنة لها بالاستمرار حتى صارت من أصل اللُّغة، وهو من الأسباب المهمَّة لتطوُّر اللغة وفقما يقرِّره اللغويون، يقول ابن جني في «باب أغلاط العرب»: «إنَّما دخل هذا النحو في كلامهم، لأنَّهم ليست لهم أصول يراجعونها ولا قوانين يعتصمون بها، وإنَّما تهجم بهم طباعهم على ما ينطقون به، فربما استهواهم الشيء فزاغوا به عن القصد».

## الآداب عند ابن جني

### شعره
عُرِفَ ابن جني كعالم لغة ونحو غزير العلم، إلا أنَّه مع سعة علمه فقد كان أيضًا شاعراً جيد النظم، وهذا الجانب غالباً ما يتمُّ تجاهله عند تناول شخصيته، ويعود ذلك إلى أنَّ ابن جني لم ينظم كثيراً من الأشعار، وقصائده المعدودة دوَّنتها كتب التراجم وتناثرت بين مصنَّفات المؤرِّخين والمترجمين لسيرته. نظراً لخبرته في اللغة وسعة علمه بألفاظها فقد تضمَّنت قصائد ابن جني كثيراً من الألفاظ الغريبة غير الشائعة، ويُوصَف أسلوبه في نظم الشعر بكونه «مُعقَّداً»، إلا أنَّ بعض قصائده بلغت قدراً من الفصاحة وسلاسة العبارة وبلاغتها. وتتنوع الأغراض في قصائده من الغزل إلى فقدان الحبيب والفخر بمآثره وعلمه، ولم ينظم إلا شذرات قليلة في مدح الملوك والحكام. ولم تكن لابن جني عناية كبيرة بتأليف الشعر، ومرجع ذلك إلى اهتمامه الأوَّلي بالعلوم اللغوية والدراسات الأدبيَّة، التي ضمنت له مجلساً دائماً عند ذوي السلطان ما يُغنِيه عن تأليف القصائد، خاصة أن نيل رضا الحكام من أكبر الحوافز لنظم الشعر في تلك الفترة، وفي هذا يقول الثعالبي: «وكان الشعر أقل خلاله، لعظم قدره وارتفاع حاله»، ويقول الباخرزي: «وما كُنت أعلم أنَّه ينظم القريض، ويسيغ ذلك الجريض، حتى قرأت له مرثية في المتنبِّي». إلا أنَّه اهتمَّ كثيراً بجمع الأشعار وتدوينها وشرحها. واختلف الكُتَّاب القُدامى في تعاطيهم مع أشعاره، حيث أثنى عليه أبو البركات الأنباري في كتابه «نزهة الألباء في طبقات الأدباء» قائلاً: «وكان يقول الشعر ويجيده»، والخطيب البغدادي في «تاريخ بغداد» عندما قال أيضًا: «وكان يقول الشعر، ويجيد نظمه»، وذكر ابن خلكان في «وفيات الأعيان» أنَّ ابن جني «له أشعار حسنة»، وأثنى عليه ابن الجوزي في «المنتظم» بقوله: «كان يقول الشعر ويجيد نظمه». وفي المقابل ذمَّ ابن ماكولا قصائد ابن جني بقوله: «وله شعر بارد»، وفي «الكامل» يقول ابن الأثير أيضًا «وله شعر بارد»، وفي نسخة أخرى: «وله شعر بارز». ومن أشهر قصائد ابن جني مرثيته للمتنبِّي، ألَّفها عندما تلقَّى خبر وفاته في 352هـ، وهي قصيدة من اثنين وعشرين بيتاً مطلعها «غاض القريض وأودت نضرة الأدب». وله قصيدة أخرى يكثر مترجموه من مدحها وتناقلها، وهي قصيدة قصيرة مطلعها «غزالٌ غيرُ وحشِيٍّ». ومن قصائده الأخرى: «فإن أصبح بلا نسب»، و«صدودك عنّي ولا ذنب لي»، و«رأيت محاسن ضحك الربيع»، و«تجبّب أو تدرّع أو تقبّا»، و«وحلو شمائل الأدب»، و«تناقلها الرواة لها»، و«أيا دارهم ما أنت أنت مذ أنتوا». وسجَّل عماد عبد السلام في «الآثار الخطِّية في المكتبة القادرية» وصفاً لمخطوطة تعود إلى القرن الثاني عشر هي عبارة عن مجموعة شعرية، وضمَّت المجموعة قصائد لأبي إسحاق إبراهيم الكلبي الغزي والبحتري بالإضافة إلى ابن جني وشعراء غيرهم، غير أنَّه لم يُفصح عن محتوى المخطوطة وهل ضمَّت قصائد غير القصائد المألوفة عن ابن جني أم أنَّها تكرار لما يتناقله المؤرخون.

### اشتغاله بالرواية
عناية ابن جني برواية الشعر والأدب فاقت عنايته بتأليفهما، رغم أنَّه يمتلك المقومات - شعراً ونثراً - ليصير أديباً واسع الشهرة، وكان يُكثِر من الرواية عن غيره في معظم المناسبات ولمختلف الأغراض، ولذلك تنوَّعت مروياته من ناحية المحتوى؛ حيث روى عن شيوخه النحاة آرائهم وتوجهاتهم النحوية، في الوقت الذي عُنِي فيه أيضًا بنقل وتوثيق القصائد عن شعراء الجاهلية وصدر الإسلام، بل وبلغت عنايته بالتدوين أن يُسجِّل رسالةً لأبي محلم الشيباني، نقلها عنه ابن سيده في «المخصص»، إلى رجل آخر يُسمَّى «حذاء» يناقش فيها مسائل لغوية. وتنوَّعت مروياته من ناحية الكمِّ كذلك، فقد ينقل عن الشاعر بيتاً أو قصيدة أو ديواناً كاملاً، وهو يرتكز في تدوينه الشعر على أسانيد من شيوخه تصل مباشرة إلى الأصل، وجزءاً ضخماً من مروياته ضمَّنه في أعماله اللغوية حيث اعتاد على الاستشهاد بالشعر والقصص، ويُشبِّهه محمد النجار بالجاحظ من هذه الناحية، فهو يمزج العلوم بالآداب، ويتطرَّق في مسائله اللغويَّة إلى تفاصيل أدبيَّة بلاغيَّة. ولم يكتفي ابن جني باستسقاء الشعر من أسانيد الرواة، إذ كان أيضًا يروي هو بنفسه قصائد الشعراء المعاصرين له، ومن ذلك عنايته بشعراء البادية في زمنه، كما قام أيضًا بتوثيق قصائد المتنبي التي أخذها مشافهة عنه. وكان ابن جني حريصاً على دقة مروياته، وساعده عمله بالوراقة في الحفاظ على دقتها وعدم تعرضها للتحريف، حيث قام بتدوين عدد كبير من مروياته الأدبيَّة وغير الأدبيَّة، سواء في كُتُب منفصلة أو مُضمَّنة في أعماله المشهورة، ودوَّن ابن جني كثيراً من كتب الأدب ودواوين اللغة والشعر بهذه الطريقة، وكانت له طريقة مُمَيَّزة في الخط، نقلها لأولاده وتلامذته، وفي هذا يقول ياقوت في علي بن زيد القاشاني: «وهو صاحب الخط الكثير الضبط المُعقَّد، سلك فيه طريقة شيخه أبي الفتح». وابن جني عندما يُدوِّن كتاب ما، فهو لا يعتمد كُلِّياً على نسخة واحدة، بل يرجع إلى أكثر من نسخة إذا شكَّك في صحة إحدى النسخ، للمقارنة ومعرفة الفوارق بينها. غير أنَّ ابن جني قد يعتمد في بعض نقوله على الحفظ والذاكرة، فينال مروياته بعضاً من التغيير، وقد أخطأ في النقل عن سيبويه، كما أخطأ أيضًا في رواية بعض أبيات الشعر، ونبَّه عبد القادر البغدادي على سهو ابن جني في نقله بيت شعر محرَّف عن أستاذه الفارسي، وحديثاً نبَّه مهدي المخزومي إلى أنَّ ابن جني أخطأ في نقل بعض الآراء عن الخليل. أمَّا ابن فورجه فقد اتهم ابن جني بتلفيق الروايات ووضعها، خاصة فيما يتعلَّق بمروياته عن المتنبي وسؤاله إياه عن معاني أبياته، وألَّف كتاباً تحت مسمَّى «الفتح على أبي الفتح» يتصيُّد فيه أخطاء ابن جني في شرحه لديوان المتنبي ويُكذِّب رواياته. وقد أخطأ ابن جني في نسبة بعض الأبيات، حيث نسب بيتاً للفرزدق إلى جرير، كما نسب بيتاً للحسين بن مطير إلى مروان بن أبي حفصة.

#### مروياته الشعرية
وقام ابن جني بتدوين وتوثيق ديوان الحماسة، الذي اختاره أبو تمام الطائي من أشعار العصر الجاهلي، وعمل ابن جني على شرح معانيه والعناية بإعرابه وتصريفه، وتعرَّض لما فيه من مسائل في الاشتقاق والعروض والقوافي. كما قام أيضًا بالعناية بديوان أبي الأسود الدؤلي، فجمعه ودوَّنه وأضاف إليه شروحاً وتعليقاتٍ، ثُمَّ نقله عفيف بن أسعد عن النسخة الأصليَّة بخطِّ ابن جني، ومن ثمَّ نُسِخ ما نقله عفيف وأصبح الأصل في جميع النسخ المتبقِّية، وما زال الكتاب محفوظاً، وطُبِعَ عدَّة مرات أولها في 1974. وروى ابن جني ديوان أبي طالب، وعمل محمد صادق آل بحر العلوم على تحقيق هذا الديوان وتصحيح بعض أخطاء النُّسَّاخ، ثُمَّ طُبِع في 1980. وكذلك جمع ديوان تأبط شراً، وهناك مخطوطة لديوان الشاعر وفقاً لرواية ابن جني في مكتبة الاسكوريال، أشار إليها أولاً كارل بروكلمان، ويذكر يوسف خليف أنَّه اطلع عليها غير أنَّه لم يجد كامل ديوان تأبط شراً، وإنَّما مختارات شعرية انتقاها ابن جني من مجموع أشعاره. وجمع ابن جني المعلَّقات وبعضاً من قصائد المتنبي وأبي نواس وابن دريد. وعمل على جمع أشعار ربيعة بن رقيع التميمي وتدوينها، وهو أحد شعراء صدر الإسلام، ثُمَّ ضبط الشريف الرضي خطَّه فيما بعد، غير أنَّ قصائده برواية ابن جني قد اندثرت. وذكر ياقوت الحموي في «معجم الأدباء» أنَّ لابن جني كتاباً بعنوان «أراجيز»، يجمع فيه أرجوزات شعرية، والكتاب مفقود.
دوَّن ابن جني ديوان الشاعر أبو عمر عبد الله العرجي، الذي عاش في القرن الأوَّل والثاني الهجري، وما زالت روايته للديوان محفوظة، ونُشِرت في 1956 بتحقيق خضر الطائي ورشيد العبيدي، وفي الديوان سبعون قصيدةً اثنان وعشرون منها تُنسَب أيضًا إلى شعراء آخرين، وثمانية عشر منها تُنسَب إلى بن أبي ربيعة، وقد نوَّه أبو الفرج أنَّ بعض أشعار العرجي نُسِبت خطأً إلى بن أبي ربيعة، وحاول المُحقِّقان إثبات صحة نسبتها إلى العرجي. وتجدر الإشارة إلى أنَّ ابن جني لم يجمع كُلَّ قصائد العرجي، وهناك اثنان وعشرون قصيدة أُضِيفت حديثاً إلى ديوانه من مصادر أخرى عدا رواية ابن جني. وليست هناك شكوك تدعو إلى الطعن في نسبة رواية هذا الديوان إلى ابن جني، غير أنَّه لا يُذكر البتَّة في مؤلفات المؤرخين والمترجمين لابن جني ضمن قائمة الدواوين التي رواها وسجَّلها، ورغم أنَّ كُتب المؤرخين تذكر هذا الديوان وأخباره وتاريخه وتستشهد ببعضٍ من قصائده، فإنها أغفلت تماماً عن ذكر روايته، وهو معدوم في فهارس الكتب، والمخطوطات الثلاث المتوفرة اليوم تنسِبُ روايته بوضوح إلى ابن جني، ويعرض المحقِّقان عدة افتراضات تُبرِّر سبب سقوط رواية هذا الديوان من مؤلفات المؤرخين وسبب عدم ضمِّه إلى قائمة الدوواين التي رواها ابن جني.
ومن مرويات ابن جني ديوان أشعار قبيلة هذيل العربية، دوَّنه تحت مسمَّى «التمام في تفسير أشعار هذيل مِمَّا أغفله أبو سعيد السكري»، وقام بشرح قصائد الديوان والتعليق عليها. وقد أشار ابن جني نفسه إلى هذا الكتاب في إحدى إجازاته، وأشار إليه مرة أخرى في «الخصائص»، بالإضافة إلى مؤرخين كُثُر أكَّدوا على تأليف ابن جني لكتاب بهذا العنوان. وقد اختفى الكتاب من المكتبات نهائياً، حتى عدَّه كارل بروكلمان ومحمد النَّجار ضمن كُتب ابن جني المفقودة، حتى عثر محمد أسعد طلس على مخطوطة في مكتبة الأوقاف البغداديَّة تحت مُسمَّى «شرح ديوان هذيل»، ورغم أنَّ المخطوطة لا تذكر اسم المؤلِّف، إلا أنَّه استدلَّ على مؤلِّفها من مضمون المخطوطة، وخرج بنتيجة أنَّ هذه المخطوطة هي ذاتها الديوان الذي نقله ابن جني، وهو ما يؤكِّده محقِّقو المخطوطة، التي نُشِرت في عام 1962، ومن أبرز الأسباب التي تؤكِّد نسبة الديوان إلى ابن جني كثرة إحالة مؤلِّفها إلى مصنَّفات ابن جني فيما يتعلَّق بالمسائل اللغوية.

#### مروياته النثرية
من أشهر الكتب التي عمل ابن جني على روايتها هو كتاب «من نُسِبَ إلى أمِّه من الشعراء»، قام بتأليفه محمد بن حبيب البغدادي المُتوفِّي في 245، وأضاف ابن جني تعليقات على النصِّ الأصلي. وأشار إلى الكتاب أولاً محمد أسعد طلس، ثُمَّ نشره عبد السلام هارون إلى جانب مجموعة من الرسائل تحت عنوان «نوادر المخطوطات» في 1951. ومن مرويات ابن جني النثرية الأخرى كتاب «إيضاح الشعر» من تأليف أستاذه الفارسي، وأضاف ابن جني تعليقات لغويَّة في الحواشي، والكتاب لا يزال محفوظاً وتتوفَّر نسخة منه في مكتبة برلين وأخرى في مكتبة هاله، ويذكر نجيب العقيقي أنَّ المستشرق جوهانسين قد نشر قطعة من هذا الكتاب برواية ابن جني.

#### نقد الروايات
كما كانت لابن جني عناية برواية الأدب شعراً ونثراً، فقد اهتمَّ أيضًا بنقد الرواة والتثبُّت من صدق مروياتهم، وعقد ابن جني باباً في الخصائص تحت عنوان "" يناقش فيه قضيَّة الرواية والسبل إلى التحقُّق من صحتها. ومن شروط قبول الرواية عند ابن جني أن يكون الراوي فصيحاً مشهوراً بفصاحته وعلمه الواسع باللغة، ومعروف عنه الصدق والأمانة. غير أنَّ ابن جني لا يقبل كُلَّ المرويات عن فصحاء العرب، إذا يشترط أيضًا أن توافق الرواية القواعد اللغوية المطردة المقطوع في صحتها، من مبدأ أنَّ ما صدر عن الفصيح لابد أن يكون فصيحاً، يقول ابن جني: «فإياك أن تخلد إلى كل ما تسمعه، بل تأمل حال مورده، وكيف موقعه من الفصاحة، فاحكم عليه وله». وكان ابن جني لبقاً في نقده الرواة، لا يتهجَّم على شخوصهم، ولا يعمد إلى التجريح، ويلتزم ألفاظ العلم والأدب. وبلغت ثقته في بعض الرواة أنَّه عندما يخلص بعد مناقشة إحدى مروياتهم أنَّها موضوعة أو خاطئة إلى افتراض اطلاعهم على مرويات اندثرت تُبرِّر موقفهم الخاطئ عوضاً عن اتهامهم بالنقص والتوهُّم، وابن جني دافع عن مشاهير الرواة من مختلف المذاهب، ولم يأبه للاتهامات المبنيَّة على العصبية القائمة بين البصريين والكوفيين، وكان يأخذ المرويات عن رواة كلا المدرستين، ويحيل اتهام مشاهير الرواة بالوضع إمَّا إلى شبهة زائفة عُرضت على الناقد أو إلى تعصُّب بعيد عن الموضوعية لا يؤخذ به.
منهج ابن جني في نقد المرويات أنَّه يذكر جميعها، وينوُّه إلى الأكثر شهرةً منها، وبعد الأخذ بعدَّة اعتبارات ينتهي إلى تصحيح بعض المرويات، ولا يتأنَّى عن تخطئة بعضها، وفي بعض الحالات التي لا تتوفَّر فيها الأدلَّة الكافية لإصدار الحكم يقف موقف الحياد منها، وإذا حكم ابن جني على رواية ما بالصحَّة فهذا لا يعني أنَّه يحكم على غيرها بالخطأ، فقد يوازن بين روايتين أو أكثر فيُصحِّح رواية لأنَّها الأرجح في الوقت الذي يجيز فيه رواية أخرى لأنَّه لا دليل على خطئها. ومن المعايير التي يأخذ بها ابن جني المعيار اللغوي، فعندما تخالف روايةً ما القواعد اللغوية، فهو يتركها ويأخذ بالرواية الأكثر فصاحةً، وإذا لم ترد روايةً أخرى توافق قواعد اللُّغة فهو أحياناً يُصحِّح الخطأ اللغوي فيها، ومن ذلك تصحيحه لرواية بيت تأبط شراً: «هكذا يرويه أكثر من ترى: «ولم أك»، ومنهم من يقول: «وما كنت آيبا»، وصواب الرواية فيه: «وماكدت آيبا»». ولا يدخل في هذا الضرورة الشعرية، التي يخالف فيها الشاعر القواعد اللغوية لغرض بلاغي، كالمحافظة على الوزن الشعري مثلاً، وإنَّما يرفض ابن جني الأبيات التي تحتوي على خطأ لغوي قبيح غير مُبرَّر. وقد يأخذ ابن جني بالمعيار البلاغي فيختار الرواية التي يجدها أكثر بلاغة ووضوحاً، ويترك التي خالفت السليقة اللغوية. أمَّا إذا شاعت رواية واستفاضت في مقابل تفرُّد روايات أخرى بعدد صغير من الرواة فيجنح ابن جني إلى الرواية الأكثر انتشاراً، ولا يلتفت إلى المعيار اللغوي، وقد يعتبرها أصلاً تُبنى عليه القواعد اللغوية. ويحكم ابن جني على صحَّة الرواية إذا توفَّر دليل نقلي مكتوب يُبدِّد الشكوك حول تغيُّر الرواية أثناء تناقلها، فيقول في بيت أبي الربيس التغلبي: «هكذا صحة الرواية في هذين البيتين، وكذلك وجدناهما بخط أبي موسى في ديوان أبي الربيس».
ومن أمثلة نقده للرواة تعليقه على اعتراف أبي عمر بن العلاء بإضافة بيت إلى قصيدة للأعشى أنَّه دليل على صدقه وأمانته في النقل، وليس دليلاً على عدم وثوقيته كما يتهمه البعض. ويقول ابن جني رداً على من يُشكِّك في مصداقية عبد الملك الأصمعي: «فأما إسفاف من لا علم له، وقولُ من لا مُسكة به: إنَّ الأصمعي كان يزيد في كلام العرب، ويفعل كذا، ويقول كذا، فكلامُ معفوّ عنه، غير معبوء به، ولا منقوم من مثله؛ حتى كأنه لم يتأدّ إليه توقُّفه عن تفسير القرآن وحديث رسول الله – صلى الله عليه وسلم – وتحوّبه من الكلام في الأنواء». ويقول في حقه: «وهذا الأصمعي، وهو صنَّاجة الرواة والنقلة، وإليه محطّ الأعباء والثَقَلة، ومنه تُجنى الفِقَر والمُلَح، وهو ريحانة كل مغتَبق ومصطَبح، كانت مشيخة القرّاء وأماثلهم تحضره وهو حَدَث، لأخذ قراءة نافع عنه. ومعلوم كم قدر ما حذف من اللغة، فلم يثبته، لأنه لم يقوَ عنده، إذ لم يسمعه». ومن أمانة ابن جني في نقده الرواة أنَّه التزم الحيادية والموضوعية في نقده لأستاذه الفارسي، فلم تؤثِّر العلاقة الطويلة بينهما على منهجه العلمي في النقد، وأشار في نقده الفارسي إلى أنَّه كثير التحرُّج والتأنِّي، تغلبه الظنون والشكوك، ولا يقطع في دقَّة ما يرويه، ما يؤشِّر إلى أنَّه لم يكن قوي الذاكرة ومؤهَّل للرواية.

### النقد الأدبي
ألَّف ابن جني عدد من الشروح والتعليقات على دواوين شعراء من مختلف العصور، من العصر الجاهلي وحتى الشعراء المعاصرين له، كما خصَّ بعض القصائد التي يجدها مُعقَّدة بكتب ورسالات منفصلة. وفي شرحه الشعر يمزج ابن جني تفسير الأبيات وذكر أخبارها مع القضايا النحوية والصرفية والصوتية، وهو مظهر من مظاهر مزجه العلوم والآداب عموماً. ويُعدُّ ابن جني من أشهر نُقَّاد الأدب والشعر في عصره، ويقول عنه الباخرزي في «دمية القصر»: «ليس لأحدٍ من أئمّة الأدب في فتح المُقفَلات، وشرح المشكلات ما له، ولا سيّما في علم الإعراب»، ووصفه جلال الدين السيوطي أنَّه «من أحذق أهل الْأَدَب». ومن أشهر مؤلفات ابن جني النقدية شرحه لديوان أبي الطيب المتنبِّي، وابن جني شَرَحَ ديوان أبي الطيب في كتابين، الشرح الكبير والشرح الصغير، وعُرِفَ الشرح الكبير بـ«الفَسْر»، بينما سُمِّي الشرح الصغير «الفتح الوهبي على مشكلات المتنبِّي». وفي «التّمام في تفسير أشعار هذيل» يتعرَّض ابن جني لدراسة ونقد مختارات شعرية من شعراء قبيلة هذيل العربية، كما قام ابن جني أثناء توثيقه لديوان أبي طالب عمّ الرسول بشرح كثيرٍ من قصائده والتعليق عليها، وشرح أيضًا ديوان أبي الأسود الدؤلي ونقل بعض الشروح عن أستاذه الفارسي. وكان لابن جني عناية بديوان الحماسة، حيث ألَّف حوله كتابين، الأوَّل يُعنَى فيه بجمع قصائد الديوان ودراستها، والآخر يُفسِّر فيه أسماء شعراء الديوان، وعنون الكتاب الأوَّل «التنبيه على شرح مشكلات الحماسة»، غير أنَّ أغلبيَّة المسائل في الكتاب هي مباحث لغوية بحتة، ولم يتعرَّض لتفسير وشرح الأبيات إلا قليلاً، والكتاب الآخر أسماه «المُبهج في تفسير أسماء شعراء الحماسة»، وهذا الكتاب من أوَّله إلى آخره يناقش أسماء الشعراء المُضمَّنة قضائدهم في الديوان، والأصول اللغوية لأسمائهم ومعانيها. وأفرد ابن جني كتاباً منفصلاً لشرح أرجوزة أبي نواس في مدح الفضل بن الربيع الوزير العباسي، تحت عنوان «تفسير أرجوزة أبي نواس»، وهذه القصيدة لا تُعَدُّ من أفضل أعمال أبي النواس ولكنَّ استخدامه المُكثَّف لغريب الكلام دفع ابن جني لشرح قصيدته، وكالعادة لم يكتفِ ابن جني بشرح القصيدة وتفسير الغريب وتدوين اختلاف الروايات فقط، بل قام كذلك بدراستها دراسةً لغوية مفصَّلة، قلَّب فيها كُلَّ لفظٍ من معناه إلى صرفه إلى إعرابه، وفي هذا يقول ابن جني في مُتُن الشرح: «وما رأيت أحداً من أصحابنا نشط لتعريب شعر مُحدَث على هذه الطريقة، لأنَّ تفسير هذه القصيدة قد اشتمل على: لغة، وإعراب، وشعر، ومعنى، ونظير، وعروض، وتصريف، واشتقاق، وشيء من علم القوافي».

#### منهجه في النقد
لم يكن لابن جني منهجاً واضحاً صريحاً في النقد، ولكن يمكن ملاحظة تناغم مبدئي بين معالجاته المتفرِّقة للنص الأدبي، وتَتَّسِمُ منهجيته في النقد باللا قطعية، فهو قد ينتقد نصاً ما ثُمَّ يبحث عن وجه يُبرِّر فيه هذا الخطأ ليدخله في الجائز والمستحسن. ومن ناحية النقد الشكلي البنيوي فإنَّ ابن جني دائماً ما يركن إلى القواعد اللغوية وصحة اللفظ في الحكم على فصاحته وبلاغته، ويجعل من اطلاع الشاعر على لغة العرب معياراً للحكم على شعره، فأكثر من مدح أرجوزة أبي نواس لأنِّها عكست الاطلاع الواسع للشاعر على اللغة وإحاطته بدقائقها وتفاصيلها وغريبها، رغم أنَّ القصيدة ليست من أرقى أعمال أبي نواس الفنِّية. ومع اهتمامه الشديد بصحة الألفاظ المستعملة وموافقتها لقواعد اللغة فإنَّ ابن جني لا يصبُّ تركيزه على الألفاظ مجرَّدةً من سياقها، من ناحية المعالجة الفنِّية الجماليَّة، وخالف مذهب ابن سنان وابن الأثير في الحكم على ألفاظٍ بعينها بالفصاحة أو الركاكة، وظهرت عنده بذور مذهب الجرجاني في الركون فقط إلى السياق أو «النظم» في الحكم على بلاغة الكلمة، والامتناع عن إصدار الأحكام المطلقة بالحُسن أو القبح للكلمة في خارج نطاق النص والتأليف، يقول ابن جني: «الكلمة الواحدة لا تشجو ولا تحزن ولا تتملك قلب السامع، إنما ذلك فيما طال من الكلام، وأمتع سامعيه، بعذوبة مستمعه ورقة حواشيه»، ويقول أيضًا: «مع أنه لا بد فيه من تركيب الجملة، فإن نقصت عن ذلك لم يكن هناك استحسان ولا استعذاب». وظلَّ يعمل بهذا المبدأ في المعالجة البلاغيَّة المعنويَّة فقط، وهذا لم يمنعه من الالتفات إلى اللفظة المفردة من الناحية الصوتيَّة والصرفيَّة، فابن جني يحكم على الألفاظ المفردة بالحُسن والقبح من جرسها اللفظي، بل ويُفصِّل ويُكثر من البحث في هذا المجال، أمَّا دلالتها المعنوية فإنَّ بلاغة استعمال الكلمة من هذه الناحية يعتمد على السياق المستعمل فيه، وليست هناك كلمة أفضل من غيرها في دلالتها، ولكنَّه يُفاضل بين الكلمات من تكوينها الصوتي. في نقده الشعر لا يرى من القديم مثالاً يُحتَذى به في المضمون، لأنَّ المعاني مُتجدِّدة وفقاً لابن جني على عكس الألفاظ، فهو يجيز الاستشهاد بقصائد المحدِّثين من ناحية المعنى. واستطاع ابن جني كسر الاعتبارات الدينية في النقد، ووضع قاعدة في النقد الأدبي تقضي بفصل دين وأخلاق الشاعر عن قياس جودة أشعاره من ردائتها، فكون الشاعر ماجناً لا يمنع أنَّ ينظم قصائد تفوق في جودتها قصائد الشاعر الورع التقي، فيقول عند شرحه لبيت من تأليف المتنبي: «ومع ذلك فليست الآراء والاعتقادات في الدين مِمَّا يَقدَح في جودة الشعر وردائته، لأنَّ كُلاً منفرد من صاحبه، ولم أقصد في هذا الكتاب إلى شرح مذهبه، بتصحيح أو غيره».

#### شرحه ديوان المتنبي
كان ابن جني مُعجباً بالمتنبِّي، ووصف فصاحته وطلاقته أنَّها «نور من عند الله عز وجل استودعه قلبه»، ودافع عنه ضُدَّ نُقاده، ووصفهم بـ«الجُهَّال». ويُرجِع تهجُّم المعاصرين على المتنبي إلى الحسد. وما يمِيِّز شرح ابن جني عن بقيَّة الشروح هو أنَّه تمكَّن من اللقاء بالمتنبي والجلوس معه واستفساره عن أبياته، ما يجعل تفسيره أدقُّ من هذه الناحية عن بقيَّة الشروح. وابن جني هو أول من فطن إلى أنَّ المتنبي كان يهجو كافور الإخشيدي في قصائد ظاهرها المديح وباطنها الهجاء، في ازدواجيَّة علم ابن جني أنَّها مقصودة، وأنَّها من باب الدهاء والحذاقة، في حين ذمَّه نُقَّاد آخرون لردائة مديحه.

## العلوم الدينية عند ابن جني

### القراءات القرآنية
كانت لابن جني عناية كبيرة بالقراءات القرآنية، وهو حريص في مؤلفاته على إظهار مكانتها وأهميِّتها، سواء من الناحية الدينيَّة أو اللغويَّة والأدبيَّة، ولا يُفرِّق في ذلك بين القراءات المتواترة والشاذَّة. واهتمام ابن جني وإجلاله للقراءات القرآنية أفضى به إلى أن يؤلِّف كتابين حولها، وأشهر ما كتبه ابن جني في القراءات هو كتابه «المحتسب»، وألَّف كذلك رسالةً تحت عنوان «في شواذ القراءات»، تناول فيها القراءات وعلاقتها بالرسم، وتطرَّق فيها أيضًا إلى نقط القرآن والمشاكل المتعلِّقة. وتناول ابن جني للقراءات القرآنية لا يقتصر على المؤلفات السابقة فحسب، إذ امتدَّ تعاطيه معها أيضًا إلى مؤلفاته الأخرى، ولكن في الأغلب يستعين بها في المسائل اللغويَّة والأدبيَّة لا الدينيَّة. استعان ابن جني في تأليفه «المحتسب» بمؤلفات سابقيه في علم القراءات، وتأثَّر على وجه التحديد بمنهج ابن مجاهد، خاصةً في كتابه المفقود الذي يُوثِّق فيه القراءات الشاذَّة.
الدوافع التي جعلت ابن جني يُلقِي عناية بالقراءات القرآنية - طبقاً لقوله - هي دوافع دينية محضة، رغبةً في الدفاع عن القرآن، غير أن بعض الباحثين يلاحظ أنَّ ابن جني استعمل القراءات القرآنية ميداناً ليُطبِّق عملياً نظرياته اللغوية، فيستعمل خبرته الواسعة في اللغة حتى يحتجُّ للقرآن ويُثبت خُلُوَّه من الأخطاء اللغوية، فكان غرضه من تناول القراءات ديني وعلمي في الوقت ذاته.

#### موقفه من القراءات
بعد أن أتمَّ النحاة وضع قواعدهم المحورية، وترسَّخت مبادئهم في اللغة، تباينت مواقفهم بعد ذلك من القراءات المخالفة لتلك القواعد والمبادئ، حيث أخضع بعض النحاة القراءات القرآنية للقواعد النحوية، وأصبح النص القرآني مُعرَّضاً لأوصاف الصحة والخطأ اللغوي، بينما جعل البعض الآخر النص القرآني أصلاً تُبنَى عليه القواعد، بحيث يصير منيعاً من الخطأ ومنبعاً تُستَنبط منه القواعد ويصحُّ القياس عليه. وموقف ابن جني - كنحوي - من القراءات القرآنية اتسم عموماً بالإجلال والاحترام، وكان قليلاً ما ينتقد القراءات أو يُخطِّئها، وفي الأغلب يدافع عنها ويُبرِّر لها من أصل اللغة. وابن جني شديد الثقة بالقُرَّاء، حتى وإن لم يجد وجهاً يُبرِّر فيه قراءتهم، فهو غالباً لا يتهمهم بالوضع أو حتى الخطأ والسهو، ويضع دائماً احتمال أن تكون القراءة صحيحة وتُبرِّرها لهجة مندثرة من لهجات العربيَّة الفصيحة، فيقول في قراءة أبي الحسن البصري «وَالأَنجِيلَ» بفتح الهمزة: «ولكنَّه الشيخ أبو سعيد انظر الله وجهه، ونوَّر ضريحه، فكيف الظنّ بالإمام في فصاحته وتحرِّيه وثقته؟ ومعاذ الله أن يكون شيئاً جنح فيه إلى رأيه، دون أن يكون أخذه عمَّن قبله». ويقول في قراءة ابن عباس «وَأَيقَنَ أَنَّهُ الفِرَاق» بدلاً من القراءة المشهورة «وظَنَّ أنَّهُ الفِرَاق»: «ينبغي أن نُحسِن الظن بابن عباس، فيُقال أنَّه أعلم بلغة القوم من كثيرٍ من علمائهم، ولم يكن ليُخفَى عليه أنَّ «ظننت» قد تكون بمعنى «علمت»». غير أنَّ ابن جني لا يمتنع في بعض الأحيان عن تخطئة القراءات، دون الخوض في القارئ، وقد لاحظ محمد خالد عيال سليمان وجود هذا التناقض في منهج ابن جني، وهو في ذلك لا يُفرِّق بين المتواتر والشاذ، وهذه إحدى الانتقادات التي تُوجَّه إليه، ومن ذلك تخطئته لقراءة حمزة الزيات التي يجمع فيها بين ساكنين. وقد بلغ ابن جني مبلغاً يناقض فيه نفسه ويُفسِّر القراءات الخاطئة بـ«الجهل» وبـ«السهو» وبـ«القصور عن إدراك حقيقة الأمر»، ولكن يظلُّ ابن جني من أكثر النُّحاة رعاية للقراءات، وإذا ردَّ بعضها يظلُّ من أكثرهم لباقةً في الردِّ، وقليلاً ما يذمُّ القرَّاء.

#### صحة القراءة
القراءات التي يصفها ابن جني بالشذوذ لا يعني أنَّه يطعن فيها أو يوصمها بالنقصان، والشاذ عند ابن جني هو كُلُّ القراءات غير القراءات السبعة التي اقتصر عليها ابن مجاهد، وألحق بها هذه التسمية موافقةً لأهلِ زمانه، وهو لا يعني بذلك أنَّ لغتها شاذَّة، ومع أنَّها ليست شائعة كالقراءات المتواترة إلا أنَّ ابن جني يجدها حجة موثوقة يصحُّ الاعتماد عليها، يقول ابن جني في مقدمة «المحتسب»: «إنَّ القرآن الكريم انتظم لغات العرب على مثناتها، وإنَّ القراءات فيه جاءت على ضربين: الأوَّل؛ اجتمع عليه أكثر قُرَّاء الأمصار، وهو ما أودعه ابن مجاهد في كتابه «السبعة»، والثاني؛ سمَّاه أهل زماننا شاذاً، أي خارج عن قراءة القراء السبعة المُقدَّم ذكرها، إلا أنَّه مع خروجه عنها نازع بالثقة إلى قُرَّائه، محفوف بالروايات من أمامه وورائه، ولعلَّه أو كثير منه مساوٍ في الفصاحة للمجتمع عليه». ويرى شوقي ضيف أنَّ ابن جني تابع ابن مجاهد في مفهومه عن القراءات الشاذة، أي أنَّه لا يقصد أنَّها شاذة بمعنى خاطئة، وإنَّما تأتي بعد القراءات الشائعة المشهورة في الترتيب والوثوقيَّة، ولاحظ جايد زيدان أن مفهوم ابن جني لا يطابق تماماً مفهوم ابن مجاهد حول الشذوذ في القراءة، فابن مجاهد لا يستحسن القراءة القراءات الشاذَّة ولا يُشجِّع تداولها بين العامة، على عكس ابن جني الذي دافع عن القراءات الشاذَّة واجتهد في الاجتجاج لها وتوجيهها بشتَّى السُبُل. غير أنَّ ابن جني لا يحتجُّ لجميع القراءات الشاذَّة، والشاذُّ عنده على نوعين، نوع سنده موصول إلى النبيِّ ولكنَّه لم يُحقِّق شرط التواتر، وهو النوع الذي يحتجُّ له ابن جني ويعتقد بقوَّته، ونوع آخر من الشاذِّ سنده منقطع، وهي القراءات الضعيفة التي يُرجَّح أنَّها موضوعة أو مُحرَّفة، وهذا النوع يمتنع ابن جني عن الاحتجاج له، فيقول في «المحتسب»: «إنَّ جميع ما شذَّ عن قراءة القُرَّاء السبعة، وشهرتهم مغنيَّة عن تسميتهم، ضربان؛ ضربٌ شذَّ عن القراءات السبعة عارياً عن الصُنعة، فلا وجه للتشاغل به، وضربٌ ثانٍ شذَّ عن السبعة وغمض فيه عن ظاهر الصنعة، وهو المُعوَّل المُعتَمد عليه».
وابن جني عندما يدافع عن القراءات الشاذَّة ويُشجِّع على الاهتمام بها فهو لا يرمي إلى مخالفة القُرَّاء، الذين جعلوا التواتر شرطاً لقبول القراءة وضمَّها إلى القراءات المعتبرة، التي يصحُّ تلاوتها والصلاة بها، ولكنَّه أيضًا لا يقبل الحط من شأنها، وعلى الرغم من أنَّه يوافق القُرَّاء في منع التلاوة بها، فهو يعتقد بقوَّتها ويؤكِّد على أهمِّيتها الدينية، يقول ابن جني: «إلا أنَّنا وإن لم نقرأ في التلاوة به، مخافة الانتشار فيه، ونتابع من يتبع في القراءة كُلَّ جائز روايةً ودرايةً، فإنَّا نعتقد قُوَّة هذا المُسَمَّى شاذاًُ، وأنَّه مِمَّا أمر الله بتقبُّله، وأراد مِنَّا العمل بموجبه». ويُصرِّح ابن جني أنَّه لا يريد خلق خلافات بالخروج عن إجماع القُرَّاء، يقول: «ولسنا نقول ذلك فسحاً بخلاف القُرَّاء المجتمع [عليهم] في أهل الأمصار على قرائتهم، أو تسويغها للعدول عمَّا أقرَّته الثِقَات عنهم»، ويذكر أنَّه اتبع في تأليف «المحتسب» الأسلوب المألوف عن القُرَّاء، حتى «يحظوا به ولا ينأوا عن فهمه». ومع تأكيده على عدم الخروج عن إجماع القراء، وتوجيهه لعدد من القراءات التي خطَّأها بعض النُّحاة، إلا أنَّ ابن جني يردُّ عدداً من القراءات المتواترة التي أجمع القرَّاء على صحَّتها، منها قراءات عن القرَّاء السبعة، ويرى فاضل السامرائي أنَّ ابن جني لم يخرج عن منهج النُّحاة في تغليط القرآن، ولكنَّه كان أكثر تساهلاً مقارنةً بغيره.
القراءات التي حكم عليها ابن جني بالخطأ، ورجَّح أنَّها موضوعة
1. قراءة الحسن: «وَمَا تَنَزَّلُ بِهِ الشَيَاطُون»، بدلاً من "الشياطين"، ورفض ابن جني هذه القراءة في "المحتسب"، قائلاً: «"الشياطون" غلط».
2. قراءة ابن محيصن: «ثُمَّ اطَّرَّه»، بإدغام الضاد في الطاء، قال عنها ابن جني في "المُحتسب": «هذه لغة مرذولة».
3. قراءة أبي جعفر بن يزيد: «لِلملائِكَةُ»، برفع الاسم بعد حرف الجر، قال ابن جني في "المحتسب": «هذا ضعيف عندنا جداً».
4. قراءة يحيى بن عامر: «وإن أدريَ أقريب» و«وإن أدري لعله»، بتحريك الياء في «أدريَ»، رجَّح فيها ابن جني خطأ القرائتين، موافقاً ابن مجاهد.
5. قراءة يحيى: «مَا سِأَلتُم»، بكسر السين، رجَّح ابن جني خطأها في "المحتسب"، وقال: «فيه نظر».
6. قراءة الأعمش: «اثنَتَا عَشَرَةَ عَيناً»، بفتح الشين، رفضها ابن جني في "المحتسب" وقال: «"عَشْرَةَ" و"عَشِرَةَ"، أمَّا "عَشَرَةَ" فشَإذ».
7. قراءة الأعمش: «وَمَا هُم بِضَارِّي بِهِ مِن أَحد»، شدَّد ابن على رفضها، وقال في "المحتسب": «هذا أبعد من الشاذ».
8. ردَّ ابن جني في "سر صناعة الإعراب" و"الخصائص" القراءات التي تجمع بين ساكنين في مثل: «إنَّا نَحْنْ نزَّلنا الذِكرَ» و«إنَّا نَحْنْ نُحِيي الموتى»، وذهب إلى ضرورة ضمِّ النون، ولم يقبل بتفسير بعض القُرَّاء أنَّ النون أُدغِمت في النون الأخرى بعدها، وقال: «إنَّ هذا ونحوه، مُدغم، سهو منهم وقصور عن إدراك حقيقة هذا الأمر».
9. قراءة أبي عمرو: «يَغفِرّ لَكُم»، بإدغام الراء الساكنة من «يَغفِرّ» في اللام، رفضها ابن جني في "سر صناعة الإعراب": «مدفوع عندنا وغير معروف عن أصحابنا، وإنَّما هو شيء رواه القُرَّاء، ولا وجه له في القياس».
10. قراءة عاصم: «قِيلَ مَنْ رَاق»، بإظهار النون الساكنة، ردَّها ابن جني في "الخصائص": «مُعِيب في الإعراب مُعِيف في الإسماع».
11. قراءة أهل الكوفة: «ثُمْ ليقطع»، ردَّها ابن جني في الخصائص، قائلاً: «قبيح عندنا».
12. قراءة: «مَا وَدَعَكَ رَبُّك»، بترك التشديد عن الدال، رفضها ابن جني في "الخصائص".
13. ويُضعِّف ابن جني، ولكنَّه لا يُخطِّئ، القراءات التي تقرأ الهمزتين المُتتاليتين بالتحقيق.

#### منهجه في نقد القراءات
يُوصَف منهج ابن جني في «المُحتَسب» بالموضوعيَّة والمنهجيَّة. وحاول ابن جني قدر استطاعته تقليد الثقات من القُرَّاء، حتى يكسب ثقتهم، وحاول أن يجعل منهجه مُشابهاً للمنهج المُتَّبع في كُتُب القراءات التقليديَّة. واتَّبع ابن جني أسلوب أستاذه أبي علي الفارسي في كتابه «الحِجَّة في القراءات السَّبعة»، وأخذ منه على وجه الخصوص طريقته في طرح القراءات والاحتجاج لها، حيث يبدأ ابن جني في . ولا يُفرَّق ابن جني في منهج احتجاجه بين القراءات الشاذَّة أو المتواترة، فيساوي بينهما، ويجتجُّ للقراءة الشاذَّة بالطريقة ذاتها التي يحتجُّ للقراءة المتواترة. ويميل ابن جني في نقده القراءات إلى الاختصار، فلا يُطِيل الاحتجاج لغير ضرورةٍ. واستطاع ابن جني التحرُّر من التأثير المذهبي في نقد القراءات، سواءً المذهبيَّة الدينية أو الأدبيَّة، فلا يُفرِّق بين قراءات أهل الكوفة والبصرة على أساسٍ مذهبي، ويلتفت إلى الدليل وحده بغضَّ النظر عن أصل القارئ. وابن جني، كغيره من النُّحاة، من المؤيديين للمعيار اللغوي في الحكم على القراءات، إلى جانب معايير أخرى عمل بها ابن جني في «المحتسب»، والتفت ابن جني في الحكم على القراءات أيضًا إلى سند القراءة وموافقتها للمصاحف، وهي المعايير التي اتفق عليها القراء في وصف القراءة بالصحَّة أو الشذوذ.
يستعمل ابن جني القراءات المتواترة ليحتجّ للقراءات الشاذَّة، فيحاول التوفيق بينهما حتى يُقنِع القرَّاء أنَّ الشاذَّ لم يأتِ بما يُخالف الشائع والمشهور، وهكذا لا يوجد دافع لرفضه.

#### المفاضلة بين القراءات
عندما يفاضل ابن جني بين القراءات لا يُفرِّق بين الشاذِّ والمتواتر، ويلتفت إلى المعنى وموافقة القراءة لمعايير الصحَّة، فقد يُرجِّح القراءة الشاذَّة على القراءة العامَّة، وقد يُرجِّح أيضًا القراءة العامَّة على القراءة الشاذَّة. غير أنَّ ابن جني غالباً ما يُرجِّح القراءات المتواترة على القراءات الشاذَّة، ويمتدح الباحثون المعاصرون هذا التصرُّف من قبله. وقد يُفضِّل ابن جني القراءة الشاذَّة على المتواترة، ومن ذلك تفضيله لقراءة الحسن وعمرو: «عَذَابِي أُصِيبُ بِهِ مَن أَسَاءَ» على القراءة المشهورة: «عَذَابِي أُصِيبُ بِهِ مَن أَشَاءَ»، ويلتفت ابن جني إلى دلالة كُلٍّ من القرائتين في هذا الموقف، حيث فضَّل القراءة الشاذَّة لأنَّ دلالتها على العدل الإلهي أفضل من القراءة المتواترة في دلالتها على الإرادة الإلهيَّة. ويُفضِّل ابن جني قراءة أبي السمَّال: «وَالسَّمَاءُ رَفَعَهَا» في مقابل القراءة المشهورة: «والسَّمَاءَ رَفَعَهَا»، لأسبابٍ نحويَّة. ويُفضِّل كذلك قراءةً أخرى لأبي السمَّال: «إنَّا كُلُّ شَيءٍ خَلَقنَاهُ بِقَدَرٍ»، برفع «كُلّ»، في حين يقرأها العامَّة بالنَّصب.
قد يقف ابن جني على قرائتين متناقضتين تماماً، فلا يُرجِّح إحداهُنَّ، لأنَّ هذا سيفضي به إلى تخطئة الأخرى، وهو ما يخالف منهجه، ولكنَّه يجتهد في التوفيق بين القرائتين المتناقضتين، ومن ذلك القراءة المشهورة: «لا تُصِيبَنَّ الذِينَ ظَلَمُوا»، والقراءة الشاذَّة: «لتُصِيبَنَّ الذِينَ ظَلَمُوا»، حيث يقول ابن جني في توفيقه بين القرائتين في موقفٍ يدافع فيه عن القراءة الشاذَّة: «معنى هاتين القرائتين ضُدَّان كما ترى، لأنَّ أحدهما «لا تُصِيبَنَّ الذِينَ ظَلَمُوا مِنكُم خاصَّة»، والأخرى معناها لتُصِيبنَّ هؤلاء بأعيانهم خاصَّة. وإذا تباعد، وأمكن أن يُجمَع بينهما كان ذلك جميلاً، ولا يجوز أن يُراد زيادة «لا» من قبل أنَّه كان يصير معناه: واتقوا فتنة تصيبن الذين ظلموا منكم خاصة، فليس هذا عندنا من مواضع دخول النُّون، ألا تراك لا تقول: لا ضربتُ رجلاً يدخُلنَّ المسجد، هذا خطأ لا يُقال، ولكن أقرب ما يُصرَف إليه الأمر في تلاقي معنى القراءتين، أن يكون يُراد: لا تُصِيبَنَّ، ثُمَّ حُذِفت الألف من «لا» تخفيفاً واكتفاءً منها».

### التفسير
في دراسته القراءات القرآنيَّة تطرَّق ابن جني إلى تفسير بعض الآيات، خاصةً عندما يُفاضل بين القراءات وفقاً لمعناها، ولم يؤلِّف ابن جني كتاباً مُستقلاً في تفسير القرآن، ولهذا لا يُدرَج اسمه في طبقات المُفسِّرين، ولكنَّ تفسيره للآيات القرآنيَّة جعله متناثراً بين صفحات «الخصائص» و«المُحتسب»، وخاصةً كتاب «المُحتسب» الذي وضعه ابن جني في علوم القرآن، ولم يُخصِّص ابن جني في مؤلفاته أبواباً أو فصولاً خاصة بالتفسير، والمسائل التي يعرج فيها على تفسير الآيات جاءت مختلطة بالمسائل اللغويَّة ومسائل علم القراءات، سوى الفصول التي يتحدَّث فيها عن تأثير العلوم اللغوية على تفسير القرآن. وتناولَ ابن جني تفسير بعض الآيات في مؤلفاته الأخرى، وفي «المسائل الخاطريات» يُركِّز ابن جني على تفسير القرآن، وهذا هو الكتاب الوحيد الذي يعقد فيه ابن جني فصولاً خاصة بالتفسير، ولكنَّ الكتاب ليس مختصاً بالتفسير ويناقش في معظمه مسائل لغويَّة. ويُعَدُّ ابن جني من المُفسِّرين اللغويين، وهو تيار من مدارس تفسير القرآن، يعتمد على الموروث اللغوي في تفسير الآيات المُشكلة وغريب القرآن. وتُعدُّ أحياناً الشروح والتعليقات التي ألَّفها ابن جني على دواوين شعريَّة من مصادر التفسير اللغوي، لأنَّه يستشهد بآيات قرآنيَّة للتأكيد على معانٍ مترادفة في الأبيات الشعرية. ومعظم تفسير ابن جني هو تفسير لغوي، يركن فيه إلى المعاني المعجميَّة والعلوم اللغويَّة، وتأثَّر ابن جني بالمفسِّرين اللغويِّين قبله، وعلى وجه الخصوص أبو عبيدة مُعمَّر بن المثنَّى والفراء والأخفش الأوسط وأبو بكر الزجاج. ووظَّف ابن جني خبرته الواسعة في مجال اللغة والصرف والنحو والبلاغة في التفسير، ما يجعل تفسيره فريداً من نوعه. وابن جني من المُفسِّرين بالرأي، وانتماؤه إلى المعتزلة من العوامل التي دفعته إلى تقديم العقل والرأي على الأثر، وقليلاً ما يلتفت ابن جني إلى الأحدايث المأثورة عن النبي، وفي بعض الأحيان يذكر الآراء التي استسقاها المُفسِّرون من الأحاديث ولكنَّه لا يتعرَّض للأحاديث نفسها ولا يستشهد بها.
انتقد ابن جني بشدَّة التفسيرات التي وصفت الذات الإلهية بأوصاف بشرية لا تليق بمقام الألوهيَّة من وجهة نظره، وتدخل ضمن التجسيد والتشبيه. ويؤكِّد ابن جني أولاً على أنَّ اللغة أكثرها مجاز، وقليلاً ما تطابق الألفاظ المعاني المقصودة، ويرى أنَّ كثرة المجاز هي من مُمِيِّزات اللغة العربية. ويُوظِّف ابن جني المجاز اللغوي لتفسير القرآن بما يتناغم مع عقيدته الدينيَّة، وهو من الأساليب المعروفة عن المعتزلة في التفسير، حيث يركن أغلبهم إلى اللغة في دفع وهم التجسيد والتشبيه. ويرى ابن جني أنَّ المجاز من الوسائل المُهمَّة التي يجب على كُلِّ مُفسِّر الاطلاع عليها واستخدامها، وعقد باباً في الخصائص تحت عنوان «ما يؤمِّنه علم العربية من الاعتقادات الدينية» يُبيِّن فيه ضرورة تأويل بعض الآيات وصرف معنى كلماتها عن المعنى الأصلي، ويقول في بدايته: «اعلم أنَّ هذا الباب من أشرف أبواب هذا الكتاب، وأنَّ الانتفاع به ليس إلى غاية، ولا وراءه من نهاية». ويُنزِّه ابن جني الذات الإلهية عن وصفها بأوصافٍ جسديَّة، كالقول أنَّ لله وجه أو ساق أو يد أو عين، ويؤول جميع الآيات التي قد يُفهم منها ذلك، وينتقد بشدَّة من يُصِرُّ على هذه الصفات، ويُرجِع موقفهم إلى الجهل باللغة وسوء الاعتقاد. يقول ابن جني في تفسير «يوم يُكشَف عن ساق»: «».

### الفقه
أغلب مساهمات ابن جني في العلوم الدينية تنحصر في علوم القرآن، ومعظم مساهماته في هذا المجال تتعلَّق بالقراءات القرآنية، خاصَّةً الشاذَّة منها، إلا أنَّ ابن جني كانت له ميول نحو الاهتمام بالفقه الإسلامي، وعلى وجه الخصوص الفقه الحنفي. وألَّف ابن جني رسالةً يناقش فيها مسألة فقهية أثارها الفقيه الحنفي محمد بن الحسن الشيباني في كتابه «الأيمان»، وتتواجد اليوم مخطوطتان من هذا العمل؛ إحداها في مكتبة داماد إبراهيم بتركيا، والأخرى في مكتبة الفاتيكان. ويذكر حاجي خليفة في «كشف الظنون» أنَّ لابن جني كتاب آخر في الفقه، يشرح فيه كتاب «التبصرة في أصول الفقه»، من تأليف أبي إسحاق إبراهيم بن علي الشيرازي. ورغم أنَّ ابن جني كان مطَّلعاً على أصول الفقه، حيث استعان بأصول الفقه في تأصيله للنحو، إلا أنَّ غينم الينبعاوي يستبعد تماماً أن يكون ابن جني قد شرح كتاب الشيرازي، وذلك أنَّ المصادر التاريخية تتفق على أنَّ الشيرازي ولد في سنة 393هـ، بعد وفاة ابن جني بسنة واحدة، كما أنَّ ابن خلكان يشير إلى أنَّ الشيرازي قد أخذ من ابن جني بعض أسماء كتبه، ما يُرجِّح أنَّ ما ذهب إليه حاجي خليفة كان سهواً.

## الملاحظات
- ملاحظة أولى : يشير ابن جني في البيت الأخير إلى دعاء النبي محمد لقيصر الروم بتثبيت مُلكه عندما أرسل إليه يدعوه إلى الإسلام وأحسن هرقل الردّ على النبي.[306]
- ملاحظة ثانية : وهناك قصَّةٌ يُورِدها البديعي في كتابه «الصبح المُنبِي عن حيثية المتنبي»، تُظهِر ولاء ابن جني للمتنبي، ودفاعه عنه في حضرة أستاذه الفارسي، وهي أنَّ أبا علي كان في شيراز، وكان المتنبي هناك أيضًا، و«كان إذا مر به أبو الطيب يستثقله على قبح زيه، وما يأخذ به نفسه من الكبرياء، وكان لابن جنى هوى في أبي الطيب، كثير الإعجاب بشعره، لا يبالي بأحد يذمه أو يحيط منه. وكان يسوء إطناب أبي علي قي ذمه، واتفق أن قال أبو علي يوماً اذكروا لنا بيتاً من الشعر نبحث فيه، فبدأ ابن جني وأنشد:[307][308]

فاستحسنه أبو علي، واستعاده، وقال لمن هذا البيت؟ فإنه غريب المعنى، فقال ابن جنى: للذي يقول:
فقال والله هذا حسن بديع جداً، فلمن هما؟ قال للذي يقول:
فكثر إعداب أبي علي، واستغرب معناه، وقال لمن هذا؟ فقال ابن جني: للذي يقول:
فقال وهذا والله، وقد أطلت يا أبا الفتح، فأخبرنا من القائل؟ قال هو الذي لا يزال الشيخ يستثقله، ويستقبح زيه وفعله، وما علينا من القشور إذا استقام اللب؟ قال أبو علي: أظنك تعني المتنبي؟ قلت نعم. قال والله لقد حببته إلي، ونهض، ودخل على عضد الدولة، فأطال في الثناء على أبي الطيب، ولما اجتاز به استنزله، واستنشده، وكتب عنه أبياتاً من الشعر.»

### هوامش
1. 1 2 3  حسام النعيمي (الدراسات اللهجية)، ص. 11
2. ↑  محمود حسني محمود، ص. 319
3. ↑  غنيم الينبعاوي، ص. 19 (هامش:3)
4. ↑  غنيم الينبعاوي، ص. 21
5. ↑  فاضل السامرائي، ص. 21-22
6. ↑  محسن الأمين، ج. 8، ص. 138
7. ↑  محمد النجار، ص. 7-8
8. ↑  سليمان باقشع، ص. 21
9. ↑  محمد النجار، ص. 8
10. ↑  كارل بروكلمان، ج. 2، ص. 244
11. ↑  أحمد الهيب، ص. 13
12. ↑  فاضل السامرائي، ص. 22
13. ↑  محمد أسعد طلس (1955)، ص. 446
14. ↑  أحمد أمين (2013)، ص. 61
15. ↑  محمد الأثري، ص. 72
16. ↑  محمد النجار، ص. 5-7
17. ↑  محمد النجار، ص. 35-37
18. ↑  حسام النعيمي، ص. 71
19. ↑  محمد فارس، ص. 7
20. ↑  محمد النجار، ص. 5
21. ↑  منال أحمد، ص. 22
22. ↑  محمد النجار، ص. 9-10
23. ↑  فاضل السامرائي، ص. 40-41
24. 1 2  حسام النعيمي (الدراسات اللهجية)، ص. 13
25. ↑  كارل بركلمان، ج. 2، ص. 244
26. ↑  محمود حسني محمود، ص. 320
27. ↑  عبده الراجحي، ص. 189
28. ↑  محمد النجار، ص. 15
29. ↑  رحيم الخرزجي، ص. 8
30. ↑  خديجة الحديثي (2001)، ص. 222
31. ↑  حسام النعيمي (الدراسات اللهجية)، ص. 13-14
32. ↑  مهدي المخزومي، ص. 91
33. ↑  محققو سر صناعة الإعراب، ص. 34
34. ↑  رحيم الخزرجي، ص. 11-12
35. ↑  محمد النجار، ص. 16-21
36. ↑  حسام النعيمي، ص. 21-22
37. 1 2  منال أحمد، ص. 28-29
38. 1 2  غنيم الينبعاوي، ص. 5-6
39. ↑  حسام النعيمي (الدراسات اللهجية)، ص. 14
40. ↑  حسام النعيمي، ص. 20-21
41. ↑  محمود حسني محمود، ص. 321-322
42. ↑  خديجة الحديثي (2001)، ص. 343
43. ↑  محمود حسني محمود، ص. 321
44. ↑  فاضل السامرائي، ص. 20-21
45. ↑  محمود حسني محمود، ص. 320-321
46. 1 2  محمود حسني محمود، ص. 322
47. ↑  محمود حسني محمود، ص. 323
48. 1 2  كارل بروكلمان، ج. 2، ص. 244-245
49. ↑  عباس الجراخ، ص. 58-59
50. ↑  عبد الغني الملاح (1977)، ص. 141-150
51. ↑  محسن غياض، ص. 26-42
52. ↑  عبد الغني الملاح (1982)، ص. 26-42
53. ↑  حسام النعيمي (1990)، ص. 31
54. ↑  محسن غياض، ص. 28
55. 1 2  غنيم الينبعاوي، ص. 23-26
56. 1 2  محمود حسني محمود، ص. 324-325
57. ↑  منال أحمد، ص. 25
58. ↑  حسام النعيمي (الدراسات اللهجية)، ص. 11-12
59. ↑  محمد أسعد طلس (أكتوبر 1956)، ص. 643-642
60. ↑  إبراهيم رفيده، ج. 1، ص. 79
61. ↑  حسام النعيمي، ص. 33-35
62. ↑  حسام النعيمي، ص. 35-36
63. ↑  أحمد الهيب، ص. 14
64. ↑  محمد النجار، ص. 11
65. ↑  محسن الأمين، ج. 8، ص. 138-139
66. ↑  آغا برزك الطهراني، ج. 7، ص. 163-164
67. ↑  حسن الصدر، ص. 142-143
68. 1 2  محمد النجار، ص. 37-40
69. ↑  فاضل السامرائي، ص. 55-58
70. ↑  محمد النجار، ص. 39
71. ↑  محمد النجار، ص. 59-61
72. ↑  حسام النعيمي (الدراسات اللهجية)، ص. 12-13
73. ↑  محمد النجار، ص. 40-41
74. 1 2  فاضل السامرائي، ص. 58
75. ↑  حسام النعيمي (الدراسات اللهجية)، ص. 11-13
76. ↑  محمد النجار، ص. 41-42
77. ↑  عبده الراجحي، ص. 189-190
78. ↑  محمد النجار، ص. 43
79. ↑  محمد النجار، ص. 44
80. ↑  دوكوري ماسيري، ص. 34
81. ↑  عباس الأوسي، ص. 176
82. ↑  انتصار عثمان، ص. 17
83. 1 2  ابن الأثير، ج. 7، ص. 533
84. ↑  غنيم الينبعاوي، ص. 29 (هامش:4)
85. ↑  غنيم الينبعاوي (الآثار)، ص. 42
86. ↑  غنيم الينبعاوي (الآثار)، ص. 7
87. 1 2  الخطيب البغدادي، ج. 11، ص. 310
88. ↑  ابن كثير، ج. 11، ص. 379
89. ↑  غنيم الينبعاوي، ص. 17-71
90. ↑  مروان عطيَّة-شيخ الراشد، ص. 23-29
91. ↑  منقور عبد الجليل، ص. 128
92. ↑  أحمد محسن خلف، ص. 39-40
93. ↑  محمد النجار، ص. 69
94. ↑  غنيم الينبعاوي (1995)، ص.
95. ↑  فاضل السامرائي، ص.
96. ↑  حسين الفتلي، ص. 535
97. ↑  هيثم محمد مصطفى، ص.
98. ↑  منقور عبد الجليل، ص. 129-138
99. ↑  بوزيد هادف، ص. 104
100. ↑  دوكوري ماسيري، ص. 55-56
101. ↑  دوكوري ماسيري، ص. 44
102. ↑  فاضل السامرائي، ص. 116
103. ↑  دوكوري ماسيري، ص. 47-54
104. ↑  حسين الفتلي، ص. 535-556
105. ↑  دوكوري ماسيري، ص. 44-46
106. ↑  دوكوري ماسيري، ص. 43
107. ↑  غنيم الينبعاوي (1995)، ص. 121-122
108. ↑  أحمد مختار، ص. 100
109. ↑  نادية رمضان، ص. 42
110. ↑  غنيم الينبعاوي (1995)، ص. 122-123
111. ↑  عبد الغفار هلال، ص. 516-517
112. ↑  غنيم الينبعاوي (1995)، ص. 122
113. ↑  سميرة موسى، ص. 34
114. ↑  عبد الغفار هلال، ص. 517
115. ↑  أئمة النحاة في التاريخ، محمد محمود غالي، دار الشروق، جدة، الطبعة الأولى، 1396هـ/1979م، ص43-44
116. ↑  جايد زيدان، ص. 62-66
117. ↑  محققو المحتسب، ص. 11-12
118. ↑  انتصار عثمان، ص. 53-55
119. ↑  انتصار عثمان، ص. 58
120. ↑  محققو المحتسب، ص. 12-13
121. ↑  محققو المحتسب، ص. 15
122. ↑  انتصار عثمان، ص. 59
123. ↑  غانم الحسناوي، ص. 60-65
124. ↑  غانم الحسناوي، ص. 66-85
125. ↑  غانم الحسناوي، ص. 86-91
126. ↑  غانم الحسناوي، ص. 98
127. ↑  غانم الحسناوي، ص. 110-117
128. ↑  غانم الحسناوي، ص. 124
129. ↑  دوكوري ماسيري، ص. 41
130. ↑  انتصار عثمان، ص. 158
131. ↑  فاضل السامرائي، ص. 15
132. ↑  محمد النجار، ص. 27
133. ↑  محققو المحتسب، ص. 12
134. ↑  فاضل السامرائي، ص. 223-226
135. ↑  محمد النجار، ص. 27-28
136. ↑  حسام النعيمي (1990)، ص. 37-38
137. ↑  فاضل السامرائي، ص. 212-216
138. ↑  فاضل السامرائي، ص. 226-227
139. ↑  فاضل السامرائي، ص. 230-231
140. ↑  فاضل السامرائي، ص. 207-208
141. ↑  عبد الكريم الأسعد، ص. 125-131
142. ↑  ابن النديم، ص. 115
143. ↑  محمد الطنطاوي، ص. 202
144. ↑  عبد الكريم الأسعد، ص. 129-130
145. ↑  شوقي ضيف، ص. 268-273
146. ↑  مكرم عبد العال سالم، ص. 143
147. ↑  محمد النجار، ص. 44-47
148. ↑  فؤاد البستاني، ص.
149. 1 2  خديجة الحديثي، ص. 222
150. ↑  حسام النعيمي (1990)، ص. 39
151. ↑  غنيم الينبعاوي (1995)، ص. 27
152. 1 2  مهدي المخزومي، ص. 98
153. ↑  عبده الراجحي، ص. 52
154. ↑  فاضل السامرائي، ص. 255-291
155. 1 2  محمد النجار، ص. 45
156. ↑  فاضل السامرائي، ص. 256-262
157. ↑  محمود حسني محمود، ص. 254
158. ↑  فاضل السامرائي، ص. 264-265
159. ↑  فاضل السامرائي، ص. 276-290
160. ↑  محمود حسني محمود، ص. 373-375
161. ↑  خديجة الحديثي (2001)، ص. 344
162. ↑  حسام النعيمي (1990)، ص. 39-40
163. ↑  فاضل السامرائي، ص. 268-275
164. ↑  كارل بركلمان، ج. 2، ص. 245
165. ↑  شوقي ضيف، ص. 245-246
166. ↑  محمود حسني محمود، ص. 355
167. ↑  محمود حسني محمود، ص. 356-357
168. ↑  محمود حسني محمود، ص. 355-356
169. ↑  محمود حسني محمود، ص. 357
170. ↑  محمود حسني محمود، ص. 355-357
171. ↑  محمد سعد طلس (أكتوبر 1956)، ص. 642-646
172. ↑  محمد أمين، ص. 330-333
173. ↑  محمد أمين (1950)، ص. 330-333
174. ↑  محمود حسني محمود، ص. 386-391
175. ↑  فاضل السامرائي، ص. 314-317، ص. 324-329
176. ↑  ممدوح الرمالي، ص. 145
177. ↑  فاضل السامرائي، ص. 141-143
178. ↑  إبراهيم رفيده، ص. 83
179. ↑  محمود حسني محمود، ص. 257
180. ↑  فاضل السامرائي، ص. 257
181. 1 2  حسين الفتلي، ص. 539
182. ↑  حسام النعيمي (1990)، ص. 45-51
183. ↑  حسام النعيمي (1980)، ص. 34-42
184. ↑  محمد الحجوج، ص. 48-51
185. ↑  محمد الحجوج، ص. 46
186. 1 2  سليم عواريب، ص. 101
187. ↑  حسام النعيمي (1980)، ص. 261
188. 1 2  سليم عواريب، ص. 99
189. ↑  محمد الحجوج، ص. 44
190. ↑  سليم عواريب، ص. 100
191. ↑  محمد الحجوج، ص. 45-46
192. ↑  سعيد الأفغاني، ص. 44
193. ↑  فاضل السامرائي، ص. 261
194. ↑  محمود حسني محمود، ص. 363-364
195. ↑  حسين الفتلي، ص. 536
196. ↑  فاضل السامرائي، ص. 364-369
197. ↑  محمود حسني محمود، ص. 364-369
198. ↑  أحمد أمين، ص. 348-349
199. ↑  أحمد عبد الستار الجواري، ص.
200. ↑  محمود حسني محمود، ص. 370
201. ↑  خليل عمايرة، ص. 69
202. ↑  أحمد أمين، ص. 349
203. ↑  فاضل السامرائي، ص. 192-194
204. ↑  عبده الراجحي، ص. 157-158
205. ↑  خليل عمايرة، ص. 67-69
206. ↑  عبد الهادي الفضلي، ص. 32-35
207. ↑  أحمد جميل، ص. 47-48
208. 1 2  محمود حسني محمود، ص. 325
209. ↑  محمود حسني محمود، ص. 325-326
210. ↑  محمود حسني محمود، ص. 326
211. 1 2  جلال الدين السيوطي (1964)، ص. 132
212. ↑  غنيم الينبعاوي (1995)، ص. 57-58
213. ↑  ياقوت الحموي، ج. ، ص.
214. ↑  أبو البركات الأنباري، ص.
215. ↑  غنيم الينبعاوي (1995)، ص. 45-46
216. ↑  مهدي المخزومي، ص. 97
217. 1 2  عبد الغفار هلال، ج. 2، ص. 519-523
218. ↑  عبد الغفار هلال، ج. 2، ص. 516-517
219. ↑  عبد الغفار هلال، ج. 2، ص. 524-528
220. ↑  عبد الغفار هلال، ج. 2، ص. 530-535
221. ↑  عبد الغفار هلال، ج. 2، ص. 538-539
222. ↑  مهين زاده، ص. 6-8
223. ↑  منقور عبد الجليل، ص. 128-138
224. ↑  عبده الراجحي، ص. 60
225. ↑  عبده الراجحي، ص. 60-65
226. ↑  تمام حسان، ص. 56
227. ↑  هادي نهر، ص. 62-63
228. ↑  عبده الراجحي، ص. 69-73
229. 1 2  عبده الراجحي، ص. 73-76
230. 1 2  إميل بديع يعقوب، ص. 15
231. ↑  عبده الراجحي، ص. 83
232. ↑  جلال الدين السيوطي، ص. 7
233. ↑  تمام حسان، ص.
234. ↑  فاضل السامرائي، ص. 110
235. ↑  مصطفى صادق الرافعي، ص. 39
236. ↑  إميل بديع يعقوب، ص. 15 (هامش:10)
237. ↑  عبده الراجحي، ص. 108
238. ↑  عبده الراجحي، ص. 108-109
239. ↑  محققا "المبهج"، ص. 21
240. ↑  فاضل السامرائي، ص. 69
241. ↑  محققا "المبهج"، ص. 22
242. ↑  محمد النجار، ص. 49
243. ↑  محمد الأثري، ص. 79
244. ↑  أبو البركات الأنباري، ص. 244
245. ↑  أحمد بن خلكان، ج. 3، ص. 246
246. ↑  أبو الفرج بن الجوزي، ج. 15، ص. 34
247. ↑  ابن ماكولا، ج. 2، ص. 585
248. ↑  محمد النجار، ص. 49-51
249. ↑  عماد عبد السلام، ص.
250. 1 2  محمد النجار، ص. 52
251. ↑  أبو عبيد الله البكري، ج. 2، ص. 78
252. ↑  رمضان عبد التواب، ص. 266
253. ↑  أبو الحسن الواحدي، ص. 374
254. ↑  حسام النعيمي (1990)، ص. 20-21
255. 1 2  محمد النجار، ص. 55
256. ↑  غنيم الينبعاوي (1995)، ص. 33-34
257. ↑  مهدي المخزومي، ص. 100
258. ↑  عباس الجراخ، ص. 70
259. ↑  حسن هنداوي، ص. أ
260. 1 2 3 4  غنيم الينبعاوي (1999)، ص. 21
261. ↑  كارل بروكلمان، ج. ، ص.
262. ↑  سويف خليف، ص. 7
263. ↑  غنيم الينبعاوي (1999)، ص. 17، ص. 29
264. ↑  محمد الأثري، ص. 3-17
265. ↑  ابن ماكولا، ج. 4، ص. 52-54
266. ↑  غنيم الينبعاوي (1999)، ص. 547
267. ↑  غنيم الينبعاوي (1999)، ص. 18
268. ↑  خضر الطائي-رشيد العبيدي، ص. 35
269. ↑  خضر الطائي-رشيد العبيدي، ص. 198-200
270. ↑  خضر الطائي-رشيد العبيدي، ص. 38-39
271. 1 2  غنيم الينبعاوي (1999)، ص. 17
272. ↑  أحمد القيسي وآخرون، ص. 6
273. ↑  كارل بروكلمان، ج. ، ص. 17
274. ↑  محمد النجار، ص. 17
275. ↑  محمد أسعد طلس، ص. 17
276. ↑  أحمد القيسي وآخرون، ص. 6-7
277. ↑  عبد السلام هارون، ص. 20، ص. 298
278. ↑  غنيم الينبعاوي (1999)، ص. 26-29
279. ↑  نجيب العقيقي، ج. 2، ص. 702-703
280. ↑  إسراء الدوري، ص. 125-126
281. ↑  غنيم الينبعاوي (1999)، ص. 18-19
282. ↑  غنيم الينبعاوي (1999)، ص. 19، ص. 25-26
283. ↑  محمد الأثري، ص. 3-9
284. ↑  صفاء خلوصي، ص. 132
285. ↑  صفاء خلوصي، ص. 134
286. ↑  زروقي وردية، ص. 124
287. ↑  زروقي وردية، ص. 125-126
288. ↑  حسام النعيمي (1990)، ص. 51-52
289. ↑  غنيم الينبعاوي (1999)، ص. 46-47
290. ↑  جايد زيدان، ص. 262
291. ↑  محمد العارضي، ص. 6
292. ↑  غانم الحسناوي، ص. 28
293. ↑  فاضل السامرائي، ص. 127-128، 129
294. ↑  فاضل السامرائي، ص. 128-131
295. ↑  محمد خالد عيال، ص. 19
296. 1 2  جايد زيدان، ص. 273
297. ↑  غانم الحسناوي، ص. 47-50
298. ↑  غانم الحسناوي، ص. 44-45
299. ↑  جايد زيدان، ص. 274
300. ↑  جايد زيدان، ص. 275-276
301. 1 2  أحمد محسن خلف، ص. 9
302. ↑  أحمد محسن خلف، ص. 35
303. ↑  غنيم الينبعاوي، ص. 32-33
304. ↑  حاجي خليفة، ص.
305. ↑  غينم الينبعاوي (1999)، ص. 42
306. ↑  محمود حسني محمود، ص. 319-320
307. ↑  يوسف البديعي، ج. 1، ص. 42
308. ↑  مهدي المخزومي، ص. 93-94